# Lübeck

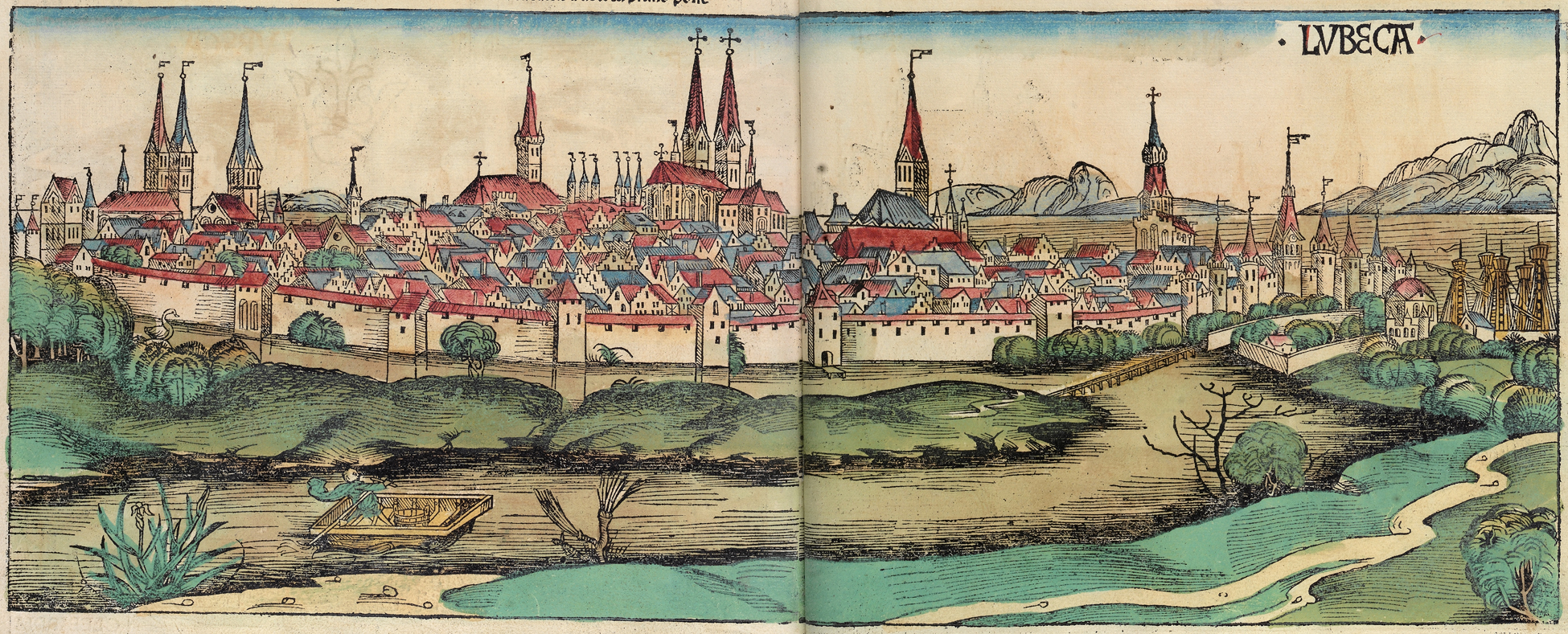
Abbildung aus der Schedelschen Weltchronik (lateinische Ausgabe in Sao Paulo)

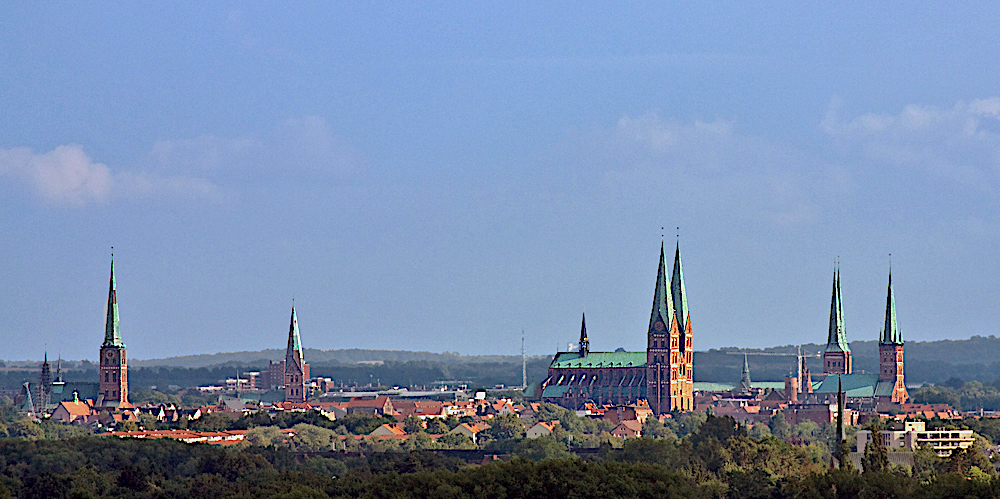
Blick vom Pariner Berg in Richtung Süden auf die Lübecker Altstadt, von links: St. Jakobi, St. Aegidien, St. Marien, Lübecker Dom, St. Petri.

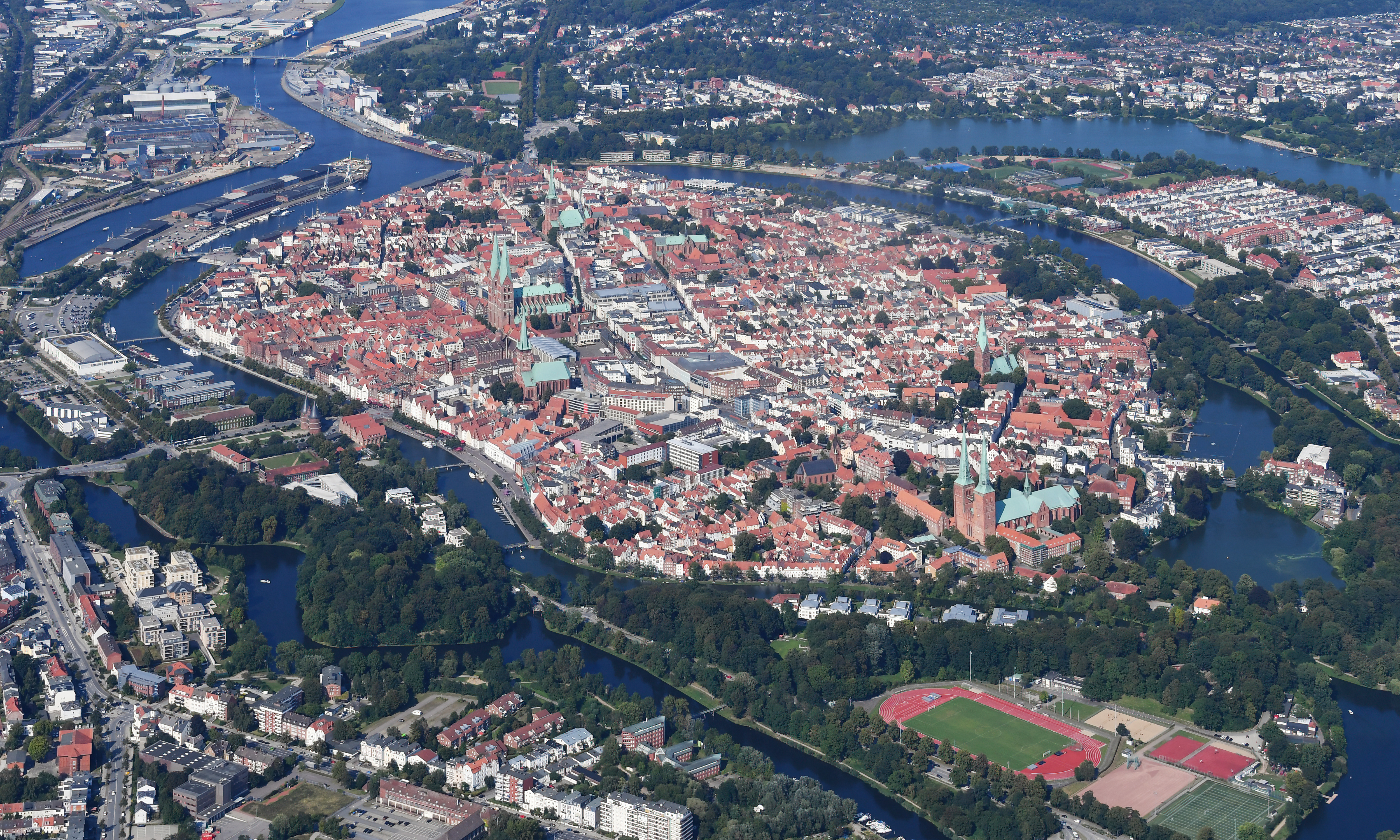
Blick auf die Altstadt (Welterbe) aus Südwesten (Luftaufnahme 2024)

Lübecks Wahrzeichen, das Holstentor (2015);
links die Türme der Marienkirche, rechts der Turm der Petrikirche, davor die historischen Salzspeicher

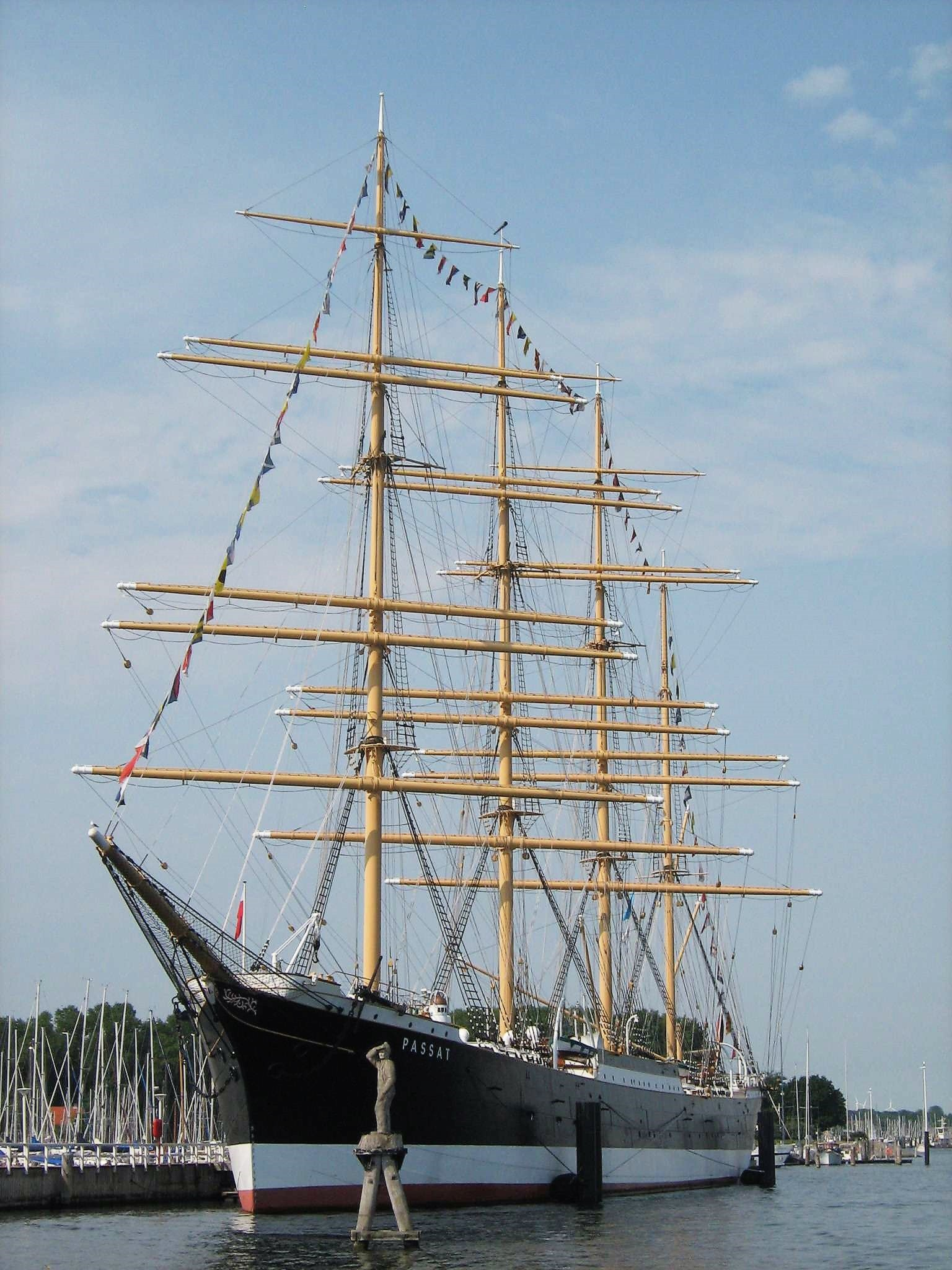
Segelschiff Passat in Travemünde

Die Hansestadt Lübeck ([ˈlyːbɛk] ⓘ; niederdeutsch: Lübęk, Lübeek; lateinisch: Lubeca; polabisch: Liubice; Adjektiv: lübsch, lübisch, lübeckisch) ist eine kreisfreie Großstadt im Norden Deutschlands. Sie liegt im Südosten Schleswig-Holsteins an der Lübecker Bucht, einer Meeresbucht der Ostsee. Lübeck ist hinsichtlich der Einwohnerzahl nach der Landeshauptstadt Kiel die zweitgrößte und hinsichtlich der Fläche die größte Stadt in Schleswig-Holstein. Die Hansestadt an der Trave ist eines der vier Oberzentren des Landes, mit einem Hafen, einer spezialisierten Universität mit Klinikum, einer Technischen Hochschule und einer Musikhochschule. Das Theater Lübeck, die Musik- und Kongresshalle sowie fünfzehn Museen bieten ein reiches Kulturangebot. Lübeck wurde 1143 an heutiger Stelle gegründet und war von 1226 bis 1937 ein Stadtstaat. Als Hauptort der Hanse gehörte Lübeck im 13. und 14. Jahrhundert zu den bedeutendsten Städten Nordeuropas. Die erhaltenen Bereiche der Lübecker Altstadt mit über tausend Kulturdenkmalen gehören seit 1987 zum UNESCO-Welterbe. Darunter befinden sich einige bedeutende Bauwerke mittelalterlicher Backsteinarchitektur, wie die Lübecker Marienkirche, das Rathaus, einer der ältesten Dome an der Ostsee, das Heiligen-Geist-Hospital, das Holstentor oder das Burgtor. Bekannt ist die Stadt außerdem für ihre sieben Türme und Lübecker Marzipan.

## Geografie
Die Stadt liegt in der Norddeutschen Tiefebene an der unteren Trave, einem schiffbaren Fluss, der etwa 17 Kilometer von der Altstadt entfernt im Stadtteil Travemünde in die Ostsee mündet. Die Stadt grenzt dort mit einer Küstenlinie von rund 7 km an die Ostsee. Beiderseits der Travemündung befindet sich ein zusammen rund zwei Kilometer langer Badestrand. Außerdem besteht die Küste aus Naturstrand und dem Brodtener Steilufer. Die Lübecker Stadtgrenze ist 120 km lang. Das Stadtgebiet hat eine ungefähre maximale Ausdehnung von 29 km (Achse NO-SW) bzw. 15 km (Achse NW-SO). Es liegt im Lübecker Becken zwischen der Ostseeküste und dem Ratzeburger See (Rothenhusen). Die Altstadt befindet sich auf einem rund 140 ha großen Hügel, der einen Werder zwischen den Wasserläufen der Trave und der Wakenitz bildete. Mit dem Durchstich der „Kanaltrave“ im Norden zum Ende des 19. Jahrhunderts wurde die Lübecker Altstadt zur Insel. Die maximale natürliche Geländehöhe des Altstadthügels beträgt knapp 20 m ü. NHN (Marienkirche), die höchste natürliche Erhebung im Stadtgebiet liegt im Stadtforst Waldhusen bei etwa 38 m ü. NHN. Ferner durchzieht der Elbe-Lübeck-Kanal das Stadtgebiet von Krummesse bis zur Trave. Die umgebende Landschaft gehört zum Ostholsteiner Hügelland und ist geprägt von der Weichsel-Kaltzeit (Pleistozän). Die geografische Lage an der Trave, die kurz vor Travemünde den Baltischen Höhenrücken durchbricht, begünstigte die Entwicklung der Stadt als Ostseehafen und begründete ihren rasanten Aufstieg zum nordeuropäischen Machtzentrum des Mittelalters.

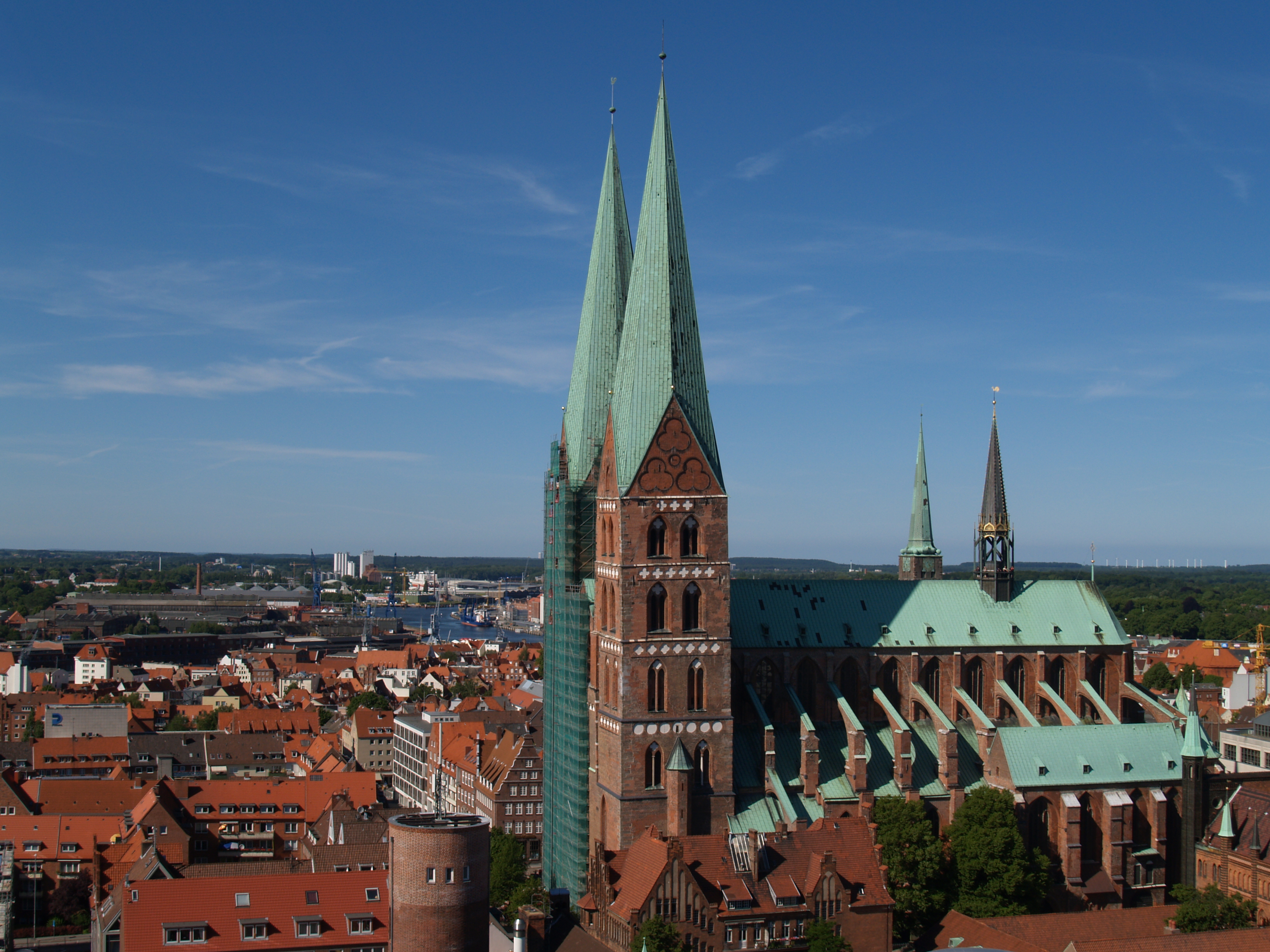
Blick von St. Petri nach Norden mit Marienkirche, …

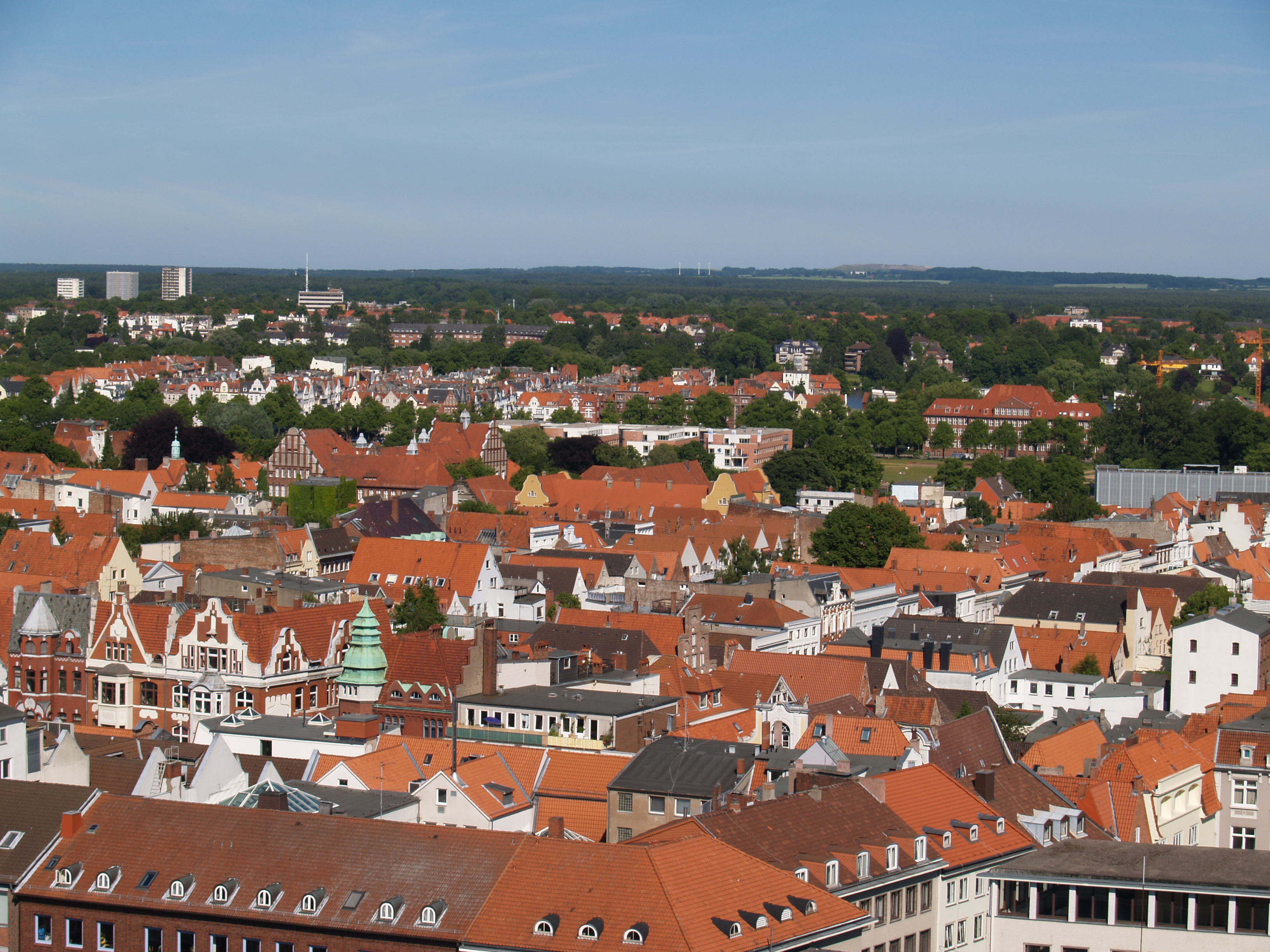
… nach Osten, …

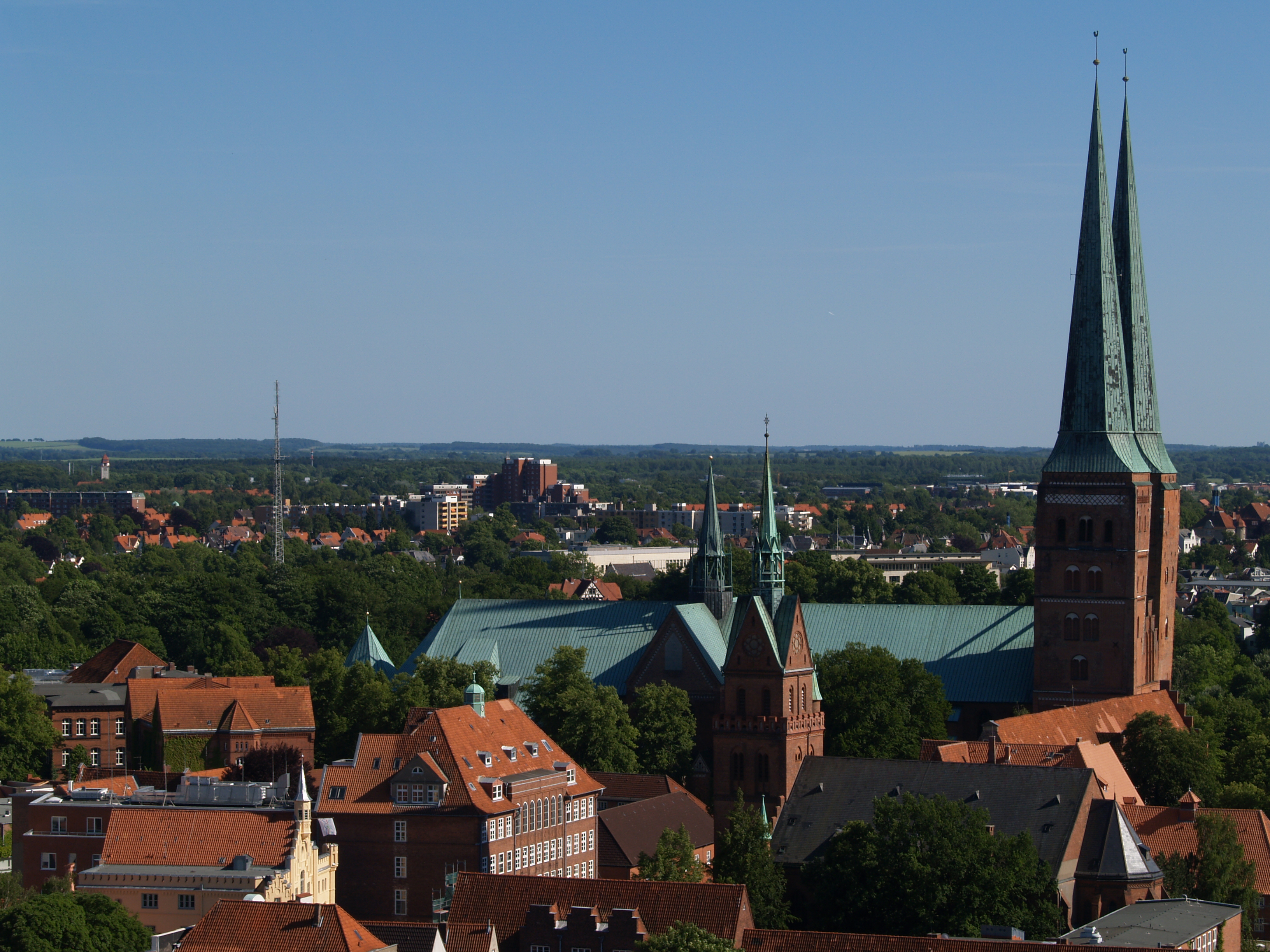
… nach Süden mit dem Dom …

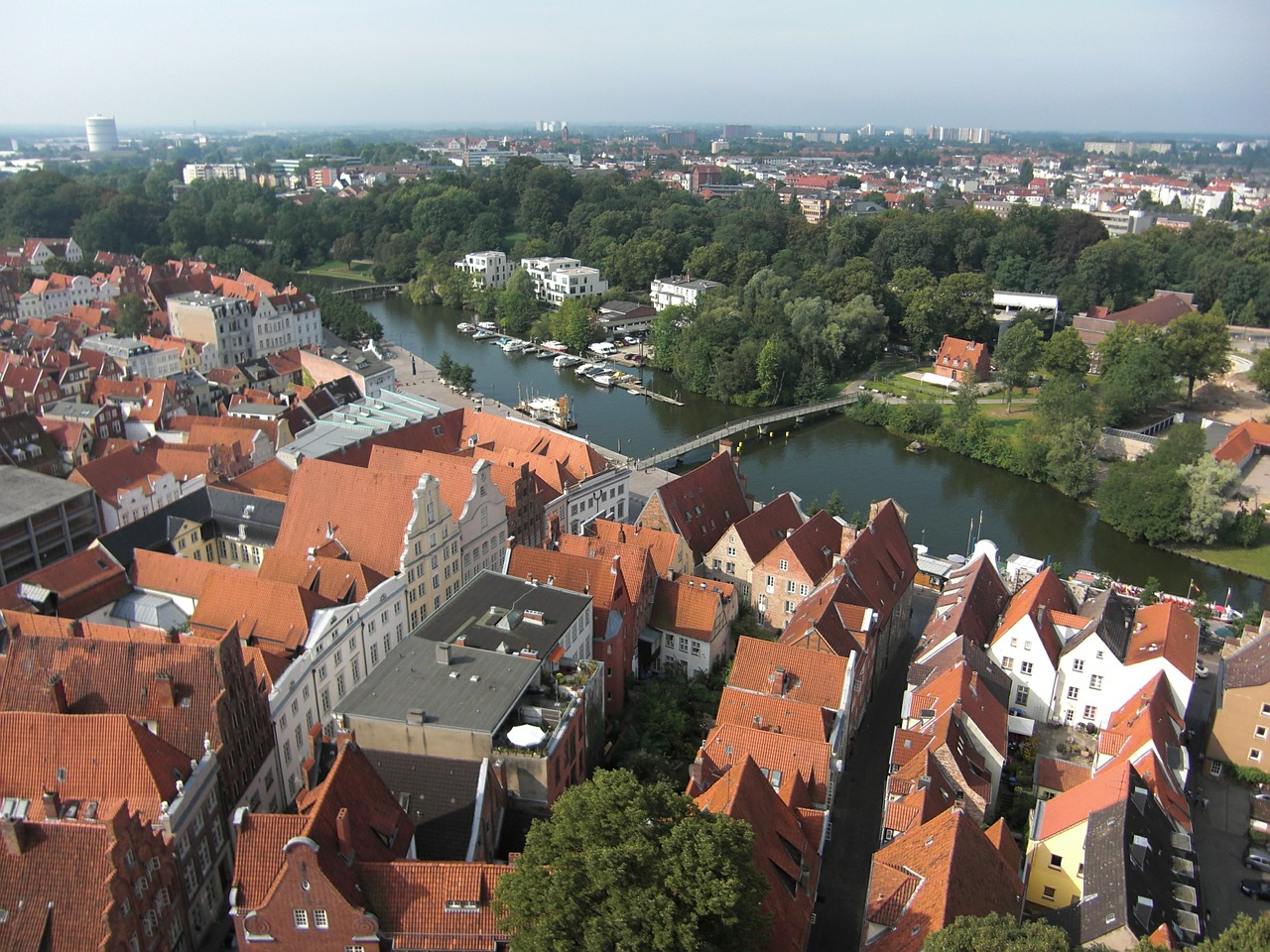
… und im Westen die Trave, …

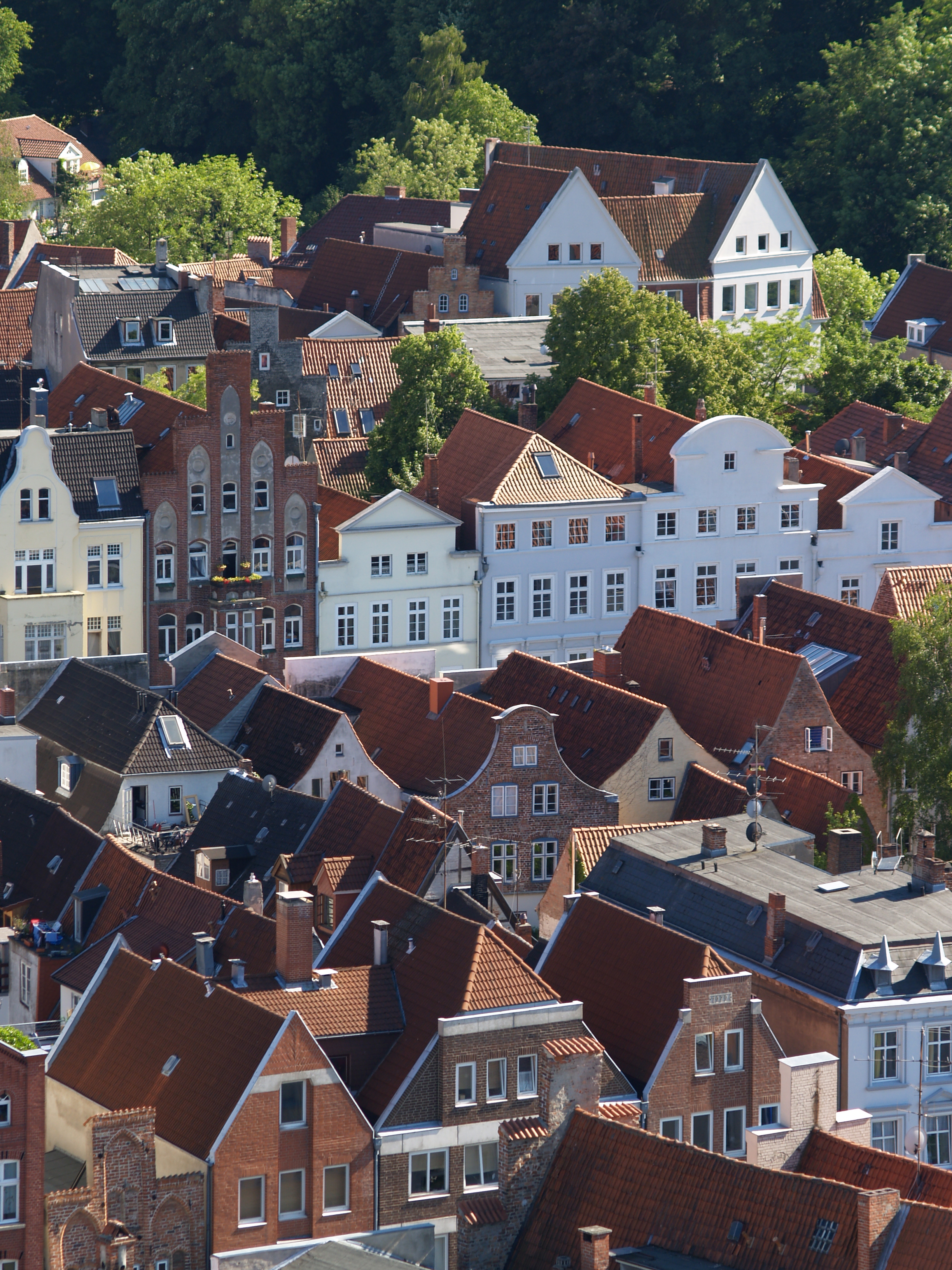
… vielfältige Giebelformen …

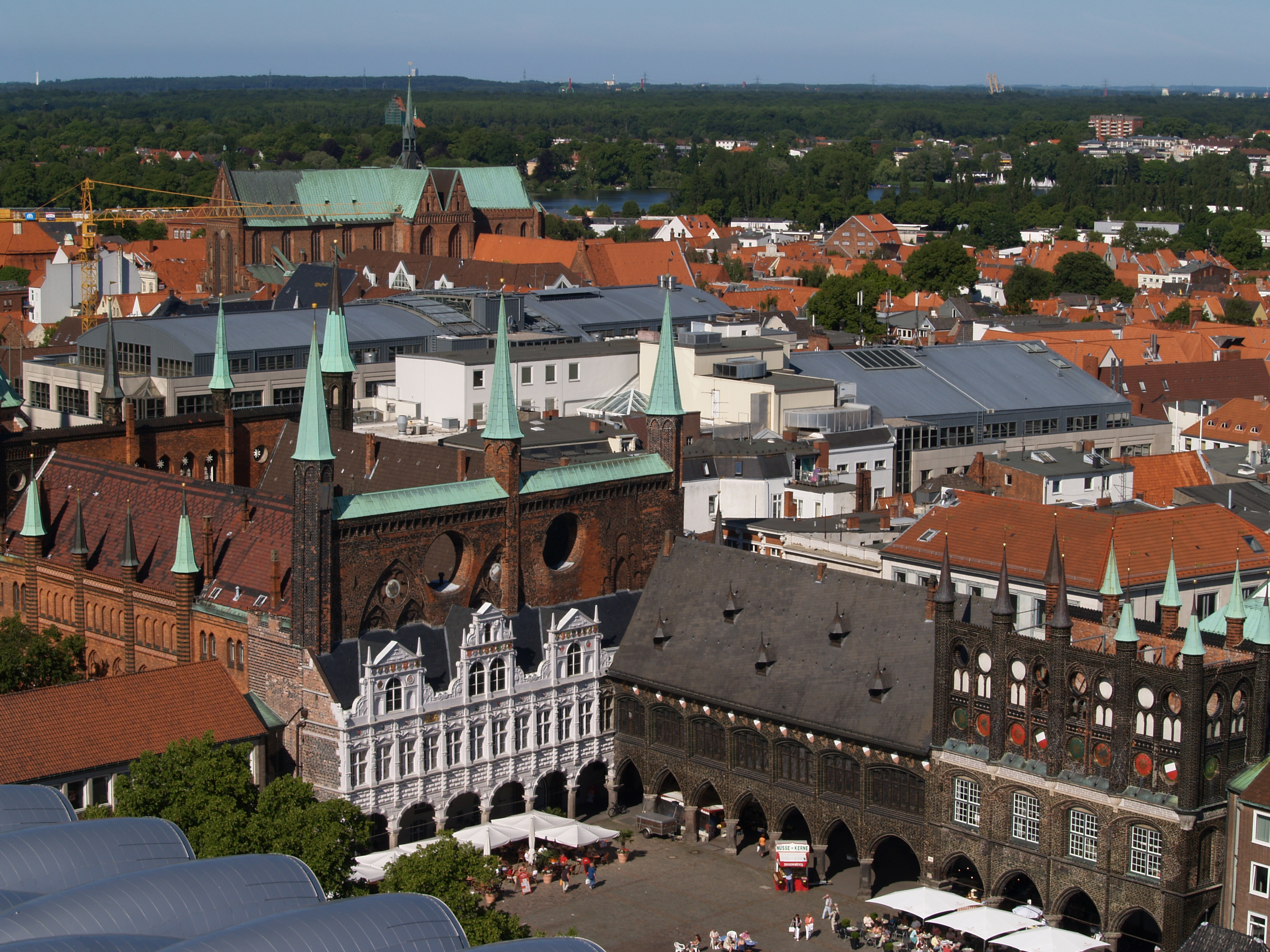
… und das im Winkel stehende, historische Rathaus am Markt

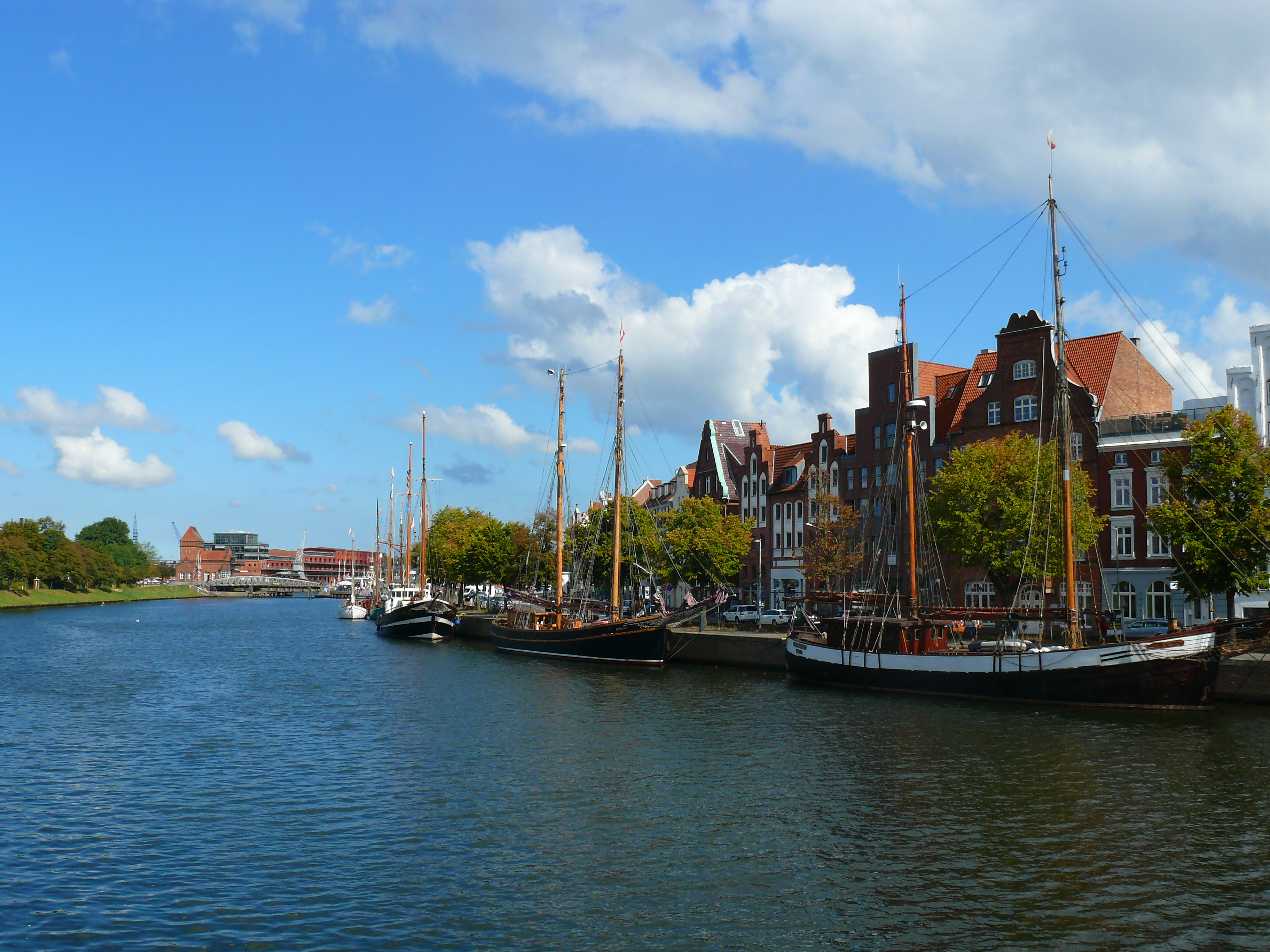
Museumshafen in Lübeck an der Untertrave

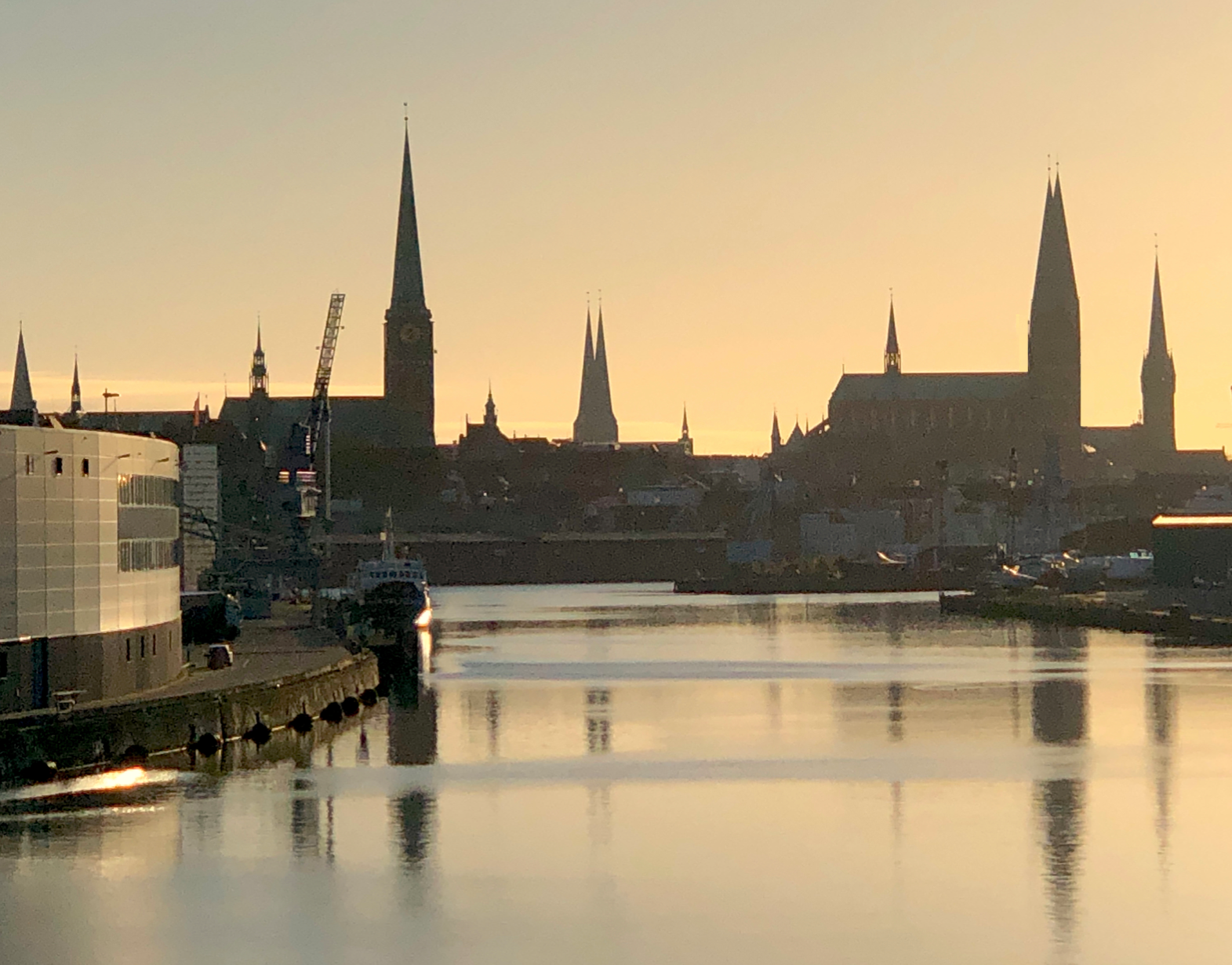
Blick auf die Lübecker Altstadt von der Eric-Warburg-Brücke

### Stadtgliederung und Stadtmorphologie
| Nr. | Stadtteil         | Fläche (km²) | Einwohnerzahl | Dichte (Einw./km²) |
| --- | ----------------- | ------------ | ------------- | ------------------ |
| 01  | Innenstadt        | 2,2          | 14.356        | 6.296              |
| 02  | St. Jürgen        | 61,9         | 45.993        | 743                |
| 03  | Moisling          | 013,4        | 11.100        | 0826               |
| 04  | Buntekuh          | 04,9         | 011.642       | 02.391             |
| 05  | St. Lorenz-Süd    | 02,9         | 015.800       | 05.411             |
| 06  | St. Lorenz-Nord   | 027,9        | 043.537       | 01.558             |
| 07  | St. Gertrud       | 026,5        | 042.501       | 01.603             |
| 08  | Schlutup          | 08,4         | 05.708        | 681                |
| 09  | Kücknitz          | 24,6         | 18.616        | 0757               |
| 10  | Travemünde        | 41,3         | 013.903       | 0337               |
|     | Hansestadt Lübeck | 214,2        | 223.156       | 1.042              |

Das Stadtgebiet Lübecks ist seit der Neustrukturierung durch Bürgerschaftsbeschluss vom 28. September 1972 amtlich in zehn Stadtteile eingeteilt, die keine eigene Verwaltungsebene haben. Nur für den Stadtteil Travemünde gibt es einen Ortsbeirat mit Beratungsfunktion. Die Stadtteile wiederum sind in insgesamt 35 Stadtbezirke gegliedert.
| Flächenart                            | in Hektar      | Anteil an der Gesamtfläche |
| ------------------------------------- | -------------- | -------------------------- |
| Siedlungsfläche (davon Wohnbaufläche) | 6.146 (2.610)  | 028,7 % (12,2 %)           |
| Vegetationsfläche (davon Waldfläche)  | 10.362 (2.600) | 048,4 % (12,1 %)           |
| Gewässerfläche                        | 2.915          | 013,6 %                    |
| Verkehrsfläche                        | 1.996          | 09,3 %                     |
| Gesamtfläche                          | 21.419         | 100,0 %                    |

Die Innenstadt ist das touristische Kernstück Lübecks, der älteste und flächenmäßig kleinste Stadtteil. Sie liegt hauptsächlich auf der ovalen Altstadtinsel, die im Westen von der Stadt-Trave und im Osten von der Kanal-Trave umflossen ist. Die Altstadt hat eine Ausdehnung von knapp zwei Kilometern von Nord nach Süd und bis zu einem Kilometer von West nach Ost. Einige wesentliche Gebäude, die zur Innenstadt gerechnet werden, liegen auf umliegenden kleineren Inseln, wie etwa das Holstentor, das am Fuß der so genannten Wallhalbinsel liegt. Ungefähr drei Viertel der Gebäude in der Lübecker Altstadt wurden im Zweiten Weltkrieg nicht zerstört. Diese Bereiche sind seit 1987 Bestandteil des Weltkulturerbes. Um die Innenstadt zu verlassen, muss jeweils eine Brücke im alten Befestigungsgürtel um die Stadt mit der Trave und den Wallanlagen überquert werden. Die Vorstädte schließen sich daher nicht wie in den meisten anderen Städten unmittelbar an die mittelalterliche Altstadt an. In der Altstadt leben nur rund 7 % der Bevölkerung Lübecks.
Im Süden der Altstadt und auf der Wakenitzhalbinsel auch den östlichen Altstadtrand umfassend liegt der mit Abstand flächengrößte Stadtteil Sankt Jürgen, der im nördlichen Teil durch gründerzeitliche Villenviertel, dann südlich des St.-Jürgen-Rings teils durch Wohnblocks der 1950er bis 1970er Jahre geprägt ist. Im Süden läuft St. Jürgen mit einem breiten Grüngürtel voller Felder und Wiesen in die lauenburgische Landschaft aus. Im Osten wird der Stadtteil von Einfamilienhäusern und schließlich von der Wakenitz begrenzt. In den Wakenitz-Auen ist aufgrund der ehemaligen deutsch-deutschen Grenze ein unberührtes, artenreiches Naturschutzgebiet entstanden. In St. Jürgen liegen die beiden größten Hochschulen Lübecks, die Universität mit dem UKSH und die Technische Hochschule. St. Jürgen war ursprünglich eine Vorstadt mit Gärtnereien und Weiden. Heute sind nur noch vier Gärtnereien vorhanden, denn die Grünflächen wurden größtenteils bebaut. Wichtigste Neubauprojekte sind der Hochschulstadtteil, der als gemischtes Wohn- und Geschäftsviertel angelegt wurde, und das Neubaugebiet Bornkamp.
Im äußersten Süden Lübecks schließen sich mehrere dörfliche Stadtteile an wie Vorrade, Beidendorf, Wulfsdorf und Blankensee mit dem Flughafen, die noch zum Gebiet von St. Jürgen gehören.
Außergewöhnlich ist der Grenzverlauf im Dorf Krummesse. Hier gehören die alten Bauernhöfe mit ihren Hufen abwechselnd zu Lübeck und zum Herzogtum Lauenburg, so dass die territoriale Zugehörigkeit einem Flickenteppich ähnelt. Krummesse (Lübecker und lauenburgischer Teil) hat die Postleitzahl 23628. Die Telefonvorwahl lautet 04508.
Ebenfalls bemerkenswert ist, dass der nur aus wenigen Häusern bestehende Ortsteil Klein Grönau (Adressen: Hauptstraße 65a–65e und 70c–70e) auf der Straße nur über die lauenburgische Gemeinde Groß Grönau zu erreichen ist. Die Postleitzahl 23627 und die Telefonvorwahl 04509 sind von Groß Grönau übernommen.
Jenseits der Bahngleise liegen die Stadtteile Buntekuh und Moisling, die durch Wohnblocks aus den 1960er Jahren geprägt sind. In Buntekuh befinden sich ebenfalls weitläufige Gewerbegebiete entlang der A 1. Moisling blickt im Unterschied zu Buntekuh auf eine jahrhundertealte Geschichte zurück. Bereits im 17. Jahrhundert gab es hier eine damals noch zu Holstein und damit zu Dänemark gehörende Siedlung, die vor allem von Juden bewohnt war. Auch heute findet sich hier noch ein jüdischer Friedhof. Der Stadtteil Buntekuh verdankt seinen Namen einem bäuerlichen Gut, das hier bis Ende der 1950er Jahre existierte. Das Gut wiederum wurde nach der Hansekogge „Bunte Kuh“ benannt, die 1401 den Angriff auf den Seeräuber Klaus Störtebeker führte.
Westlich des Holstentors liegen die beiden Vorstädte Sankt Lorenz-Nord und Sankt Lorenz-Süd, die durch die Bahnstrecke getrennt werden. Namengebend ist die Kirche St. Lorenz am Steinrader Weg, die auf die Kapelle eines Pestfriedhofs aus dem 16. Jahrhundert zurückgeht. Hier wurde Mitte bis Ende des 19. Jahrhunderts eine Vorstadt für die Unter- und Mittelschicht errichtet, in der sich schon bald eine entwickelte Arbeiterkultur etablierte. In der Meierstraße in St. Lorenz-Süd wurde 1913 Willy Brandt geboren. An der Lutherkirche in St. Lorenz-Süd arbeitete Karl Friedrich Stellbrink, einer der Lübecker Märtyrer im Nationalsozialismus. Auch heute dominieren Geschosswohnungen und Industriebetriebe (Drägerwerk) die beiden Stadtteile. Es gibt nur wenige Grünanlagen.
Die Vorstadt Sankt Gertrud, im Norden direkt an die Altstadt angrenzend, ist durch klassizistische Sommerhäuser und Gründerzeitvillen rund um den Stadtpark und die Wakenitz geprägt. Weiter im Osten folgen einige gründerzeitliche und modernere Wohnviertel für alle sozialen Schichten. An der Trave findet sich das sehenswerte Fischerdorf Gothmund mit einigen reetgedeckten Fischerkaten. Hier liegt auch der Lübecker Stadtwald Lauerholz, in dem sich weiter südlich die ehemalige Grenze zur DDR nachvollziehen lässt.
Jenseits des Stadtwaldes Lauerholz liegt der kleine Stadtteil Schlutup, der durch seinen an der Trave gelegenen Fischereihafen geprägt ist. Er wandelt sich zu einem modernen Papierumschlaghafen. In Schlutup befand sich vor der Wende die nördlichste Grenzübergangsstelle zwischen der Bundesrepublik und der DDR: die Transitstrecke nach Rostock und Sassnitz im Zuge der B 105.

Nördlich der Trave liegt Kücknitz, das alte Industrieviertel von Lübeck. Hier wurde bis in die 1980er Jahre bei den Metallhüttenwerken Roheisen sowie Koks, Zement und Kupfer hergestellt. Daran erinnert das Museum für Arbeiterkultur in der Geschichtswerkstatt Herrenwyk. Angrenzend an das Industriegelände befinden sich noch Wohnhäuser der Werkssiedlung. Ansonsten ist der Stadtteil durch Zeilenbauten und Wohnhäuser der Nachkriegszeit im Wohngebiet „Roter Hahn“ sowie ältere und neuere Einfamilienhäuser geprägt. In Kücknitz liegt ein wichtiger Teil des Lübecker Hafens, der unter anderem aus einem neu erbauten Containerterminal besteht. Die Flenderwerft, die traditionsreiche Werft des Stadtteils, meldete im Jahr 2002 Insolvenz an. Seit 2006 befindet sich auf dem ehemaligen Werftgelände der Seelandkai der Lübecker Hafengesellschaft sowie ein Fährterminal der Lehmann-Gruppe, eines Lübecker Logistik- und Baustoffunternehmens.

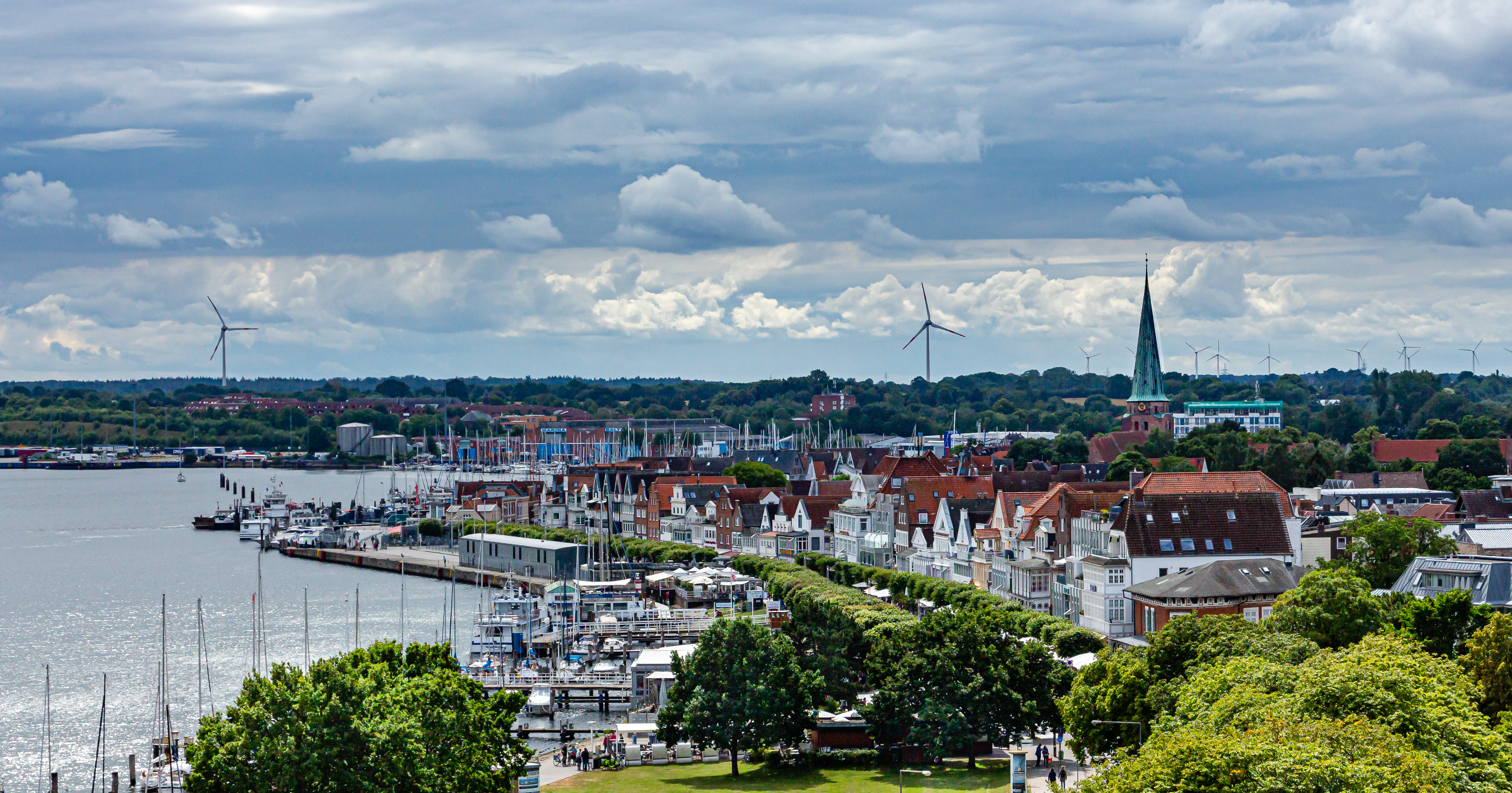
Travemünde

An der Mündung der Trave liegt schließlich Travemünde, das bereits seit 1329 zu Lübeck gehört. Seit dem Jahr 1802 ist Travemünde anerkanntes Seeheilbad. Neben dem alten Ortskern rund um die St.-Lorenz-Kirche gibt es noch Villenbauten der Seebad-Architektur aus der Zeit vor dem Ersten Weltkrieg. Breite Sandstrände der Ostsee liegen im Norden des Ortes und auf der gegenüberliegenden Seite der Trave auf der Halbinsel Priwall, deren Südteil Naturschutzgebiet ist, während der nördliche Teil in den 2010er Jahren umfangreich touristisch bebaut wurde. Bis zur deutschen Wiedervereinigung grenzte der Priwall im Osten an die DDR und war nur per Fähre erreichbar. Südlich des Priwalls liegt die Pötenitzer Wiek, eine große Bucht der Trave, die aufgrund ihrer Grenznähe als artenreiches Gebiet konserviert werden konnte. Im Süden Travemündes liegt der Skandinavienkai, der größte Ostseefährhafen Deutschlands, mit Verbindungen nach Skandinavien und in die Baltischen Staaten.
Siehe auch: Liste der Lübecker Stadtteile

### Raumordnung
Lübeck und die angrenzenden Kreise Ostholstein, Stormarn, Herzogtum Lauenburg und Nordwestmecklenburg gehören zur Europäischen Metropolregion Hamburg mit rund 5,5 Millionen Einwohnern. Lübeck ist ein Oberzentrum in dieser Metropolregion und bildet mit den anliegenden Orten einen verflochtenen Ballungsraum mit rund 285.000 Einwohnern, in der Pendlerregion (BIK Region) leben rund 360.000 Menschen. Am Rand der Region befinden sich die Unter-, bzw. Mittelzentren Bad Segeberg, Bad Oldesloe, Ratzeburg, Mölln, Grevesmühlen, Neustadt und Eutin.
Lübeck liegt im Planungsraum III des Landes Schleswig-Holstein, der das gesamte schleswig-holsteinische Umland von Hamburg umfasst und von der Ostsee- bis an die Nordseeküste reicht. Nächstgelegene große Städte sind Hamburg etwa 65 km südwestlich, Schwerin etwa 70 km südöstlich, Kiel etwa 85 km nordwestlich und Rostock etwa 120 km östlich.

Bis zum 3. Oktober 1990 war die Grenze zur Deutschen Demokratischen Republik (DDR) die östliche Stadtgrenze, dann die Landesgrenze zu Mecklenburg-Vorpommern. Die Zonenrandförderung lief nach der Einheit Deutschlands auch für Lübeck aus. Mit der Gemeinde Krummesse bestehen in Deutschland einmalige, bizarre Grenzverhältnisse; die Gemeinde Krummesse hat hierdurch bedingt die längste Gemeindegrenze Deutschlands, bezogen auf ihre Fläche.

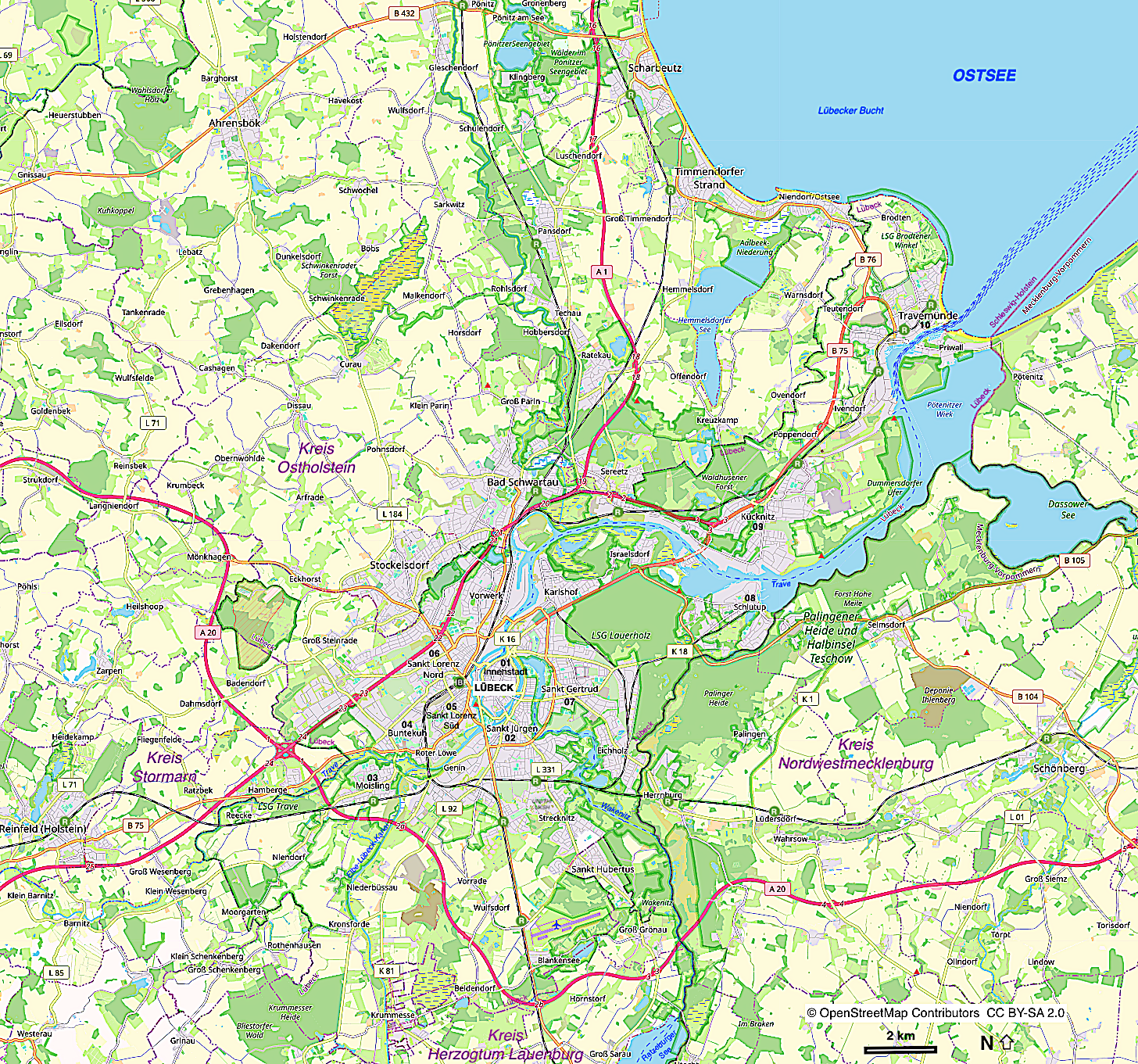
Regionale Übersichtskarte

Folgende Gemeinden, die mit Ausnahme von drei Gemeinden in Mecklenburg-Vorpommern alle zu Schleswig-Holstein gehören, grenzen an die Stadt Lübeck:
- Landkreis Nordwestmecklenburg in Mecklenburg-Vorpommern: Dassow (Stadt), Selmsdorf und Lüdersdorf (alle Amt Schönberger Land)
- Kreis Herzogtum Lauenburg: Groß Grönau und Groß Sarau (beide Amt Lauenburgische Seen), Klempau, Krummesse, Rondeshagen und Bliestorf (alle Amt Berkenthin) sowie Groß Schenkenberg (Amt Sandesneben)
- Kreis Stormarn: Klein Wesenberg, Wesenberg, Hamberge, Badendorf, Heilshoop und Mönkhagen (alle Amt Nordstormarn)
- Kreis Ostholstein: Stockelsdorf (amtsfreie Gemeinde), Bad Schwartau (amtsfreie Stadt) sowie Ratekau und Timmendorfer Strand (beides amtsfreie Gemeinden)

### Bevölkerungsentwicklung
Vom Spätmittelalter bis zur Mitte des 19. Jahrhunderts lag die Bevölkerungszahl Lübecks durchgehend zwischen ca. 20.000 und 30.000. In der zweiten Hälfte des 19. Jahrhunderts stieg die Einwohnerzahl (wie in ganz Deutschland) stark an. Im Jahr 1912 lag sie bei über 100.000, wodurch Lübeck statistisch zur Großstadt wurde. Nach heutigem Gebietsstand (mit Travemünde) wurde diese Schwelle bereits 1905 erreicht. Zum Zeitpunkt der Eingliederung in die preußische Provinz Schleswig-Holstein im Jahr 1937 lebten in der bis dahin freien Stadt etwa 146.000 Menschen, bei Kriegsbeginn 1939 waren es fast 160.000.
In der Endphase des Zweiten Weltkriegs stieg die Einwohnerzahl 1945 durch die Migration deutscher Kriegsflüchtlinge und Heimatvertriebener aus den Ostgebieten des Deutschen Reiches extrem stark an und lag Ende 1945 bei rund 250.000. Aufnahme fanden zudem 11.580 „Displaced Persons“ aus Estland, Lettland und Litauen, die vor der Roten Armee geflüchtet waren.
Im Jahr 1968 erreichte die Bevölkerungszahl Lübecks mit über 243.000 noch einmal einen Höhepunkt. Seit 1980 liegt die Bevölkerungszahl weitgehend stabil bei rund 210.000 bis 220.000 Einwohnern. Die veränderte Lage nach der deutschen Einheit mit dem Rückgewinn des mecklenburgischen Umlands 1990 hatte keinen längerfristigen Einfluss auf die Bevölkerungsentwicklung.
Ende 2024 hatten 30 % der in Lübeck wohnenden Menschen einen Migrationshintergrund und 14,6 % hatten nicht die deutsche Staatsangehörigkeit.

### Klima
Aufgrund der Nähe zur Ostsee liegt Lübeck entsprechend der Klimaklassifikation im Bereich eines feuchten, gemäßigten, maritimen Klimas.

Die Stadt gehört laut Europäischer Umweltagentur (EEA) zu den deutschen Großstädten mit der besten Luftqualität.
|                       | Jan  | Feb | Mär | Apr  | Mai | Jun  | Jul  | Aug  | Sep  | Okt  | Nov | Dez  |   |      |
| Mittl. Tagesmax. (°C) | 2,7  | 3,8 | 7,2 | 11,9 | 17  | 20,2 | 21,4 | 21,6 | 18,7 | 13,3 | 7,6 | 3,3  | ⌀ | 12,4 |
| Mittl. Tagesmin. (°C) | −2,2 | −2  | 0,3 | 2,9  | 7   | 10,3 | 12   | 11,7 | 9,4  | 5,4  | 2,7 | −0,7 | ⌀ | 4,8  |
|                       |      |     |     |      |     |      |      |      |      |      |     |      |   |      |
| Niederschlag (mm)     | 57   | 39  | 52  | 46   | 47  | 63   | 71   | 68   | 62   | 52   | 64  | 63   | Σ | 684  |
|                       |      |     |     |      |     |      |      |      |      |      |     |      |   |      |
| Regentage (d)         | 18   | 16  | 13  | 14   | 14  | 14   | 17   | 16   | 15   | 17   | 18  | 18   | Σ | 190  |

| −2,2 |

| −2 |

| 0,3 |

| 2,9 |

| 7 |

| 10,3 |

| 12 |

| 11,7 |

| 9,4 |

| 5,4 |

| 2,7 |

| −0,7 |

| −2,2 |

| −2 |

| 0,3 |

| 2,9 |

| 7 |

| 10,3 |

| 12 |

| 11,7 |

| 9,4 |

| 5,4 |

| 2,7 |

| −0,7 |

### Gelände und Wasserstand
Das Höhenniveau des Geländes erreicht im Bereich des Burgklosters um 14 m ü. NHN, an der Marienkirche um 20 m ü. NHN, an der Gneversdorfer Mühle und im Waldhusener Forst ca. 38 m ü. NHN. Das Holstentor steht nur wenig über dem Wasserspiegel der Trave. Flussabwärts gibt es im Naturschutzgebiet Schellbruch (Kleine Lagune) Stellen um 0 m ü. NHN.

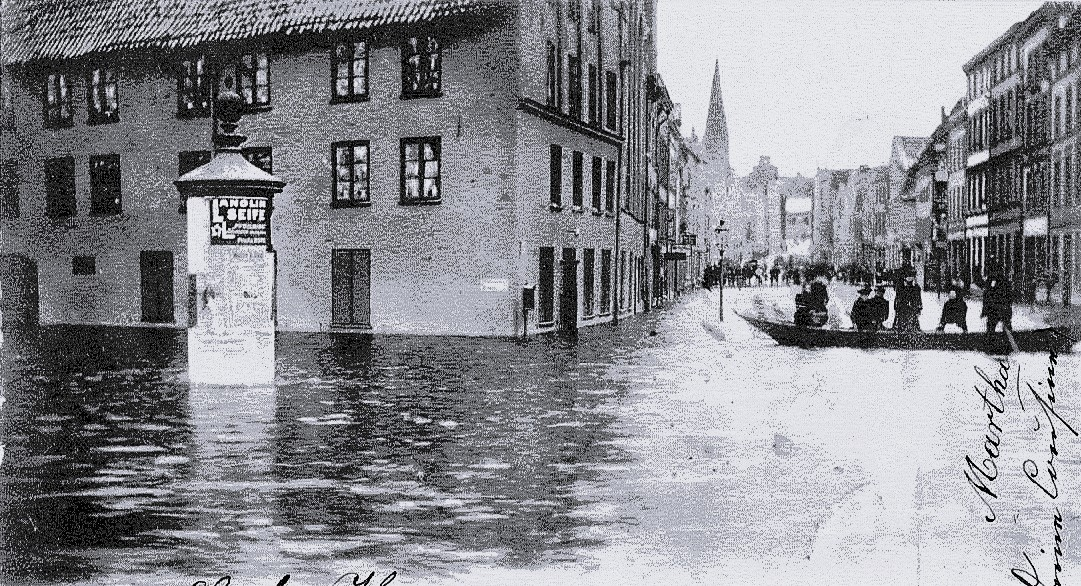
Überschwemmung bei der Dankwartsgrube am
31. Dezember 1904

Die tiefer gelegenen, wassernahen Gebiete von Lübeck, besonders an der Obertrave, sind durch die Verbindung Lübecks mit der Ostsee über die Trave immer wieder hochwassergefährdet. An einem Gebäude in der Straße An der Obertrave Ecke Pagönnienstraße ist zur Erinnerung an das Hochwasser vom 13. November 1872 eine Hochwassermarke angebracht.

### Anstieg des Meeresspiegels
Durch den Klimawandel steigen die Meeresspiegel. Seit Sommer 2021 nimmt Lübeck an einem Forschungsprojekt zum steigenden Meeresspiegel teil. In Lübeck sind einige Bereiche durch Ostseehochwasser gefährdet. Dazu zählen u. a. der westliche Altstadtrand, diverse Hafen- und Gewerbegebiete entlang der Trave, der Priwall und Teile Travemündes. Viele Lübecker sind noch unzureichend darüber informiert, dass sie gemäß Wasserhaushaltsgesetz dazu verpflichtet sind, geeignete Vorsorgemaßnahmen zum Schutz vor nachteiligen Hochwasserfolgen zu treffen. Diese Pflicht zur Eigenvorsorge wird bislang noch nicht umfassend und zielgruppenspezifisch auf kommunaler Ebene kommuniziert.

### Klimaanpassungskonzept
Die Hansestadt Lübeck hat 2019 ein offizielles Anpassungskonzept an die Auswirkungen des Klimawandels erstellt. Als Folgen des Klimawandels werden vor allem häufigere Starkregenereignisse, ein verstärktes und ggf. längeres Auftreten trockener, heißer Phasen im Sommer, Dauerregen im Winterhalbjahr sowie häufigere und heftigere Ostseehochwasser aufgrund des Meeresspiegelanstiegs erwartet. Das Ausmaß der Klimafolgen konnte nicht dargestellt werden, da es davon abhängt, wie viel beim Klimaschutz erreicht wird, um die Klimaerwärmung zu verlangsamen.

### Schutzgebiete und Stadtwald
Lübeck ist eine Stadt mit großem Waldanteil in kommunalem Besitz. Der Stadtwald Lübeck mit den Stadtforsten Lauerholz, Waldhusen, Falkenhusen und weiteren Forsten in der Umgebung umfasst ein Gebiet von rund 4000 ha (davon rund 2600 ha im Stadtgebiet).
Im Stadtgebiet befinden sich außerdem 6 ausgewiesene Naturschutzgebiete und 13 Landschaftsschutzgebiete:
Liste der Landschaftsschutzgebiete in der Stadt Lübeck
Liste der Naturschutzgebiete in der Stadt Lübeck

## Geschichte

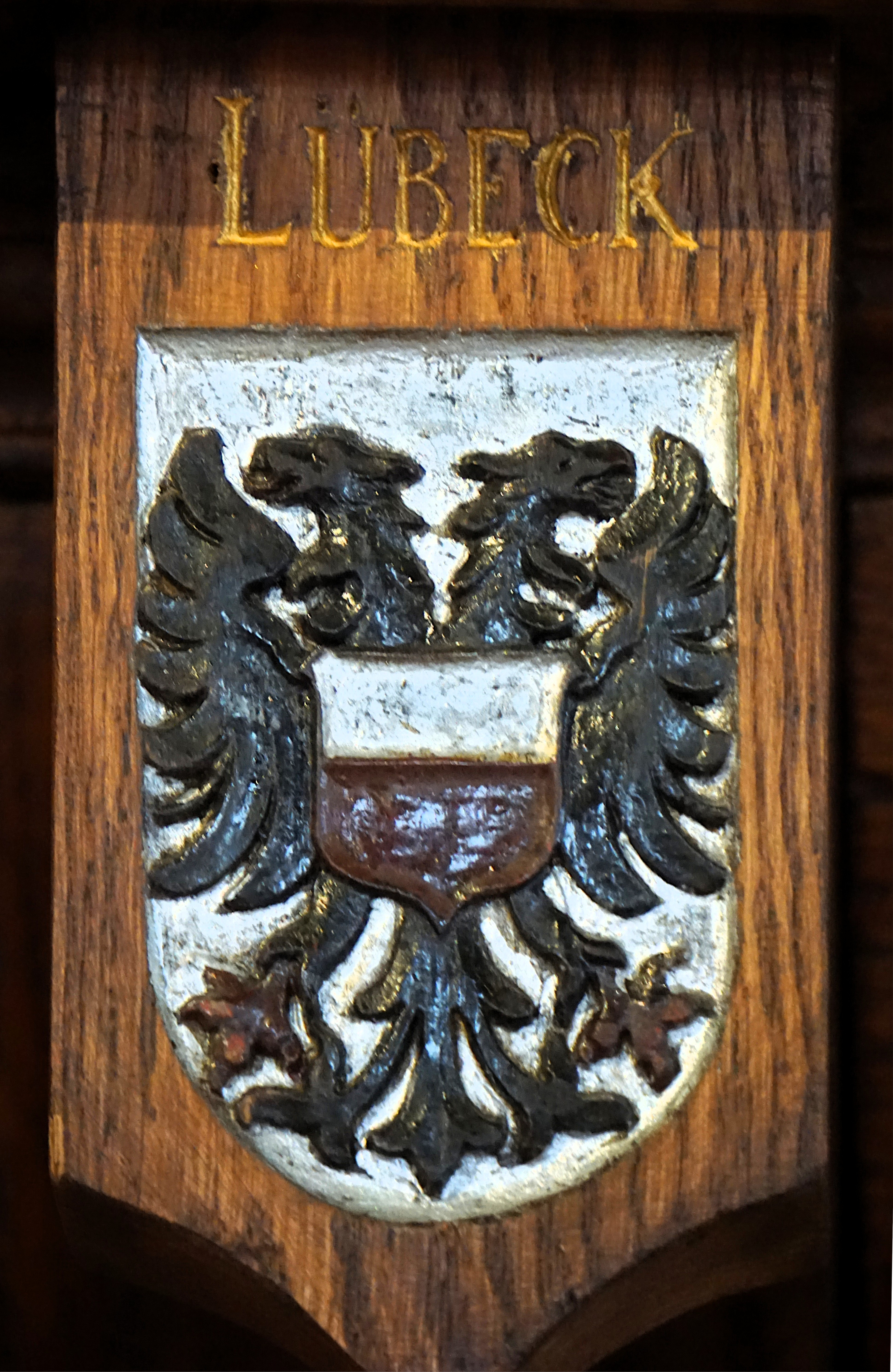
Wappen von Lübeck im Plenarsaal des altstädtischen Rathauses in Danzig

### Herkunft und Geschichte des Namens
Der Name Lübecks spiegelt die Siedlungsgeschichte der Gegend wider. Die früheste Überlieferung des Namens in der Form Liubice findet sich in der Hamburgischen Kirchengeschichte des Adam von Bremen aus der 2. Hälfte des 11. Jahrhunderts (civitas Liubice (II/19, schol. 12) sowie die Schreibvariante in leubice (III/20)). Herkunft und Bedeutung des Namens wurden in der Sprachwissenschaft und historischen Ortsnamenforschung lange und kontrovers diskutiert. Dabei ging es zum einen um die Frage nach der deutschen oder slawischen Herkunft des Namens „Lübeck“, die heute einhellig dahingehend beantwortet wird, dass der Name slawischen, nämlich polabischen Ursprungs ist und auf die Wurzel *l'ub- (lieblich, lieb) zurückgeht. Zum anderen geht es darum, ob der Ortsname unmittelbar auf diese Bedeutung zurückzuführen ist oder auf dem Umweg über einen Personennamen. Während bis zur Mitte des 20. Jahrhunderts die erste, von Wilhelm Ohnesorge begründete Auffassung (Liubice = „die Liebliche“) vorherrschend war, hat sich seither die Auffassung durchgesetzt, dass der Name auf ein Patronymikon zu L'ub oder L'ubomir zurückgeht (Liubice = „(die Siedlung der) Nachkommen des L'ub/L'ubomir“).
Mit der Verdrängung und Assimilation der Westslawen durch die Sachsen wurde das Sächsische, das spätere Niederdeutsch, die vorherrschende Sprache der Region, und der Siedlungsname Liubice unterlag der sächsischen Sprachentwicklung. Mit dem Übergang zum Mittelniederdeutschen wandelte sich das altsächsische iu zu einem ü-Laut. So wurde aus Liubice zuerst Lübice. Als in früher mittelniederdeutscher Zeit die altsächsische Palatalisierung des k zu Zischlauten (wie etwa in Kiellu zu Celle) sich umkehrte und viele davon betroffene Wörter wieder mit altem k gesprochen wurden, erfasste diese Entwicklung auch den ursprünglich slawischen Namen Lübecks, wodurch daraus der im Mittelalter übliche Name Lübeke wurde.
Im 17. Jahrhundert wurde das Mecklenburgische, zu dessen Dialektgebiet das Lübische gehörte, von einer Apokopierung des e erfasst und das e am Ende vieler Wörter verkürzt oder weggelassen. So entstand der heutige Name Lübek bzw. Lübeek.
Eine Umwandlung des langen e zu einem kurzen hat nur bedingt stattgefunden, und wie den Namen Mecklenburgs schrieben niederdeutsche Autoren den Namen mit einfachem k, als Lübek – oder, um der Aussprache [ˈlyːbeːk] Rechnung zu tragen, mit tonlangem e als Lübeek oder Lübęk. Lediglich dem Durchsetzen einer gemeinsamen hochdeutschen Rechtschreibung ist die Schreibung mit ck zu verdanken. Bei dieser jedoch handelt es sich nur um eine Letternhäufelung. Die heute übliche Aussprache mit kurzem e ([ˈlyːbɛk] ⓘ) ist als Hyperkorrektur zu verstehen, die sich nach der Schreibweise richtet.

### Frühe Geschichte
Die vor 819 von Slawen gegründete Siedlung Liubice (Alt-Lübeck) gab dem heutigen Lübeck den Namen. Sie lag an der Mündung der Schwartau in die Trave. Seit dem 10. Jahrhundert war Liubice neben Oldenburg in Holstein die wichtigste Siedlung der Abodriten. Nach ihrer Zerstörung 1138 wurde die Stadt in ihrer heutigen Lage auf dem Hügel Buku 1143 durch Adolf II., Graf von Schauenburg und Holstein als erste deutsche Hafenstadt an der Ostsee neu gegründet.
Bereits 1134 privilegierte Heinrich der Löwe Ostseehändler und warb für Liubice, das in Konkurrenz zu Schleswig stand. Später wurde Liubice nach der Zerstörung durch die Holsten und Neugründung durch Graf Adolf II. zur Stadt erhoben und fortan Lubeke genannt.
Lübeck prosperierte bereits von Anfang an und viele Menschen zogen in die Travestadt. Lübeck bildete zudem mit Hamburg auf dem Landwege eine bedeutende und handelslukrative Städteverbindung und ließ so Schleswigs Bedeutung weiter sinken.
Anfänglich konkurrierte Lübeck zudem direkt mit Bardowick und Lüneburg, doch spätestens seit der Verlegung des Bistums von Oldenburg nach Lübeck im Jahre 1163 (1160 bat Bischof Gerold Heinrich den Löwen um die Verlegung des Bistums nach Lübeck. 1163 wurde der erste Dom in Lübeck geweiht.) war Lübecks regionale Bedeutung herausragend.

### Zeit der Hanse

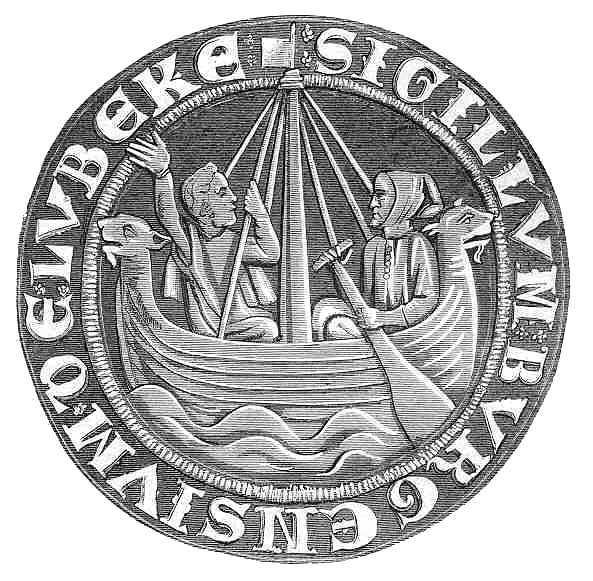
Stadtsiegel von 1280

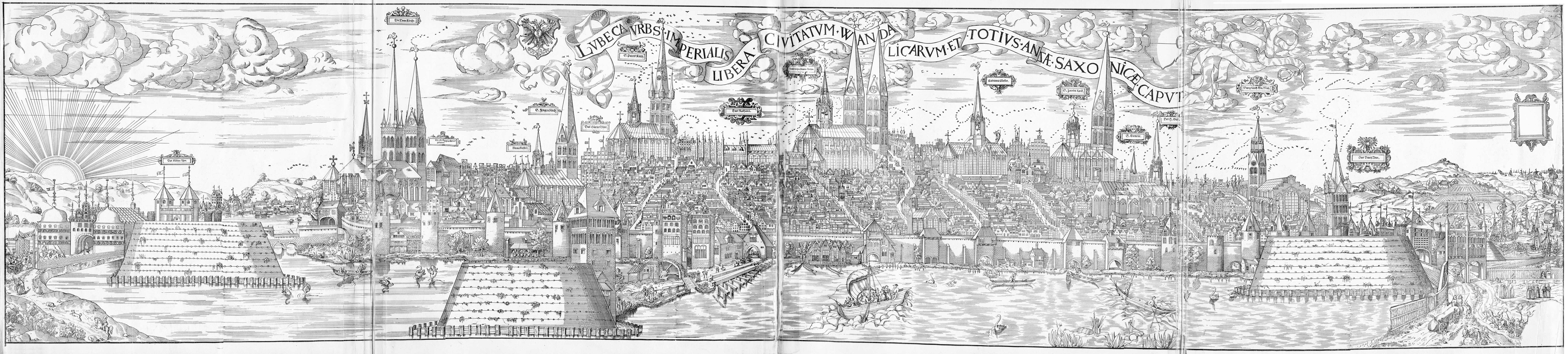
Lübecker Stadtansicht des Elias Diebel, detaillierter Holzstich von 1552

1160 erhielt Lübeck das Soester Stadtrecht. Außerordentlich wichtig für die Stadt war das Artlenburger Privileg von 1161, in dem Lübecker Kaufleute den bisher im Ostseehandel dominierenden gotländischen Kaufleuten rechtlich gleichgestellt werden sollten. Kurz darauf erlangte Lübeck im Juni 1226 von Kaiser Friedrich II. mit dem Reichsfreiheitsbrief die Reichsfreiheit, wurde also reichsunmittelbare Stadt.
„[…] Lübeck war die geborene Königin der Hanse: durch Lage und Geschichte. Lübeck war von Anfang an Herz und Hirn der Städte […]; sein Pulsschlag durchströmte alle, und sein Geist formte ihr Denken – in Lübeck wurde die Hanse am meisten vorgedacht.“
Gustav Berg stellt dar, dass Lübeck sich die Stellung in der Hanse zunächst verdient hat und keineswegs von Anfang an innehatte und macht zudem deutlich, dass die Hanse keine Verfassung besaß, die Lübeck diese Position schriftlich garantierte.
Erstmals wurde Lübecks regionale Vormachtstellung um 1227 deutlich: Nachdem Heinrich der Löwe gestürzt worden war, eignete sich der dänische König Waldemar II. die Gebiete zwischen Hamburg und der Oder an, die ihm auch von Kaiser Friedrich II. zuerkannt wurden. 1201 kam Lübeck unter dänische Hoheit, und Waldemar ließ die erste Stadtmauer der auch für ihn wichtigen Hafenstadt errichten. Trotz der Förderung durch den König wurde Lübeck ein wichtiges Mitglied der Koalition aus norddeutschen Landesherren und Städten, die in der Schlacht von Bornhöved am 22. Juli 1227 die dänische Hegemonie über die Südküste der Ostsee beendete. Damit trat Lübeck erstmals als führende Größe der Region auf.
Als Lübeck folglich die Stadt Schleswig endgültig als ernstzunehmenden Konkurrenten verdrängt hatte, gewann die Stadt Visby, auf der Insel Gotland, aufgrund ihrer strategisch günstigen Lage inmitten der Ostsee an handelspolitischer Bedeutung. Pagel sieht Visbys anfängliche Stellung in der frühen Hansezeit der zunehmenden Bedeutungslosigkeit Schleswigs geschuldet: „Die deutsche Ausfallstellung [wurde] von Schleswig nach Wisby verlegt […].“
Dadurch kam es auch zu blutigen Disputen zwischen Gotländern und Deutschen, welche von Heinrich dem Löwen 1161 mit dem Artlenburger Privileg beendet wurde. Der Grund für die Auseinandersetzung ist nicht überliefert. Es liegen lediglich Vermutungen verschiedener Autoren vor. Heinrich rief zudem zusätzlich auf, den „Lübecker Hafen öfter [zu] frequentieren.“ Darüber hinaus bezog sich die Urkunde vor allem auf die Rechtsstellung gotländischer Seefahrer in Lübeck und äußerte den Wunsch, dass auch Lübecker Kaufleute dieselben Rechte in Gotland erhalten würden.
Im Jahre 1249 überfiel Lübeck die aufstrebende Stadt Stralsund, die ein ernstzunehmender Konkurrent im Heringsgeschäft geworden war, und behauptete somit zum ersten Mal seine Machtposition im Ostseeraum. Nach dem Sieg über Stralsund schlossen sich die wendischen Städte, bestehend aus Lübeck, Wismar und Rostock, 1259 zu einem Bündnis für ein sicheres Handeln zu Lande und zu Wasser zusammen, dem weitere Städte folgten. Darunter war Visby, mit dem 1280 ein zehnjähriges Bündnis geschlossen wurde. Bereits 1241 hatten Lübeck und Hamburg einen ähnlichen Vertrag unterschrieben, in dem die Städtefreundschaft und die gegenseitige Unterstützung bekräftigt wurden. Demnach verpflichteten sich die beiden Städte, „auf gemeinsame Kosten Strassenräuber und andre Uebelthäter zu bekämpfen.“ Zusätzlich vereinbarten diese beiden Städte, dass Gerechtigkeit gegenüber ihren Bürgern, auch außerhalb der Stadtgrenzen, geübt werden solle und die Kosten dafür von beiden Städten gemeinsam zu tragen sind.
An Bedeutung gewann Lübeck durch den Handel mit Nowgorod. Es war zu Beginn der größte Markt an der östlichen Ostsee. In der bevölkerungsreichen Wolchowregion herrschte einer der größten Nachfrage an Produkten des Westens.
Anfänglich fuhren die Geeinigten Gotlandfahrer des Römischen Reiches, also niederdeutsche Kaufleute gemeinsam mit den aus Gotland stammenden Kaufleuten, nach Russland. Damit schaffte es Lübeck, bereits binnen einer Generation nach dem Erhalt des Stadtrechts, sich im Russlandhandel zu etablieren.
Zu Beginn waren die Gotländer mit dem Handel wertvoller Waren aus dem Orient in Westrussland sehr erfolgreich, jedoch entfiel dieser Handel, nachdem der Landweg vom Orient nach Nowgorod, im Zuge des Mongoleneinfalls in Osteuropa, durch Russland nicht mehr möglich war. Hierdurch sank Visbys Bedeutung in Nowgorod, wobei der Handel Lübeck-Nowgorod durch die hohe Nachfrage der östlichen Ostseeküste an Salz prosperierte: Das Lüneburger Salz, welches über Lübeck seinen Weg nach Nowgorod fand, sorgte für die gestiegene Einflussnahme der Travestadt im Osten.
Durch das Salz und den Hering gelang es Lübeck im Zuge des Bevölkerungswachstums im 12. Jahrhundert und dem christlichen Fischgebot an Frei- und Feiertagen, die hohe Nachfrage zu bedienen und dadurch an Bedeutung zu gewinnen. Folglich wurde Lübeck zum zentralen Handelsplatz des Landhandels und des Handelns für Hering und Salz für die Ost-West-Tangente. Der Handel niederdeutscher Kaufleute mit Salz in Nowgorod führte dazu, dass diese Händler die in Westeuropa so begehrte Pelzware zu handeln begannen. Die niederdeutschen Kaufleute waren im Westen etablierter als die Gotländer, was erneut zu einer Einflussabnahme Visbys führte.
Bis zum Ende des 13. Jahrhunderts war in Visby der Oberhof für die Nowgorodfahrer. Lübecks Interesse zu jener Zeit war die Durchsetzung des Lübischen Rechts im gesamten Ostseeraum. In diesem Disput mit Visby, das ihr eigenes Recht auf die in Gotland tätigen Kaufleute ausüben wollte, setzte sich schließlich Lübeck durch, und der Oberhof wurde in den Jahren 1293 bis 1295 an die Travestadt verlegt; zudem ließ Lübeck Visbys Siegel für die gemeinsamen Kaufleute aufheben.
Nachdem 1361 Visby, der erste Hauptort der Hanse, vom dänischen König Waldemar IV. Atterdag erobert worden war, wurde Lübeck nach dem Ersten und dem Zweiten Waldemarkrieg zum neuen Hauptort der Hanse (auch Königin der Hanse genannt), die sich im 13. Jahrhundert zur Städtehanse gewandelt hatte. Lübeck entwickelte sich in Folge zur zeitweise wichtigsten Handelsstadt im nördlichen Europa. Es entstand der Verband der wendischen Städte unter Lübecks Führung. Kaiser Ludwig der Bayer verlieh Lübeck 1340 das Goldmünzrecht. 1356 fand der erste allgemeine Hansetag in Lübeck statt. Mit dem Frieden von Stralsund erreichte Lübeck den Höhepunkt seiner Macht im Ostseeraum. Im 14. Jahrhundert war Lübeck neben Köln und Magdeburg eine der größten Städte des Reiches.
Das Ende des 14. Jahrhunderts und der Beginn der 15. waren von Auseinandersetzungen zwischen dem im Rat bestimmenden Patriziat und den in Ämtern organisierten Handwerkern bestimmt, die im Gegenzug zur steuerlichen Belastung wiederholt politische Mitwirkung forderte, so 1384 im Knochenhaueraufstand und 1408 bei der Absetzung des Rats.
Lübecks Rolle als führende Handelsmacht in der Ostsee wurde in den ersten Jahrzehnten des 16. Jahrhunderts zunehmend durch niederländische Kaufleute gefährdet, die unter Umgehung der Lübecker Stapels direkt die Städte im östlichen Teil der Ostsee ansteuerten. Dem Krieg gegen die Kalmarer Union folgte ein weiterer verlustreicher Krieg gegen Dänemark. Nachdem Dänemarks König Friedrich I. nicht bereit war, Lübeck als Lohn für seine Hilfe bei der Gefangennahme Christian II. 1532 die Sundschlösser zu überlassen, versuchte Jürgen Wullenwever mit militärischen Mitteln, die alte Vormachtstellung im Ostseeraum wiederherzustellen und die Grafenfehde zu Gunsten Lübecks zu beeinflussen. Zur Finanzierung seiner militärischen Abenteuer ließ er unter anderem den Kirchenschatz einschmelzen. Doch er scheiterte dramatisch, musste 1535 die Stadt verlassen, wurde vom Erzbischof von Bremen gefangen genommen und 1537 hingerichtet. Damit war Lübecks Zeit als „Königin der Hanse“ endgültig vorüber. Und auch die Bedeutung der Hanse schwand.

### Neuzeit

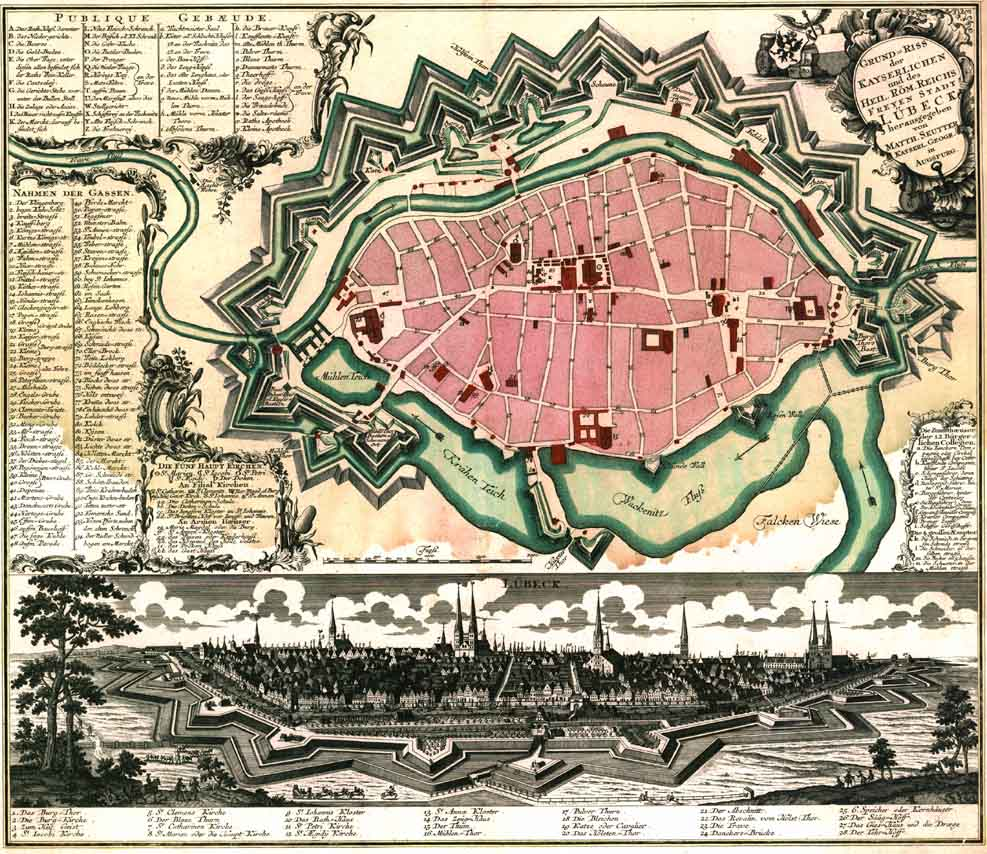
Stadtplan Lübecks um 1750 (Matthäus Seutter)

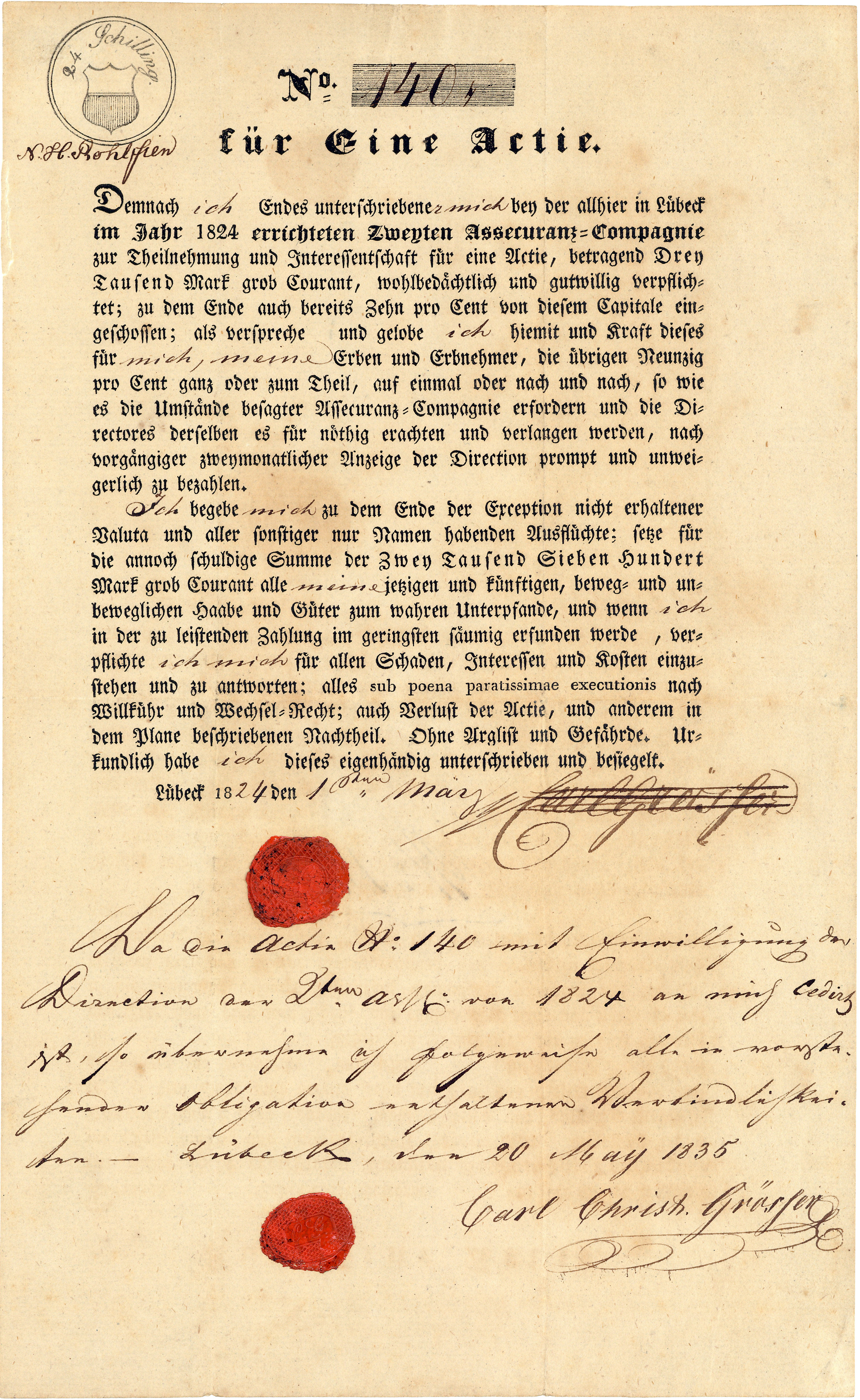
Gründeraktie der Zweyten Assecuranz-Compagnie über 3.000 Mark grob Courant, ausgestellt am 1. März 1824 in Lübeck. Ältestes bekanntes Aktienzertifikat der Stadt Lübeck.

Im Dreißigjährigen Krieg gelang es Lübeck, neutral zu bleiben. 1629 wurde hier der Friede von Lübeck zwischen den kaiserlichen Truppen und König Christian IV. von Dänemark geschlossen. Im Zuge der Vorbereitungen für einen umfassenden Friedenskongress während der Verhandlungen über die Hamburger Präliminarien 1641 waren auch die beiden Städte Hamburg und Lübeck als Kongressorte im Gespräch. An den Verhandlungen und dem Abschluss des Westfälischen Friedens waren die Hansestädte durch den späteren Lübecker Bürgermeister David Gloxin vertreten. Der letzte Hansetag fand 1669 in Lübeck statt. Die drei Städte Lübeck, Hamburg und Bremen wurden zu Sachwaltern der Hanse und ihres Restvermögens eingesetzt.
Der Siebenjährige Krieg verlief dank der diplomatischen Beziehungen des Lübecker Stadtkommandanten Graf Chasot ohne größeren Schaden für die Stadt. Mit dem Reichsdeputationshauptschluss 1803 blieb Lübeck noch reichsunmittelbare Stadt, um dann mit Fortfall des Heiligen Römischen Reiches 1806 ein souveräner deutscher Staat zu werden. In der Folge der für Blücher vernichtenden Schlacht bei Lübeck war die Stadt während der Lübecker Franzosenzeit von November 1806 bis 1813 von französischen Truppen besetzt. Von 1811 bis 1813 gehörte Lübeck als Teil des Département des Bouches de l’Elbe zum französischen Kaiserreich.
1815 wurde Lübeck auf dem Wiener Kongress als Freie und Hansestadt Lübeck völkerrechtlich souveränes Mitglied des Deutschen Bundes. Gesandtschaften und Konsulate wurden zumeist gemeinsam mit den beiden Schwesterstädten Bremen und Hamburg in wichtigen Haupt- und Hafenstädten unterhalten. Die hanseatischen Ministerresidenten wie Vincent Rumpff in Paris oder James Colquhoun in London, zugleich auch der letzte hanseatische Stalhofmeister, verhandelten die völkerrechtlichen Verträge mit den wichtigsten Handelspartnern. Das Postwesen betrieb jede Stadt für sich. Die Stadt wurde durch ihre Erneuerungsbewegung Jung-Lübeck und den Germanistentag des Jahres 1847 zu einem wichtigen Symbolort des Vormärz, überstand aber aufgrund der weit vorangeschrittenen Vorbereitung einer neuen Verfassung das Revolutionsjahr 1848 ohne größere Unruhen.

### Moderne

#### Deutsches Kaiserreich

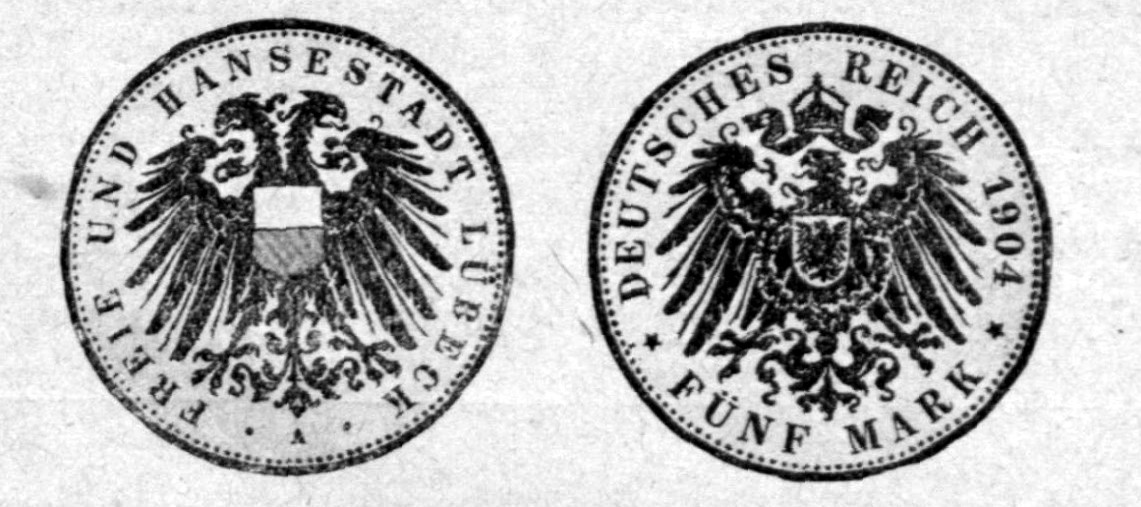
Die neu geprägten Lübeckischen Reichsmünzen von 1904

Lübeck trat 1866 dem Norddeutschen Bund sowie 1868 dem Zollverein bei und wurde 1871 Gliedstaat des Deutschen Reiches; damit endete die seit dem Ende des HRR 1806 bestehende völkerrechtliche Souveränität Lübecks. Als neue Verwaltungsbehörde wurde 1871 das Stadt- und Landamt gegründet. Gegen Ende des 19. Jahrhunderts setzte die Industrialisierung ein. Die Bevölkerungszahl wuchs rapide und die Vorstädte breiteten sich mit Aufhebung der Torsperre im Jahr 1864 aus. 1895 wurde die Deutsch-Nordische Handels- und Industrie-Ausstellung in Lübeck abgehalten, für die Bürger des kleinen Stadtstaates „ihre Weltausstellung“. Ein Jahr zuvor fuhr die erste elektrische Straßenbahn in der Stadt.

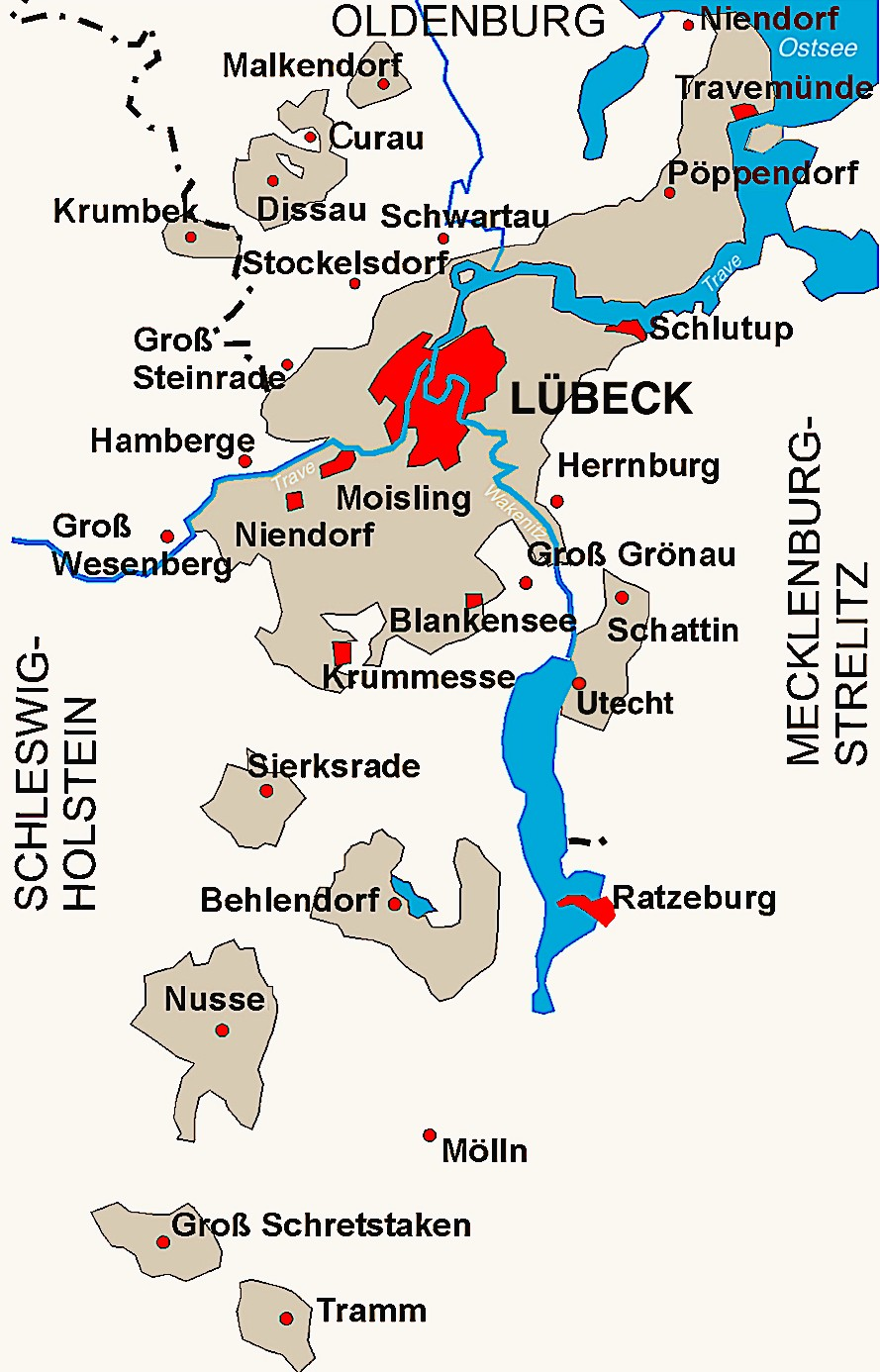
Gebiet der Freien und Hansestadt Lübeck bis zum Inkrafttreten des Groß-Hamburg-Gesetzes 1937 (Verwaltung durch das Stadt- und Landamt)

Anno 1897 bekam die Stadt ihr Infanterie-Regiment „Lübeck“ (3. Hanseatisches) Nr. 162. Im Ersten Weltkrieg wurde es u. a. in der Schlacht an der Somme, der Siegfriedstellung und der Frühjahrsoffensive von 1918 eingesetzt.

#### Weimarer Republik
Der Zusammenbruch des Kaiserreichs 1918 führte in Lübeck zwar als nächster Stadt nach Kiel zu einem Matrosenaufstand, jedoch in Lübeck als einzigem Staat des Deutschen Reiches nicht zu revolutionären Verwerfungen durch die Novemberrevolution. Bürgermeister Emil Ferdinand Fehling und alle Senatoren blieben im Amt, aber bereits im gleichen Jahr kam es zu einem neuen, zeitgemäßen Wahlrecht des Staates und im Mai 1920 zu einer neuen, ersten demokratischen Verfassung im modernen Sinne.
Das Bürgerschaftsmitglied Johannes Stelling vertrat den Freistaat auf der verfassungsgebenden Nationalversammlung, die ab dem 6. Februar 1919 stattfand, in Weimar. Die dort beschlossene Weimarer Verfassung enthielt mit dem Frauenwahlrecht bereits vieles von dem, was die seit 1949 in Kraft getretene Verfassung der Bundesrepublik, das Grundgesetz, enthalten sollte.

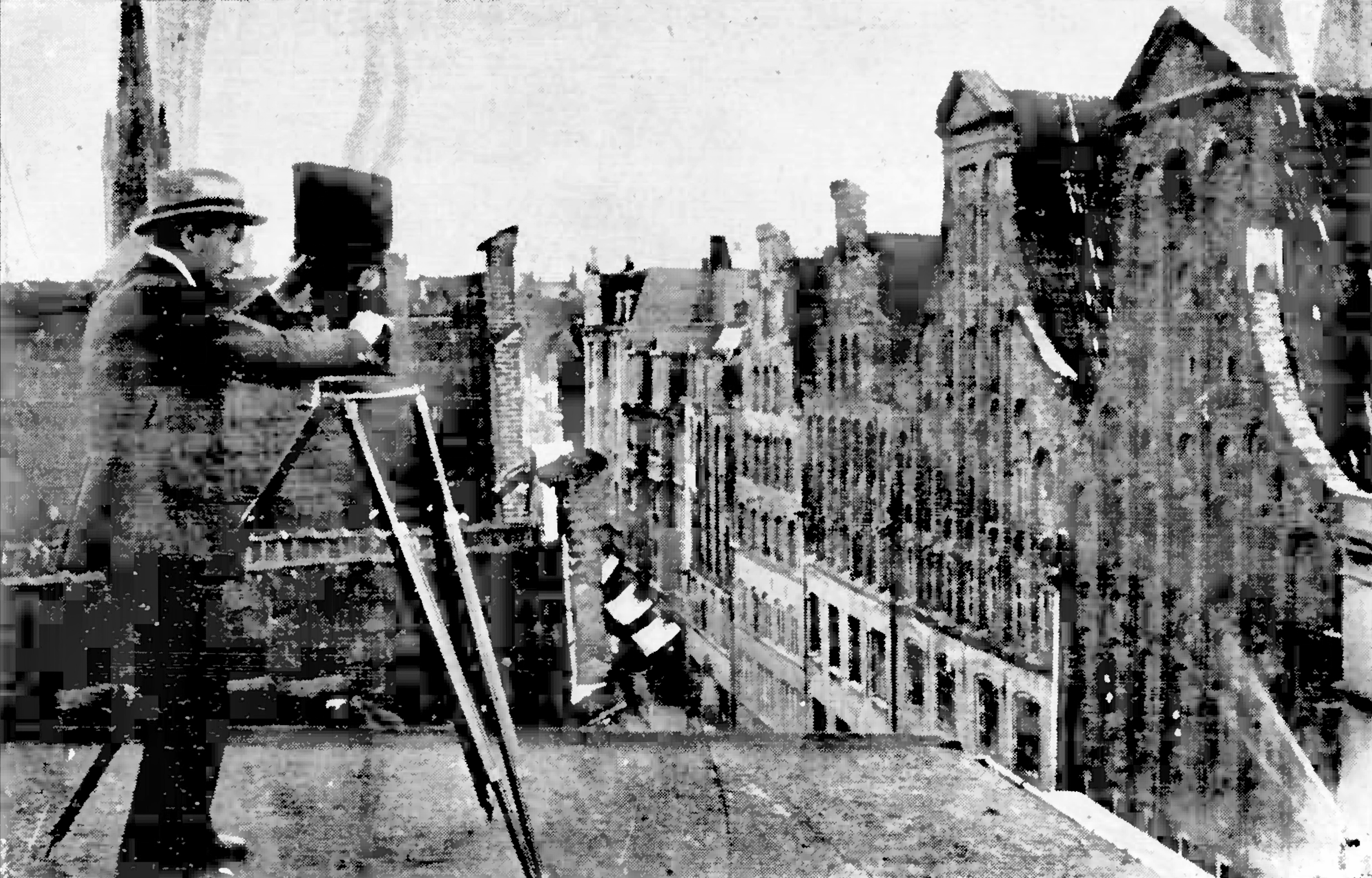
Kameraoperateur bei der Aufnahme der Giebelhäuser in der Wahmstraße.

Da es für den Fremdenverkehr bisher lediglich verschiedene Lichtbildreihen gab, beschloss der Senat im Juli 1919 die Deutsche Lichtbild-Gesellschaft mit der Erstellung eines Films über die Stadt zu beauftragen. Johannes Warncke, ein Vorstandsmitglied des Vereins zur Hebung des Fremdenverkehrs, wurde dem angereisten zweiköpfigen Team aus Berlin als Heimatkundiger zur Verfügung gestellt. Ab dem 14. Juli 1919 begannen die dreitägigen Dreharbeiten in Travemünde.
1930 kam es in der Stadt bei der Einführung der BCG-Impfung gegen Tuberkulose zum Lübecker Impfunglück, dem größten Impfunglück des 20. Jahrhunderts.

#### Zeit des Nationalsozialismus
Schon 1932 stellte die NSDAP nach der SPD die zweitstärkste Fraktion in der Lübecker Bürgerschaft. Eine 1932 in Lübeck geplante Rede von Adolf Hitler konnte jedoch nicht stattfinden, da hierfür kein geeigneter Platz gefunden werden konnte.
Im März 1933 setzte die NSDAP in Lübeck die Gleichschaltung verbunden mit dem Rücktritt  des SPD-Bürgermeisters Paul Löwigt und den weiteren sozialdemokratischen Senatoren durch und die demokratischen Verfassungsprinzipien außer Kraft; Friedrich Hildebrandt, der Reichsstatthalter für Mecklenburg und Lübeck, ernannte zum 30. Mai seinen Stellvertreter, Otto-Heinrich Drechsler, zum Bürgermeister. Die Auseinandersetzung der Nationalsozialisten mit den demokratischen Parteien führte zur Verhaftung von Julius Leber am 1. Februar 1933. Willy Brandt (damals noch unter seinem Geburtsnamen Herbert Ernst Karl Frahm) konnte sich der Verfolgung nur durch seine Flucht nach Skandinavien entziehen. Durch das Groß-Hamburg-Gesetz verlor Lübeck 1937 seine 711 Jahre alte territoriale Eigenständigkeit und wurde Teil der preußischen Provinz Schleswig-Holstein.

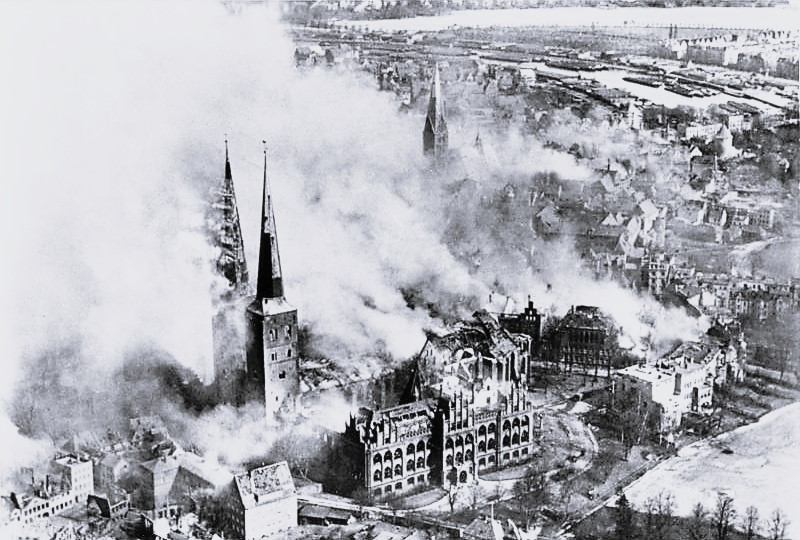
Der brennende Lübecker Dom nach dem Angriff Ende März 1942

Kurz nach dem Erlass der britischen Area Bombing Directive unternahm am 28./29. März 1942 – in der Nacht zum Palmsonntag – die Royal Air Force einen Luftangriff auf Lübeck, der die dichtbebaute mittelalterliche Altstadt zum Ziel hatte. Bei dieser ersten Flächenbombardierung einer Großstadt wurden insgesamt 320 Menschen getötet, zwischen 15.000 und 30.000 Menschen wurden obdachlos und mehr als 3.000 Gebäude zerstört oder schwer beschädigt, unter ihnen die Marienkirche, die Petrikirche und der Dom.
Im Jahr 1943 wurden vier Geistliche (Lübecker Märtyrer) wegen „Rundfunkverbrechen, landesverräterischer Feindbegünstigung und Zersetzung der Wehrkraft“ zum Tode verurteilt und hingerichtet.
Am 2. Mai 1945 besetzten Truppen der britischen Armee die Stadt, deren weitere Zerstörung durch den deutschen Generalmajor Kurt Lottner vermieden wurde, indem er die bereits angebrachten Sprengsätze an den Brücken und Kaimauern entfernen ließ. Einen Tag später wurde die Cap Arcona, auf der KZ-Häftlinge verschleppt worden waren, irrtümlich durch alliierte Flieger in der Lübecker Bucht versenkt. Am 4. Mai 1945 unterschrieb Hans-Georg von Friedeburg schließlich im Auftrag des letzten Reichspräsidenten Karl Dönitz, der sich in den Sonderbereich Mürwik abgesetzt hatte, in Lüneburg die Teilkapitulation der Wehrmacht für Nordwestdeutschland, Dänemark und die Niederlande.

#### Lübeck im Land Schleswig-Holstein

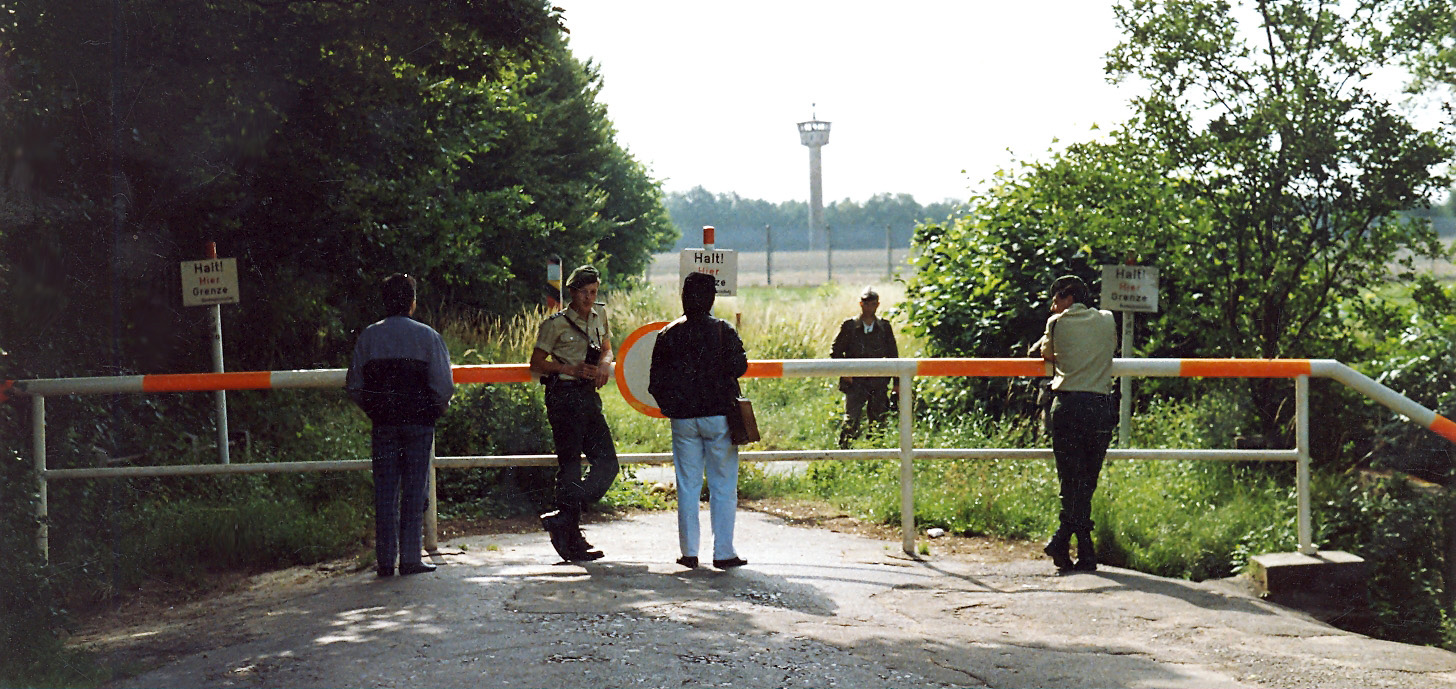
Innerdeutsche Grenze zwischen Lübeck-Eichholz und Herrnburg (Juli 1989)

Lübeck wurde 1946 Bestandteil des von den Alliierten gebildeten Landes Schleswig-Holstein, genoss aber im kulturpolitischen Bereich wie in der Denkmalpflege einen Ausnahmestatus kommunaler Zuständigkeit. Das Bundesverfassungsgericht urteilte 1956 im Lübeck-Urteil, Lübeck stehe keine Eigenstaatlichkeit zu. Die deutsche Teilung trennte Lübeck vom mecklenburgischen Teil seines Hinterlandes; sie verschaffte seinem Fährhafen Travemünde eine bevorzugte Stellung im Fährverkehr zwischen Mitteleuropa und den Ostseeländern Schweden und Finnland. Seit der deutschen Wiedervereinigung ist Lübeck wieder Oberzentrum auch für das westliche Mecklenburg.
Am 18. Januar 1996 starben bei einem Brandanschlag auf eine Asylbewerberunterkunft in der Hafenstraße zehn Menschen, 30 wurden schwer, 20 leicht verletzt. Die Tat konnte bis heute nicht aufgeklärt werden.

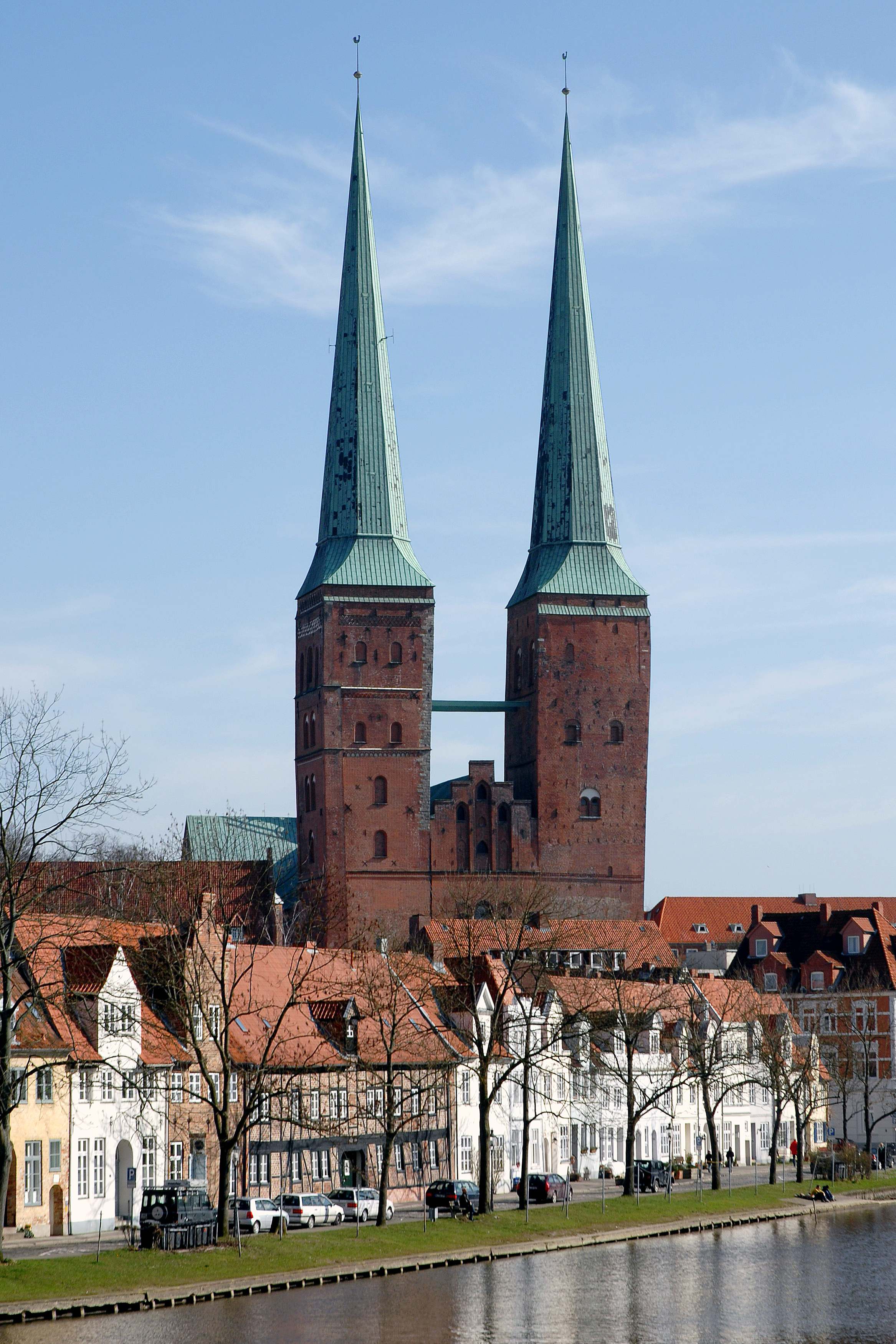
Die Insellage der Altstadt mit intensiver Ufernutzung führt bei vielen Anwohnern zu besonderer Identifikation mit ihrem Wohnbereich, hier An der Obertrave unweit des Domes (2007)

## Religionen

### Konfessionsstatistik
Die Entwicklung der Religionszugehörigkeiten in Lübeck folgt dem Trend der meisten der früher überwiegend von evangelischen Kirchenmitgliedern bewohnten Großstädte in Deutschland. Die evangelische Kirche in Lübeck hatte Anfang des 20. Jahrhunderts über 90 % der Einwohner als Mitglieder; heute sind es unter 40 %.
Am 31. Dezember 2024 waren von den Einwohnern Lübecks 32,7 % evangelisch, 6,8 % katholisch, die übrigen 60,5 % der Einwohner waren ohne Religion oder Angehörige sonstiger Religionen. Gemäß der Volkszählung 2011 waren noch 48,3 % der Einwohner Lübecks evangelisch, 8,5 % katholisch, 43,3 % gehörten einer sonstigen oder keiner Glaubensgemeinschaft an.
Zu Beginn des Jahres 2015 waren rund 13.000 Lübecker (6 % der Einwohner) muslimischen Glaubens. 2018 zählte die Jüdische Gemeinde Lübeck 625 Mitglieder (0,3 % der Lübecker Bevölkerung).

### Mission
Mit dem Wiederaufbau der Stadt verlegte Heinrich der Löwe 1160 den Bischofssitz aus Oldenburg (Holstein) nach Lübeck und stiftete den Dom als Bischofskirche. Die persönliche Residenz des Bischofs blieb in Eutin, das dadurch später zum Zentrum des Hochstifts Lübeck wurde.

### Reformation und Lutheraner
Ab 1524 hielt die Reformation Einzug in der Stadt (erste evangelische Predigt), und 1530/31 führte der Rat der Stadt eine neue Kirchenordnung von Johannes Bugenhagen ein. Danach war Lübeck über viele Jahre eine protestantische Stadt, die sich 1577 bei Abfassung der Konkordienformel aktiv für den orthodoxen Lutherismus, veröffentlicht 1580 im Konkordienbuch, entschied, was zu einer Abgrenzung von den umliegenden Gebieten Holsteins führen und großen Einfluss auf die weitere Entwicklung des Geisteslebens in der Stadt haben sollte. Als Freie Reichsstadt hatte in Lübeck der Senat das landesherrliche Kirchenregiment inne und konnte die kirchlichen Angelegenheiten selbst regeln. Die Verwaltung der Evangelisch-Lutherischen Kirche in Lübeck erfolgte durch das Konsistorium, das jedoch eher ein kirchliches Gericht als eine Behörde war, sowie durch das Geistliche Ministerium, an dessen Spitze bis 1796 ein Superintendent, dann ein Senior stand.
1921 erhielt die Landeskirche eine neue Verfassung. 1933 fanden in Lübeck Kirchenwahlen statt, die eine Mehrheit für die nationalsozialistischen Deutschen Christen erbrachte. Eine Opposition mit dem Ansatz eines Kirchenkampfes formierte sich erst im Laufe des Jahres 1934. Diese Anhänger der Bekennenden Kirche um Axel Werner Kühl erkannten den neugewählten Bischof Erwin Balzer nicht an. 1937 wurde zwischen den beiden widerstreitenden Bekenntnissen ein Kompromiss erzielt, der jeder Seite die Koexistenz bis zum Kriegsende ermöglichte. 1948 wurde die Lübecker Kirche Gründungsmitglied der EKD. 1977 schloss sie sich der Nordelbischen Evangelisch-Lutherischen Kirche an und wurde Sitz des Sprengels Holstein-Lübeck dieser neuen Landeskirche. Mit Elisabeth Haseloff erhielt Lübeck 1958 die erste Pastorin Deutschlands; Bärbel Wartenberg-Potter wurde 2001 dritte Bischöfin in Deutschland. Heute gehören die evangelisch-lutherischen Kirchengemeinden der Stadt zum Kirchenkreis Lübeck-Lauenburg innerhalb des Sprengels Hamburg und Lübeck (der sowohl Hamburg, Lübeck als auch das südöstliche Holstein abdeckt) innerhalb der Evangelisch-Lutherischen Kirche Norddeutschlands.

### Evangelische Freikirchen
Bereits 1532 siedelten sich in Lübeck Täufer an, die im 16. und 17. Jahrhundert eine mennonitische Gemeinde (Vereenigte vlaamse Doopsgesinde Gemejnte tot Lübeck) bildeten. Die Gemeinde bestand zu Beginn vor allem aus niederländischen Glaubensflüchtlingen. Auch Menno Simons hatte mit der Mennokate eine letzte Wirkungsstätte in der Nähe der Stadt gefunden. Die Mennonitengemeinde konnte jedoch nicht offen in Erscheinung treten, da sie nicht vom Rat der Stadt toleriert wurde. Außerdem war ihr das Begräbnis in Lübeck verboten, sie bestattete ihre Toten daher auf der Südseite des außerhalb der Hansestadt befindlichen Friedhofes in Hamberge. Nach dem Zweiten Weltkrieg gab es wieder Mennoniten in Lübeck, die sich 1950 zu einer neuen Gemeinde zusammenschlossen. Die Gemeinde ist heute der Arbeitsgemeinschaft Mennonitischer Gemeinden in Deutschland angeschlossen.
1664 siedelten sich für kurze Zeit zudem mehrere aus Polen vertriebene Unitarier (Polnische Brüder) in Lübeck an und suchten unter Führung des Theologen Stanislaus Lubienietzki um Bürgerrecht sowie freie Glaubensausübung. Der Rat war bereit, den Vertriebenen Asyl zu geben, jedoch scheiterte eine dauerhafte Ansiedlung am Widerstand des lutherischen Superintendenten Menno Hanneken, so dass eine langfristige unitarische Gemeindegründung in Lübeck unterblieb.
Ab etwa 1849 finden sich in Lübeck Baptisten, die jedoch erst 1921 eine eigene Gemeinde gründeten. Inzwischen existieren vier Gemeinden mit insgesamt 500 Mitgliedern. Die Gemeinden sind dem Bund Evangelisch-Freikirchlicher Gemeinden angeschlossen. Die Straße vor der baptistischen Friedenskirche wurde 1992 in Erinnerung an die ersten Lübecker Mennoniten bzw. Täufer in Täuferstraße umbenannt, obschon sich die Mennonitengemeinde in einer anderen Straße befindet. Die Methodisten begannen 1929 mit der Mission in Lübeck und verfügen mit der Christuskirche auch über ein eigenes Kirchengebäude im Stadtgebiet. Eine zweite methodistische Kirche wurde 2010 verkauft.
Inzwischen gibt es auch eine Reihe weiterer evangelischer Freikirchen wie die Freie evangelische Gemeinde, die Heilsarmee, die Siebenten-Tags-Adventisten, eine gemeinsame Gemeinde von Mennonitischen Brüdern und Evangeliumschristen-Baptisten und pfingstliche Gemeinden wie die Agape-, Arche-, Ecclesia- und Salem-Gemeinde. Diese sind dem Bund Freikirchlicher Pfingstgemeinden (Agape und Ecclesia), dem Mülheimer Verband (Arche) oder der Gemeinde Gottes (Salem) angeschlossen.

### Evangelisch Reformierte
1666 entstand in Lübeck eine reformierte Gemeinde; hinzu kam 1689 eine französisch-reformierte Gemeinde, die sich aus zugewanderten Hugenotten rekrutierte. Beide Gemeinden vereinigten sich 1781 zur „Evangelisch-Reformierten Kirchengemeinde Lübeck“, die 1926 der Evangelisch-reformierten Landeskirche der Provinz Hannover beitrat.

### Katholiken nach der Reformation
Im 19. Jahrhundert zogen auch wieder Katholiken in die Stadt. 1849 erhielten sie eine erste Rechtsordnung und 1888 wurde die erste katholische Kirche Lübecks, die Herz-Jesu-Kirche – heute Propsteikirche Herz Jesu – gebaut. Weitere katholische Gemeinden wurden im 20. Jahrhundert gegründet. Sie gehörten zunächst zum „Apostolischen Vikariat der Nordischen Missionen“ und ab 1930 aufgrund des Preußischen Konkordates von 1929 zum Bistum Osnabrück. Aus den nördlichen Gebieten dieses Bistums entstand 1993 das neue Erzbistum Hamburg, zu dem die Stadt Lübeck nunmehr gehört. Offiziell errichtet wurde das Erzbistum Hamburg allerdings erst am 7. Januar 1995. Die Pfarrgemeinden der Stadt Lübeck gehören innerhalb der Erzdiözese Hamburg zum Dekanat Lübeck.

### Juden in Moisling und Lübeck

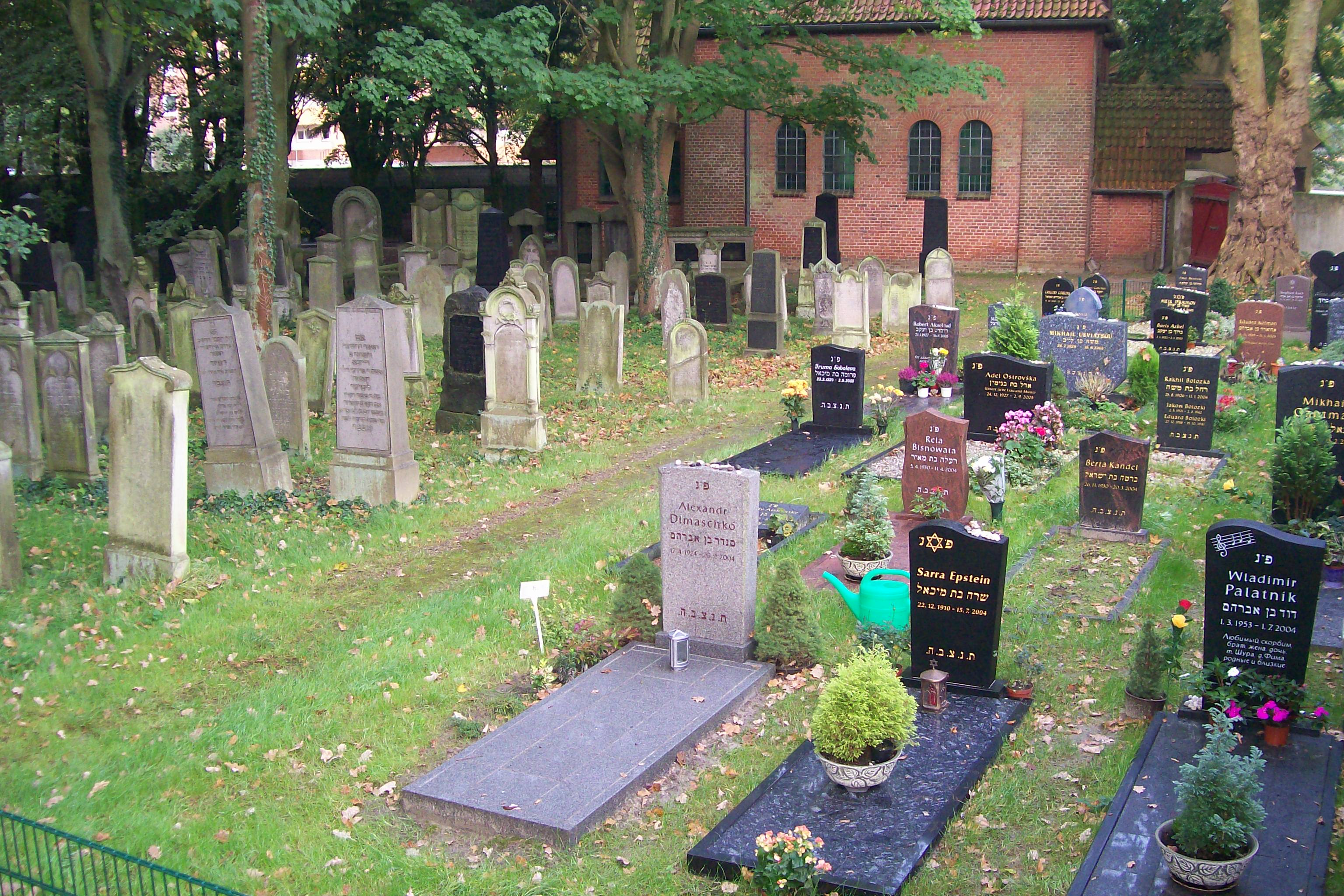
Jüdischer Friedhof in Moisling mit altem und neuem Gräberfeld (2007)

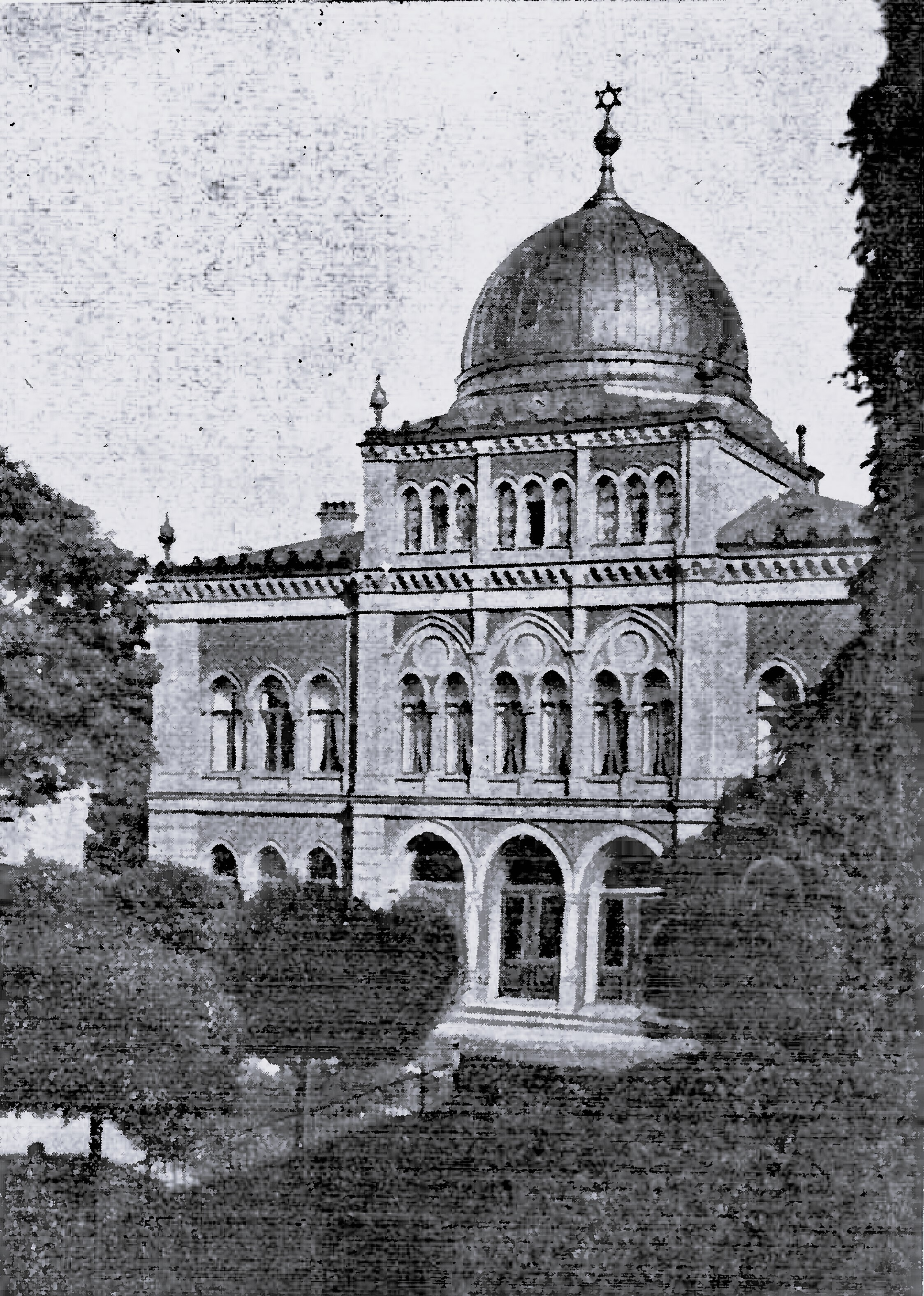
Synagoge (1930)

Die ersten jüdischen Familien, die sich 1656 im Dorf Moisling – außerhalb der Lübecker Landwehr gelegen – niederließen, waren vor den Pogromen des ukrainischen Kosakenaufstandes (1648–1657) unter Hetman Bohdan Chmelnyzkyj aus dem multinationalen Großreich Polen-Litauen geflohen. Der Eigentümer von Dorf und Gut Moisling, der Lübecker Bürgermeister Gotthard von Höveln (1603–1671), der die aschkenasischen Juden aus ökonomischen Erwägungen ansiedelte, stieß damit auf starken Widerstand bei Rat und Bürgerschaft, die bis dahin eine jüdische Ansiedlung sowohl im Lübecker Stadt- als auch Landgebiet verhindert hatten.
Nach einer Eskalation des Streits unterstellte von Höveln sein Dorf 1667 königlich-dänischer Territorialhoheit. Der Erbe, sein Schwiegersohn von Wickede, erlangte 1686 und 1697 auf Grund königlicher Konzessionen das Niederlassungsrecht für Juden in Moisling und deren unbeschränkte Handels- und Verkehrsfreiheit im dänischen Gesamtstaat. Doch die holsteinischen Landjuden bedurften, um den täglichen Lebensunterhalt zu bestreiten, für ihre Handelstätigkeit des Lübecker Marktes. Der aber blieb ihnen bis 1852 weitgehend verschlossen.
Zwischen 1702 und 1762 gehörte das Dorf gottorfischen beziehungsweise dänischen Eigentümern. Die autonome jüdische Zivil- und Zeremonialgerichtsbarkeit des Unterrabbinats Moisling stand dem Altonaer Oberrabbiner zu. 1762 wurde das Dorf lübeckisches Privateigentum, so dass die Stadt ihre antijüdische Politik kontinuierlich durchzusetzen vermochte. Per Staatsvertrag zwischen Dänemark und Lübeck gelangte 1806 die Landeshoheit über Moisling an die Reichsstadt, wodurch die nunmehr 300 rechtlosen Landjuden Lübecker Staatsangehörige wurden; deren ungeregelter Rechtsstatus blieb bis 1848 unverändert.
Die in der napoleonischen Phase (1811–1813) oktroyierte bürgerliche Gleichstellung der Juden hatte zur Folge, dass die Hälfte der Moislinger jüdischen Gemeinde nach Lübeck zog, wo 1812 erstmals eine Synagoge eingeweiht wurde. 1814, nach dem Fall Napoleons und dem Rückzug der französischen Truppen, widerrief der Senat die Gleichstellung. Nach jahrelangen gerichtlichen Auseinandersetzungen wurden die Juden 1824 aus dem Stadtgebiet vertrieben und kehrten nach Moisling zurück.
Im abseitigen Moislinger Zwangsghetto ernährten sich die kontinuierlich verarmenden Juden hauptsächlich vom Hausierhandel in benachbarten Territorien. Die traditionell gesetzestreue Moislinger Gemeinde stellte 1825 einen altfrommen polnischen Rabbiner auf Lebenszeit an, konnte 1827 eine neue Synagoge weihen und 1837 eine Elementarschule einrichten. In der internen Auseinandersetzung um die Reform des Judentums obsiegten die Traditionalisten. Das Recht, sich wieder in Lübeck niederzulassen, erlangten die Juden 1848 im Laufe der Märzrevolution. Die ökonomisch-soziale Emanzipation bekräftigte abschließend und unwiderrufen ein 1852 verkündetes Gesetz, ebenso wie die Zulässigkeit einer interkonfessionellen Eheschließung (Mischehe). Nachdem 1850 eine Synagoge eröffnet worden war, wurde 1880 während des Rabbinats von Salomon Carlebach (1845–1919) eine weitere, neu erbaute Synagoge in der Lübecker St.-Annen-Straße fertiggestellt. Carlebach begründete die Rabbinerdynastie Carlebach, die in Deutschland, Großbritannien, den USA und Israel vertreten ist.
Die jüdische Bevölkerung in Lübeck stieg von 522 im Jahre 1857 auf 700 im Jahre 1913 und sank nach der nationalsozialistischen Machtergreifung bis 1937 auf 250. Die letzten 85 Juden wurden 1941/42 ins Ghetto Riga deportiert. Nach dem Zweiten Weltkrieg wurde kurzfristig eine neue Gemeinde gegründet, deren Mitgliederanzahl sich 1948 auf 250 Personen belief, bis 1952 jedoch wieder auf 30 sank. Seit den 1990er Jahren sind zahlreiche jüdische Kontingentflüchtlinge aus der ehemaligen Sowjetunion hinzugekommen.

### Sonstige Religionsgemeinschaften
- Islam: Der Islam ist insbesondere aufgrund der zahlreichen türkischen Mitbürger in vielen Glaubensrichtungen mit zahlreichen Gemeinden und Bethäusern vertreten. Seit 2011 gibt es die Bait-ul-Afiyat-Moschee der Ahmadiyya Muslim Jamaat mit Minarett und Kuppel.
- Zeugen Jehovas: Die Religionsgemeinschaft der Zeugen Jehovas ist in Lübeck mit fünf Gemeinden vertreten.
- Neuapostolische Kirche: Seit dem Jahr 1901 ist die Neuapostolische Kirche in Lübeck ansässig.
- Orthodoxe Kirchen: Es bestehen eine russisch-orthodoxe und eine griechisch-orthodoxe Gemeinde, beide nutzten lange Jahre die Katharinenkirche für ihre Gottesdienste. Eine Seitenkapelle der Kirche ist dem Heiligen Prokop von Lübeck geweiht.
- Mormonen: In der Rabenstraße im Stadtteil St. Gertrud gibt es seit den 1980er Jahren eine kleine Gemeinde der nordamerikanischen Kirche Jesu Christi der Heiligen der Letzten Tage.

### Lübecker Märtyrer

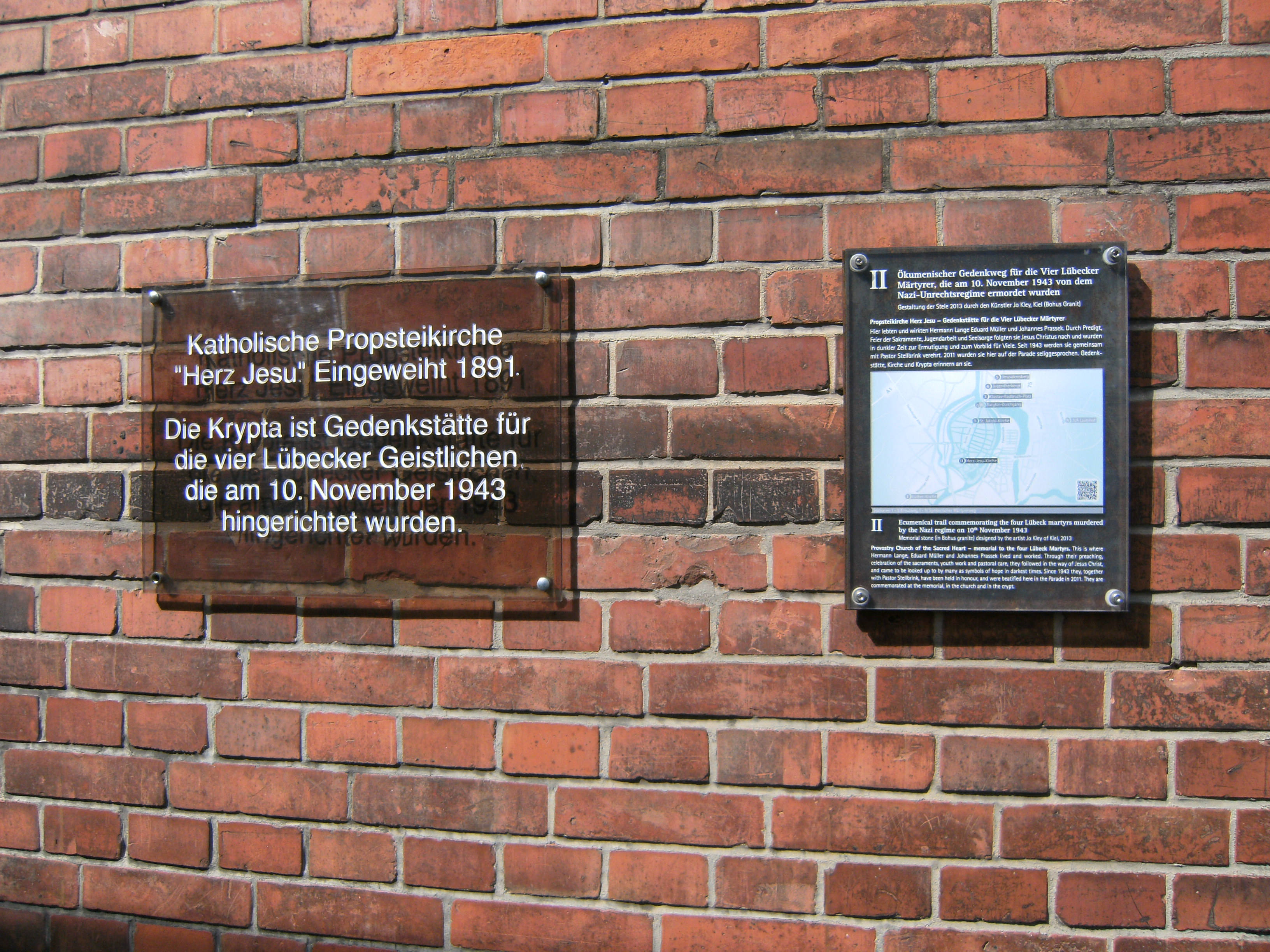
Tafel an der katholischen Propsteikirche Herz Jesu in der Straße Parade zur Erinnerung an die Lübecker Märtyrer

Von besonderer Bedeutung für die Ökumene in Lübeck ist das Gedenken an die Lübecker Märtyrer. Die drei katholischen Priester Johannes Prassek, Hermann Lange und Eduard Müller sowie der evangelische Pastor Karl Friedrich Stellbrink wurden 1942 verhaftet, vom nationalsozialistischen Volksgerichtshof 1943 wegen „Rundfunkverbrechen, landesverräterischer Feindbegünstigung und Zersetzung der Wehrkraft“ zum Tode verurteilt und am 10. November 1943 in Hamburg durch Enthaupten hingerichtet.

## Politik

### Bürgermeister
Die Regierung Lübecks lag über Jahrhunderte beim sich selbst ergänzenden Rat mit dem oder den Bürgermeistern an der Spitze. Seit dem Bürgerrezess von 1669 hatte die gewählte Bürgerschaft Anteil an der Regierung. Seit Anfang des 19. Jahrhunderts wurde der Rat mit Senat bezeichnet. Dieser hatte 16 Senatoren und vier Bürgermeister, wobei die beiden ältesten sich im Vorsitz jährlich ablösten. Ab 1848 gab es nur noch zwei Bürgermeister. Sie waren lediglich Vorsitzende des Senats, nicht aber „Staatsoberhaupt“ der Freien Hansestadt Lübeck. Neben dem Senat als Regierung gab es die „Bürgerschaft“ als Parlament. 1933 wurde die Bürgerschaft aufgelöst und der Senat verkleinert. Vorsitzender war fortan der „Oberbürgermeister“.
Am 1. April 1937 wurde Lübeck im Zuge des Groß-Hamburg-Gesetzes in die preußische Provinz Schleswig-Holstein eingegliedert und verlor damit seine staatliche Unabhängigkeit, also seine territoriale Souveränität. 1956 lehnte das Bundesverfassungsgericht eine Beschwerde der Vaterstädtischen Vereinigung Lübeck, die einen Volksentscheid über die Wiedererlangung der Souveränität erreichen wollte, ab (Lübeck-Urteil).
Nach dem Zweiten Weltkrieg wurde Schleswig-Holstein Teil der britischen Besatzungszone. Die Militärregierung führte 1946 eine zweigleisige Verwaltungsspitze ein. Danach gab es zunächst einen Bürgermeister als Vorsitzenden der Bürgerschaft und daneben einen Oberstadtdirektor als Leiter der Verwaltung. Auf die erst seit 1933 geführte Amtsbezeichnung „Oberbürgermeister“ für den Vorsitzenden der Bürgerschaft wurde verzichtet, weil der Titel Bürgermeister in Lübeck eine lange Tradition hat. Die schleswig-holsteinische Gemeindeordnung von 1950 übertrug dann den Titel Bürgermeister dem Leiter der Stadtverwaltung und führte für den Vorsitzenden der Stadtvertretung, wie bei allen größeren Städten Schleswig-Holsteins, die neue Bezeichnung Stadtpräsident ein.
Der Lübecker Bürgermeister ist heute gleichzeitig Finanzsenator. Er wird direkt von der wahlberechtigten Bevölkerung für eine Amtszeit von sechs Jahren gewählt. Am 1. Mai 2018 übernahm Jan Lindenau (SPD) das Amt des Bürgermeisters von seinem Vorgänger von der SPD. Er hatte im Mai 2017 die Stichwahl gegen eine parteilose Kandidatin knapp gewonnen. Bei der Bürgermeisterwahl im November 2023 gewann Lindenau erneut in einer Stichwahl gegen die Mitbewerberin von der CDU und wurde für eine zweite Amtszeit wiedergewählt.
Es gibt fünf Fachbereiche der Stadtverwaltung, an deren Spitze die traditionell als Senatorinnen oder Senatoren bezeichneten Fachbereichsleiter stehen:
- Fachbereich Finanzen, Personal und Statistik (Lübecker Bürgermeister)
- Fachbereich Wirtschaft, Soziales und Gesundheit
- Fachbereich Umwelt, Sicherheit und Ordnung
- Fachbereich Kultur, Bildung und Jugend
- Fachbereich Planen, Bauen und Verkehr

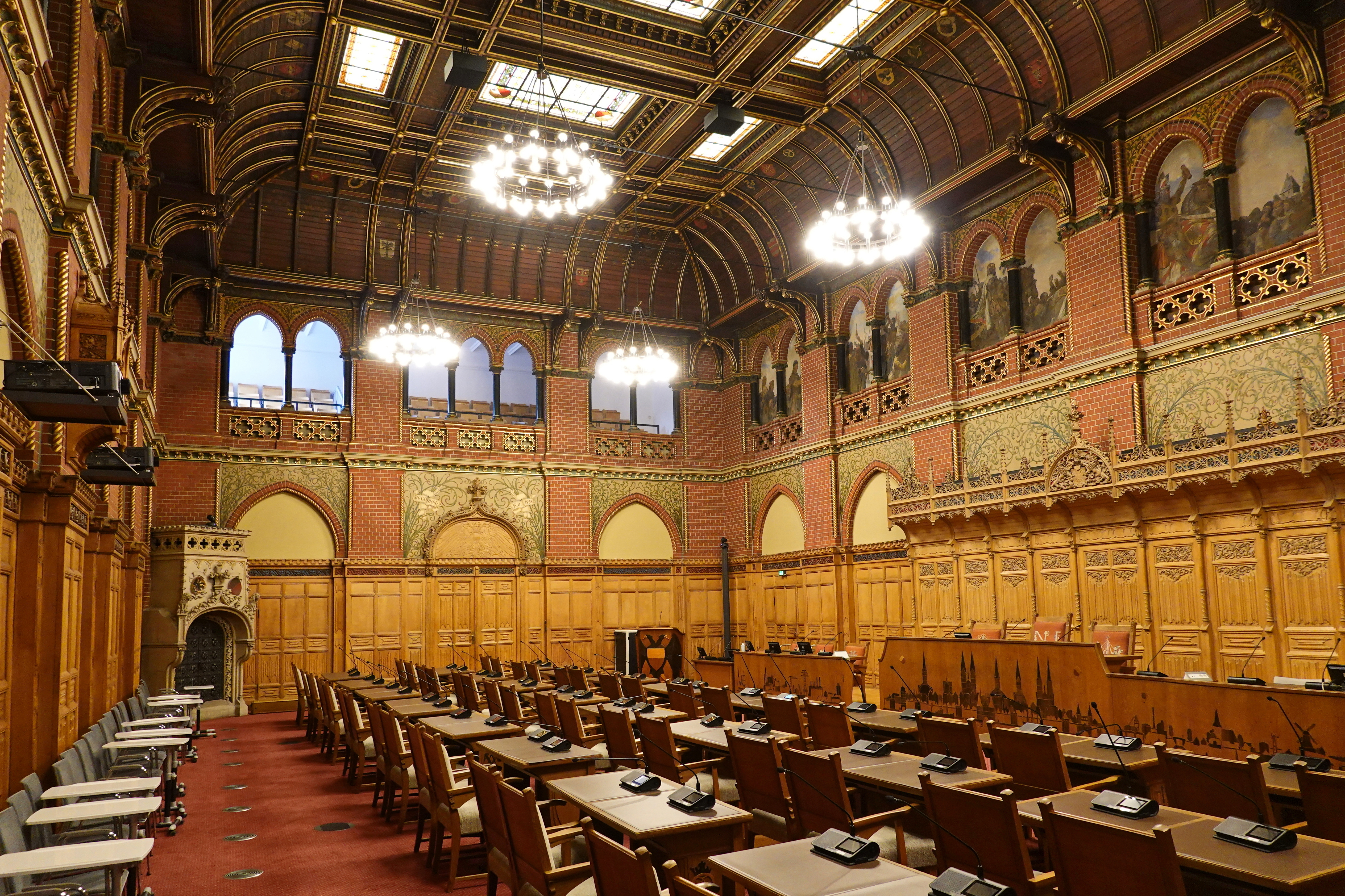
Bürgerschaftssaal im Lübecker Rathaus

### Bürgerschaft
Das Lübecker Stadtparlament trägt den traditionellen hanseatischen Namen Bürgerschaft. Sie hat seit 1937 den Rang einer kommunalen Gemeindevertretung. Die Bürgerschaft entscheidet in acht bis zehn Sitzungen jährlich über wirtschaftliche und politische Fragen, die für Lübeck von Belang sind. Die Bürgerschaft wählt die vier Lübecker Senatoren, die Dezernatsleiter für die Bereiche der Stadtverwaltung sind. Zusammen mit dem Lübecker Bürgermeister bilden sie den Senat. Zum Vorsitzenden der Bürgerschaft (Stadtpräsident) wurde im Juni 2023 Henning Schumann (CDU) gewählt, der Klaus Puschaddel (CDU) abgelöst hat. Über die Zusammensetzung entscheiden die Bürger alle fünf Jahre. Die letzte Wahl fand am 14. Mai 2023 statt.
| Bürgerschaftswahl Lübeck 2023Wahlbeteiligung: 41,6 % 3020100 23,923,022,68,65,63,12,92,32,11,81,6 CDUSPDGrüneAfDFDPLinkeGALBfLhUiPARTEIFWSonst.lGewinne und Verlusteim Vergleich zu 2018 %p 8 6 4 2 0 −2 −4 −6−0,8−4,6+7,2+3,5+1,4−1,8+0,1± 0,0−5,9−0,7−0,6+1,5CDUSPDGrüneAfDFDPLinkeGALBfLUPARTEIFWSonst.Anmerkungen:h Bürger für Lübecki Die Unabhängigenl Volt: 1,5 %; DKP: 0,1 %; Humanisten: 0,0 %; Tier: 0,0 % | Sitzverteilung in der Bürgerschaft Lübeck seit 2023Insgesamt 49 Sitze - Linke: 2 - PARTEI: 1 - SPD: 11 - Grüne: 11 - GAL: 1 - Volt: 1 - U: 1 - BfL: 1 - FW: 1 - FDP: 3 - CDU: 12 - AfD: 4 |

### Wappen
Blasonierung: „In Gold ein rot bewehrter schwarzer Doppeladler mit einem von Silber und Rot geteilten Brustschild. Im großen Wappen halten zwei goldene Löwen den Schild; auf diesem ein Helm mit einköpfigem schwarzem Adler als Zier und silbern-roten Decken.“
Das Lübecker Wappen stammt aus dem Jahre 1450 und ist damit das älteste Stadtwappen Schleswig-Holsteins.
Bei dem Doppeladler handelt es sich um den „Reichsadler“ als Symbol der ehemaligen Reichsfreiheit der Stadt Lübeck, welche die Stadt bis 1937 genoss, als sie durch das Groß-Hamburg-Gesetz der preußischen Provinz Schleswig-Holstein eingegliedert wurde.

### Flagge

Flagge der Hansestadt Lübeck

Blasonierung: „Von Weiß und Rot geteilt. Im weißen Feld unmittelbar neben der Stange ein schwarzer, rotbewehrter Doppeladler mit weiß-rot geteiltem Herzschild auf der Brust.“
Die Stadtfarben sind wie bei allen Hanseflaggen Weiß-Rot.

### Städtepartnerschaften
- Kotka (Finnland), seit 1969
- Wismar (Deutschland, Mecklenburg-Vorpommern), seit 1987
- La Rochelle (Frankreich), seit 1988, Freundschaftsvertrag bereits seit 1980
- Klaipėda/Memel (Litauen), seit 1990
- Visby (Schweden), seit 1999

Freundschafts- und Kooperationsverträge bestehen mit:
- Venedig (Italien), seit 1979
- Kawasaki (Japan), seit 1992
- Bergen (Norwegen), seit 1996
- Shaoxing (China), seit 2003

Darüber hinaus unterhält Lübeck freundschaftliche Beziehungen mit mehr als 100 anderen europäischen Städten, die regelmäßig an den Hansetagen der Neuzeit teilnehmen. 2014 richtete Lübeck den 34. Hansetag der Neuzeit aus. Es war die zweite Veranstaltung dieser Art nach 1983.

## Kultur und Sehenswürdigkeiten

### Altstadt

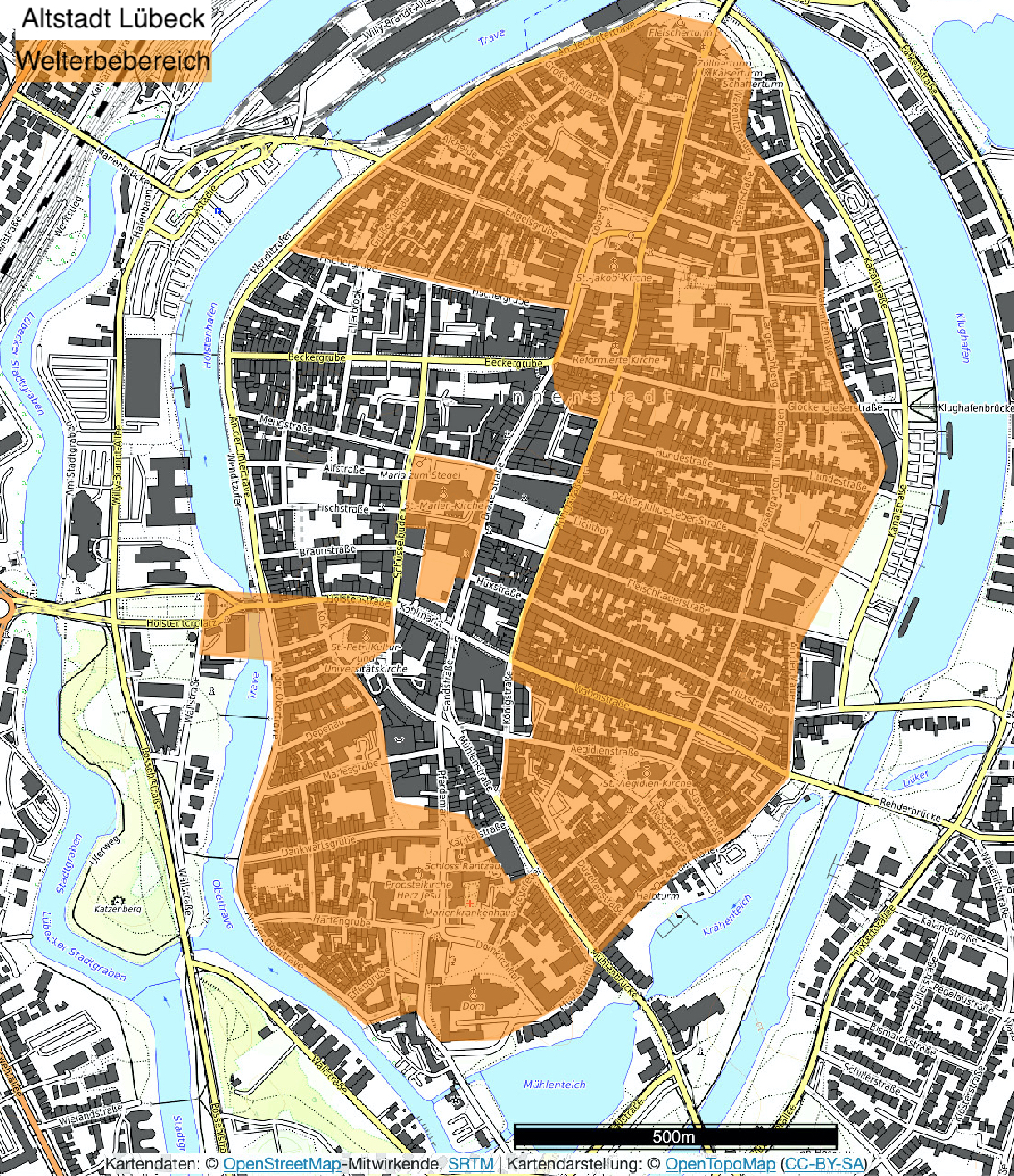
UNESCO-Welterbe Lübecker Altstadt (orange)

Am 14. Dezember 1987 wurden die erhaltenen Teile des mittelalterlichen Stadtkerns auf der Altstadtinsel von der UNESCO zum Weltkulturerbe erklärt. Damit wurden erstmals in Nordeuropa große Teile einer Altstadt als Weltkulturerbe (Flächendenkmal) anerkannt. Ausschlaggebend waren dabei der exemplarische Charakter der Altstadt für die mittelalterliche Stadtentwicklung im Ostseeraum, die markante Stadtsilhouette mit den sieben Türmen der fünf Hauptkirchen und die geschlossen erhaltene vorindustrielle Bausubstanz. Hinzu kam als weitere schützenswerte Besonderheit der für die archäologische Erforschung des mittelalterlichen Städtewesens außerordentlich ergiebige Untergrund.
Der von der UNESCO geschützte Bereich bezieht die wichtigsten Bauwerke Lübecks ein: den Baukomplex des Rathauses, das Burgkloster, den Koberg – ein vollständig erhaltenes Viertel des späten 13. Jahrhunderts – mit Jakobikirche, Heiligen-Geist-Hospital und den Baublöcken zwischen Glockengießer- und Aegidienstraße, das Viertel der Patrizierhäuser des 15. und 16. Jahrhunderts zwischen Petrikirche und Dom, das Holstentor, das Kaisertor auf den Wallanlagen am Elbe-Lübeck-Kanal und die Salzspeicher am linken Traveufer. Die Stadt Lübeck ist Mitglied der Arbeitsgemeinschaft Historische Städte.
Gründungsviertel 
Das Lübecker Gründungsviertel zwischen St. Marien und der Trave ist ein etwa 10.000 Quadratmeter großes zentrales Areal der Lübecker Altstadt. Es ist eines der ältesten Bebauungsgebiete der Stadt; archäologische Untersuchungen von 2009 bis 2014 erwiesen eine erstmalige Bebauung vor 1180. Das Viertel, das sich durch seine prächtigen Kaufmannshäuser auszeichnete, wurde beim Luftangriff auf Lübeck am 29. März 1942 fast vollständig zerstört und nach dem Krieg mit einem Berufsschulzentrum bebaut. Nach dessen Abriss wurde die frühere Parzellengliederung wiederhergestellt und 2017 eine Neubebauung mit individuellen Wohnhäusern begonnen, die sich am überkommenen Stadtbild orientiert.

### Bauwerke
Das Weltkulturerbe auf der Altstadtinsel besteht aus weit über tausend Gebäuden, die als Denkmäler in die Denkmalliste eingetragen sind. Insofern kann hier nur ein Ausschnitt der wichtigsten erwähnt werden. Das Weltkulturerbe ist jedoch die Gesamtheit des erhaltenen Teils der mittelalterlichen Stadt.

#### Die sieben Türme

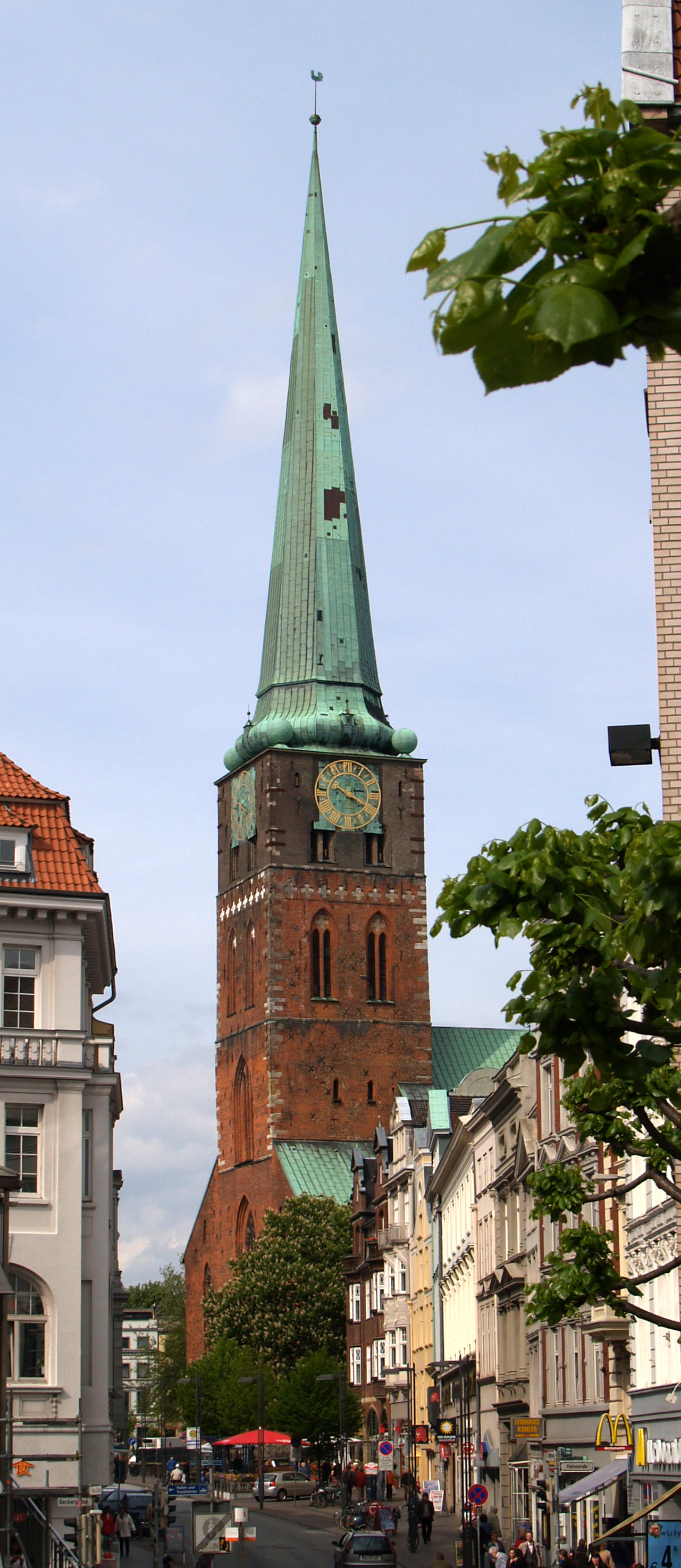
St. Jakobi von Süden
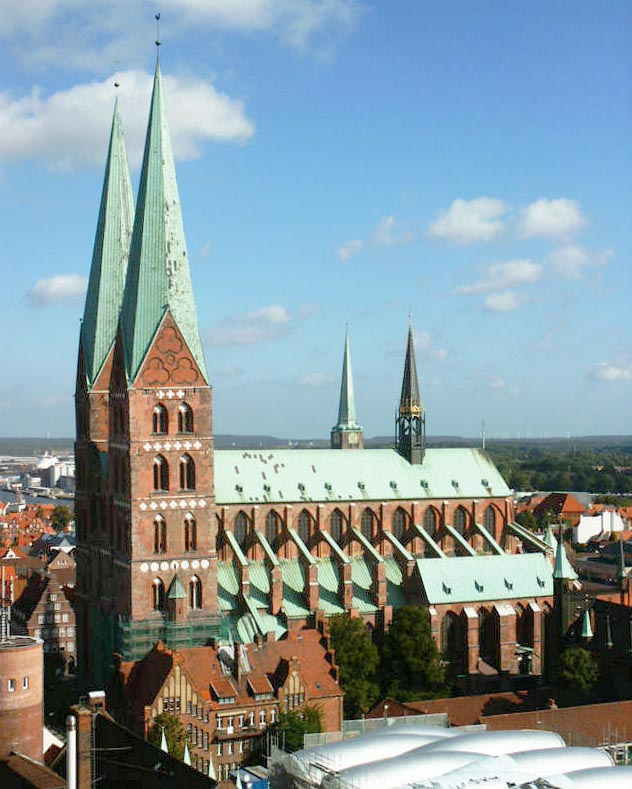
Marienkirche von Südwest (2004)
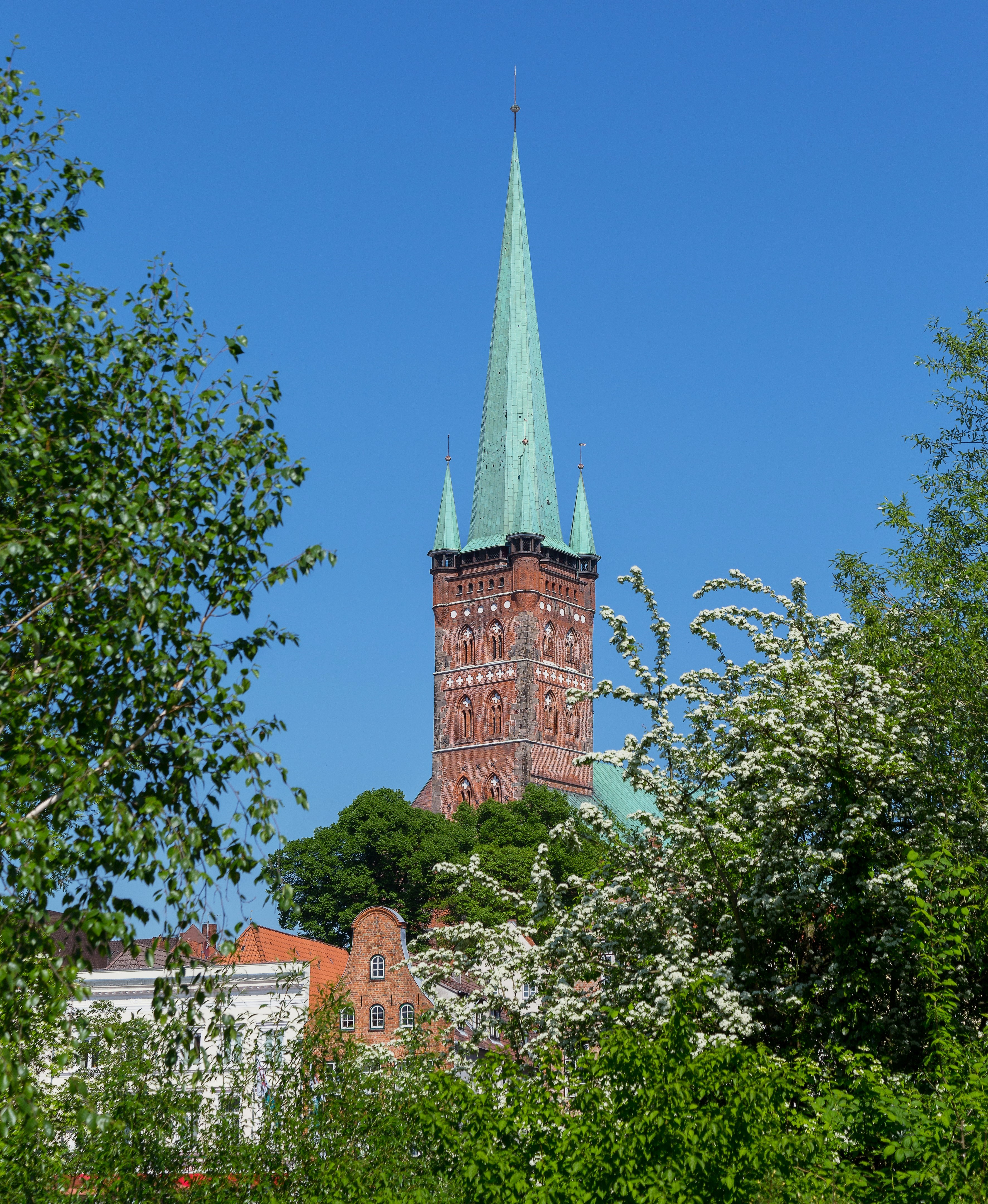
Petrikirche von der Obertrave aus gesehen (2018)
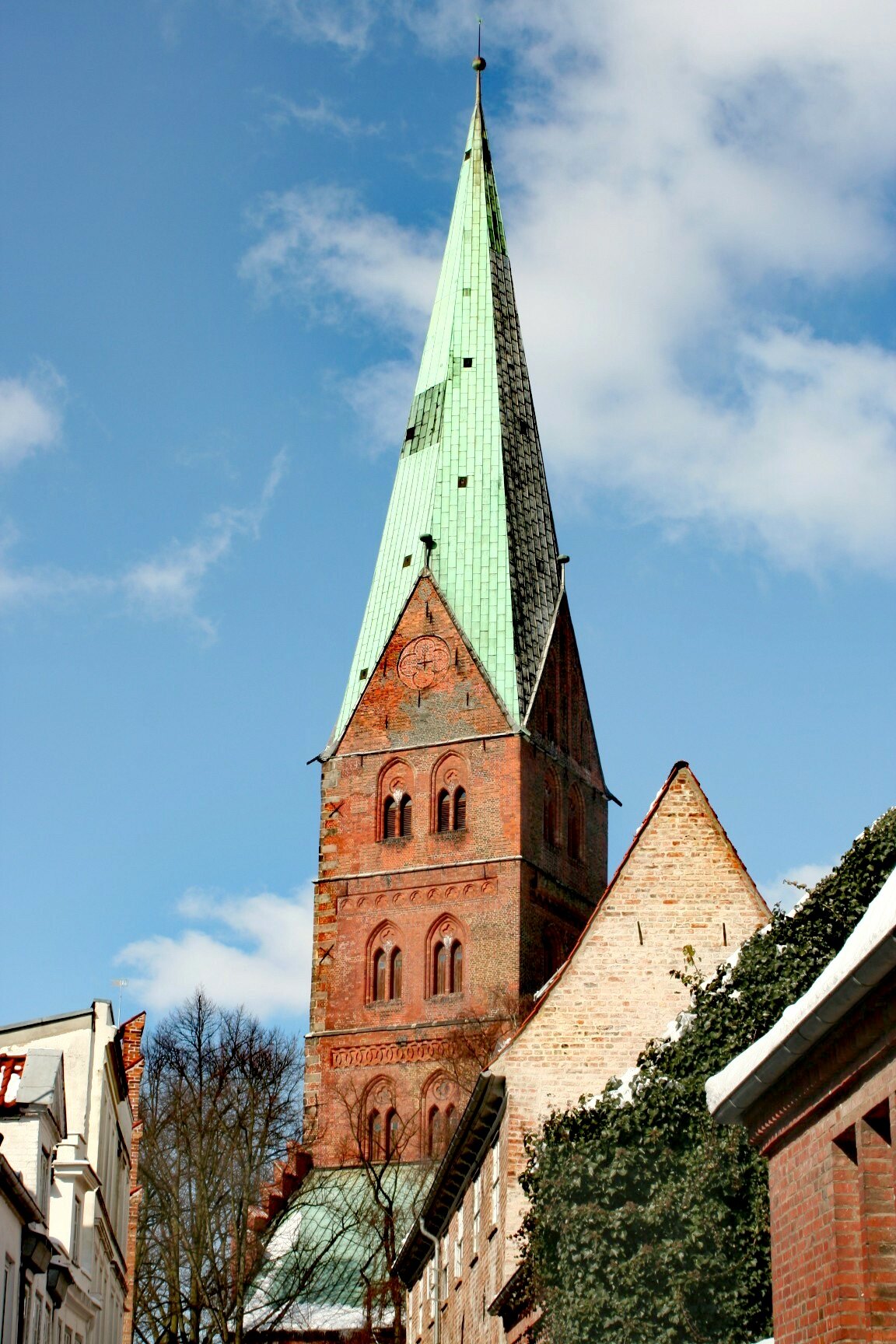
Aegidienkirche von Süden
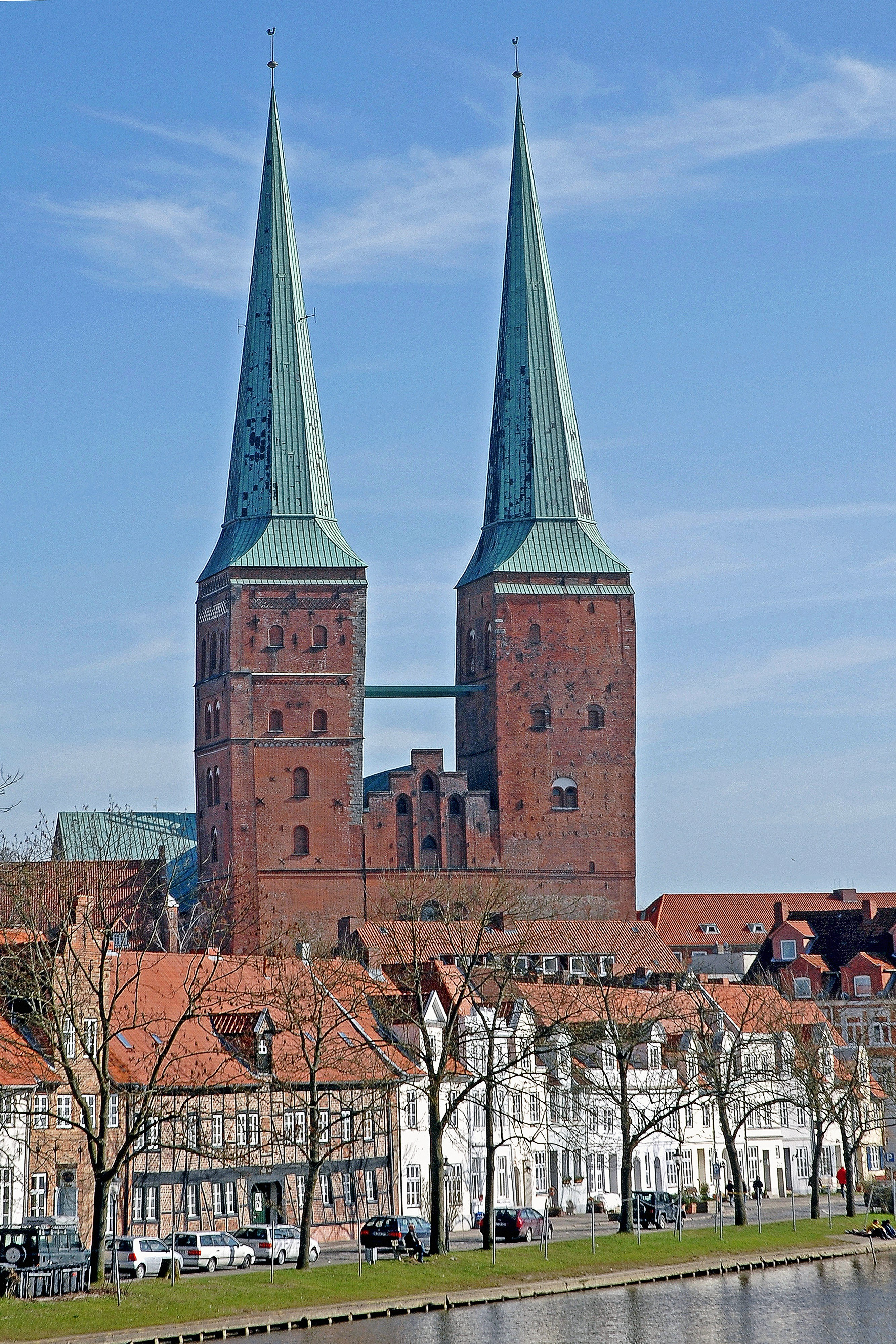
Dom zu Lübeck von Westen (2013)

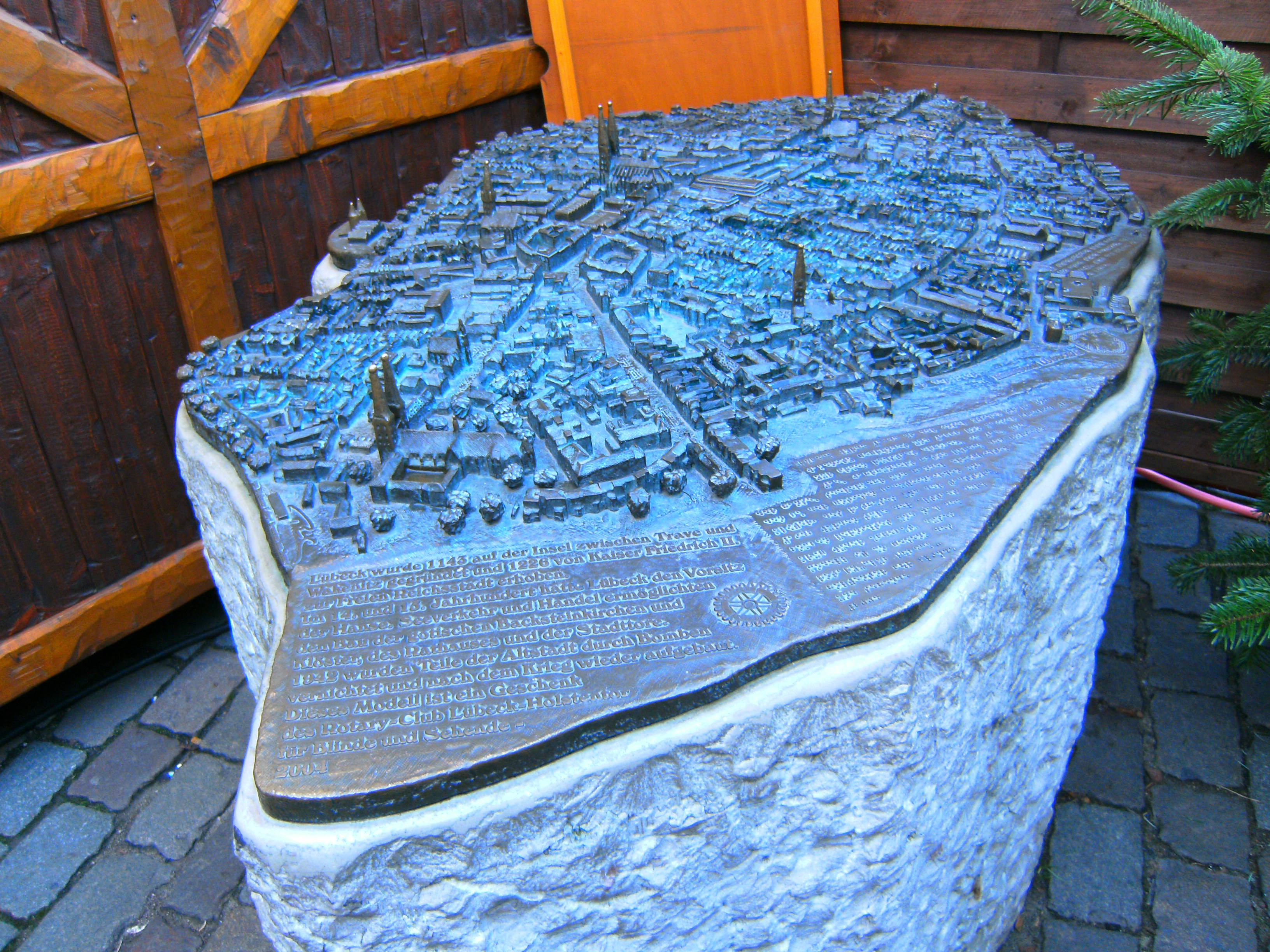
Modell der Altstadt von Lübeck auf dem Markt beim Rathaus

Das Bild der Altstadt wird geprägt durch die sieben Kirchtürme (daher die Bezeichnung „Stadt der sieben Türme“), die den fünf großen Altstadtkirchen zuzuordnen sind. In der westlichen Stadtsilhouette, mit der verschiedentlich als Logo geworben wird, sind dies die in Nord-Süd-Reihenfolge (das heißt von links nach rechts) gezählten Türme von:
- Jakobikirche (rd. 112 m) im Norden der Altstadt
- Marienkirche mit zwei Westtürmen (rd. 125 m) neben dem Rathaus
- Petrikirche (rd. 108 m) nahe der Westzufahrt zur Altstadt
- Aegidienkirche (rd. 92 m) im alten Handwerkerviertel
- Dom mit zwei Westtürmen (rd. 115 m) im Domviertel im Süden der Altstadt[74]

Der im Jahr 1173 noch romanisch begründete Dom ist in Lübeck nur die zweitgrößte mittelalterliche Kirche, hat jedoch mit 131 Metern die größte Länge. Er befindet sich eher abgelegen am südlichen Ende der Altstadtinsel in einer ruhigen Umgebung, die noch die alte Domfreiheit erahnen lässt. Der Lübecker Dom gilt als erster großer Backsteinkirchenbau an der Ostsee. In der Lage der beiden größten Kirchen zueinander spiegelt sich der Konflikt zwischen der Lübecker Bürgerschaft und dem Lübecker Bischof wider, der dazu führte, dass die Lübecker Bischöfe und späteren Fürstbischöfe ihre Residenz gegen 1300 nach Eutin verlegten. Im Unterschied zur Marienkirche ist der Dom seit der Wiederherstellung im Inneren eher nüchtern weiß gestaltet. Hier kann man aber beispielsweise das Triumphkreuz des berühmten Holzschnitzers Bernt Notke sehen. Neben dem Schweriner Dom ist der Lübecker Dom heute die Predigtkirche des Landesbischofs der Nordkirche.
Die 102 Meter lange, gotische Marienkirche war die Hauptpfarrkirche des Rates und der Bürgerschaft. Sie wurde in prominenter Lage auf dem höchsten Punkt der Altstadt in der Nähe des Marktes direkt hinter dem Rathaus erbaut. Der romanische Vorgängerbau an der Stelle wurde bereits 1170 erwähnt. Ab 1251 wurde diese romanische Marienkirche umgebaut, und um 1265 eine hochgotische, dreischiffige Basilika errichtet. Die Marienkirche gilt als Mutterkirche der nordeuropäischen Backsteingotik, sie war Vorbild für fast alle großen Backsteinkirchen im Ostseeraum. Die Basilika beeindruckt nicht nur durch ihre äußere, sondern auch durch ihre innere Größe. Auch wenn im Zweiten Weltkrieg wesentliche Kunstschätze im Inneren zerstört wurden, wirkt sie heute doch besonders durch das fast 39 Meter hohe Mittelschiffgewölbe mit reichhaltigen Deckenmalereien eindrucksvoll. Die beiden Türme sind 125 m hoch.
Wie auch Dom und Marienkirche, so wurde auch die Petrikirche im Zweiten Weltkrieg erheblich zerstört und erst als letzte wieder aufgebaut. Ebenfalls in Sichtweite des Marktes gelegen, war sie früher die Stammkirche der Fischer und Binnenschiffer. Heute hat sie keine eigene Gemeinde mehr und wird als Ausstellungs- und Veranstaltungsraum genutzt. Unter anderem ist sie seit 2004 Universitätskirche und wird von den Lübecker Hochschulen für Feierlichkeiten verwendet. Auf ihrem Turm befindet sich eine Aussichtsplattform, von der man bei schönem Wetter bis nach Travemünde und tief ins Mecklenburgische sehen kann.
Die Jakobikirche liegt am anderen großen Platz Lübecks, dem Koberg. Die Kirche war die Stammkirche der Seeschiffer und liegt gegenüber der berühmten Schiffergesellschaft, dem Zunfthaus der Kapitäne und heute bekanntesten Restaurant Lübecks mit vielen Schiffsmodellen an der Decke. Ihr Turm besticht durch die vier kugeligen Verzierungen an der Basis des Turmhelms. Die Jakobikirche wurde im Krieg nicht zerstört und bietet daher heute noch das über die Jahrhunderte gewachsene Erscheinungsbild. In einer Seitenkapelle steht ein Rettungsboot des 1957 gesunkenen Segelschulschiffes Pamir.
Die Aegidienkirche ist die kleinste der fünf großen Altstadtkirchen und die einzige im Ostteil der Altstadt, dem Wohnviertel der Handwerker und kleinen Leute. Auch sie wurde im Krieg nicht zerstört. Ihr Innenraum konnte daher sein Erscheinungsbild erhalten.

#### Weitere Sakralbauten

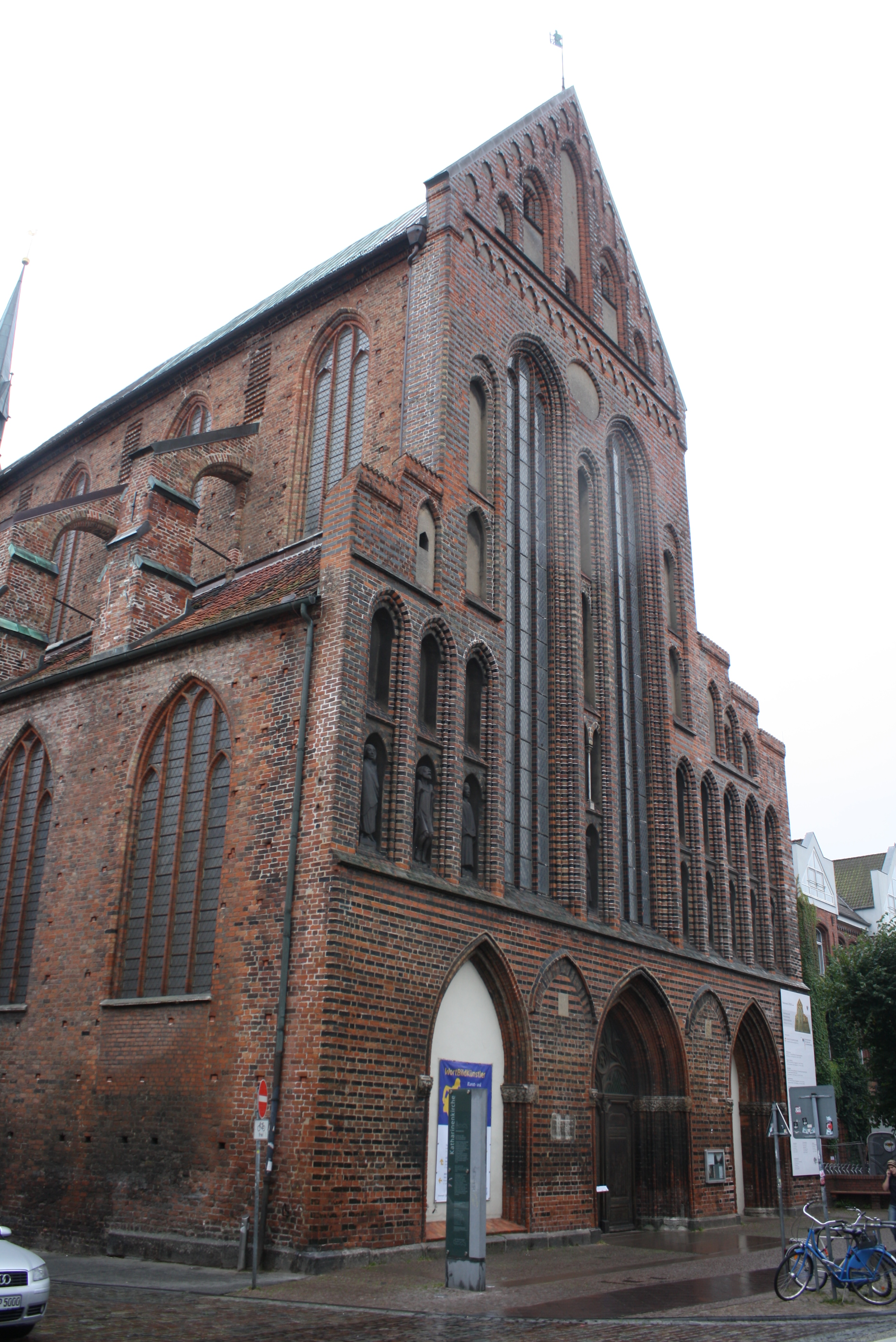
Fassade der Katharinenkirche

Die Katharinenkirche ist eine ehemalige Franziskaner-Klosterkirche des Katharinenklosters. Sie hat keinen Turm und trägt daher nicht zum klassischen Stadtpanorama bei. Ihr Inneres ist aber dennoch überaus sehenswert und gilt als ein Höhepunkt backsteingotischer Architektur. Sie schließt direkt an das Gymnasium Katharineum an und wird heute als Ausstellungsraum genutzt. In ihrer Westfassade finden sich Nischen-Figuren der Bildhauer Ernst Barlach und Gerhard Marcks.
Weitere Sakralbauten des Mittelalters sind das Burgkloster und das St.-Annen-Kloster. Das Burgkloster, ein ehemaliges Dominikaner-Kloster, wurde zum Dank für den Sieg gegen Dänemark in der Schlacht bei Bornhöved (1227) gegründet. Doch von seinem mittelalterlichen Bau sind nur wenige Überreste erhalten geblieben, die durch ein neugotisches Gebäude aus dem späten 19. Jahrhundert ergänzt worden. Dieser Gebäudekomplex hat im Laufe der Zeit unterschiedliche Aufgaben gehabt, war beispielsweise zur Zeit des Nationalsozialismus Gerichtsgebäude und somit Schauplatz einiger Prozesse gegen Regimegegner. Heute befindet sich hier unter anderem ein archäologisches Museum.
Das St.-Annen-Kloster in der Nähe der Aegidienkirche beherbergt heute ein umfangreiches Museum mit unterschiedlichen Themenschwerpunkten. So finden sich bedeutende sakrale Kunstwerke wie eine der größten Sammlungen mittelalterlicher Flügelaltäre und Statuen, dann ein Überblick über Lübecker und Hanseatische Wohnkultur vom Mittelalter bis ins frühe 20. Jahrhundert, schließlich im neuen Anbau, der Lübecker Kunsthalle St. Annen, eine Sammlung zeitgenössischer Kunst.
In der Königstraße befindet sich das architektonisch bedeutende klassizistische Gebäude der Reformierten Kirche von 1826. Die katholische Propsteikirche Herz Jesu, die 1891 als erste katholische Kirche nach der Reformation erbaut wurde, liegt in der Nähe des Doms an der Parade.

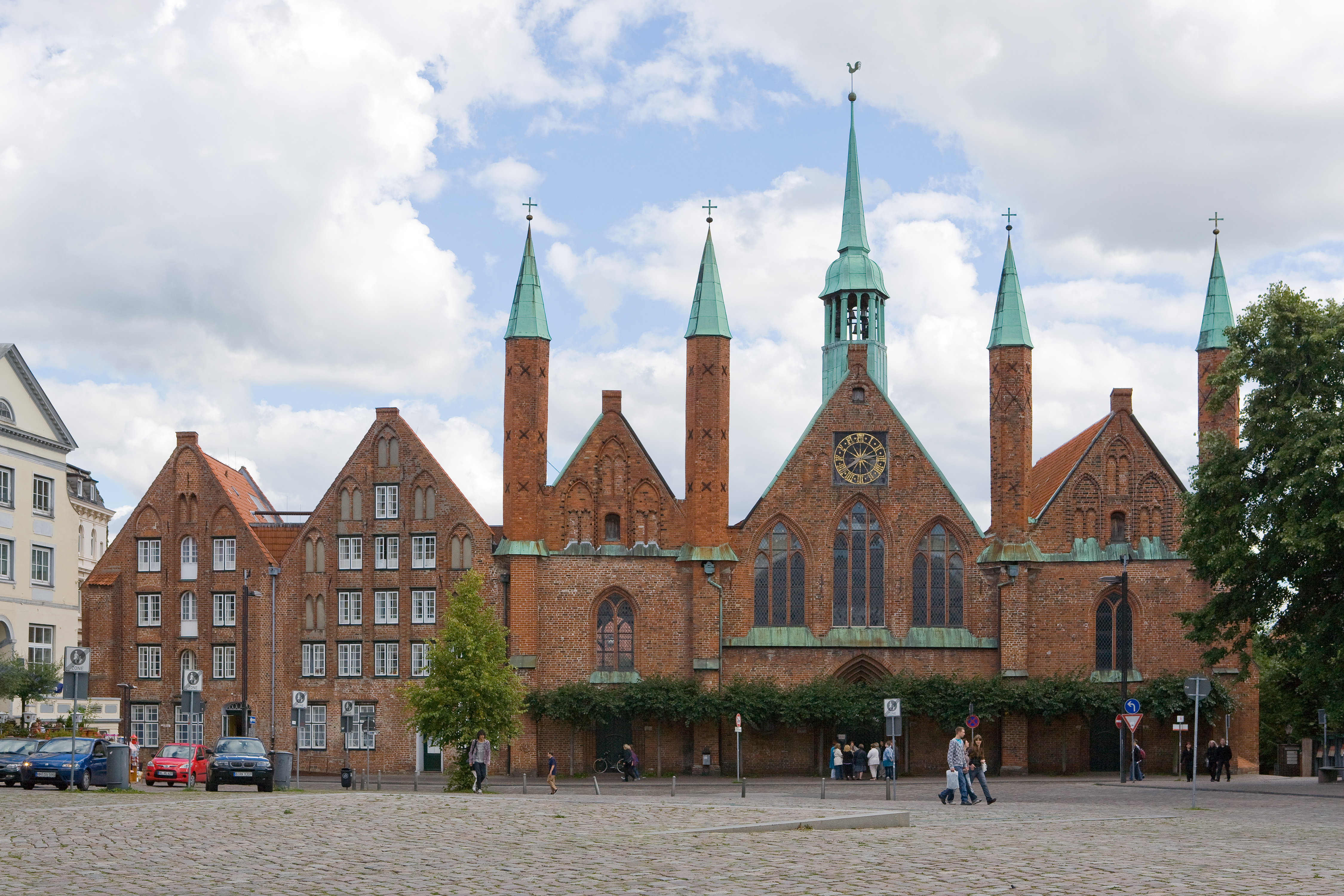
Fassade des Heiligen-Geist-Hospitals

Am Koberg liegt gegenüber der Jakobikirche das Heiligen-Geist-Hospital. Dieses Gebäude ist ein gutes Beispiel für die Formen der Wohltätigkeit in der mittelalterlichen Gesellschaft. Um auch den Armen, Kranken und Alten einen Platz zu bieten, ließen wohlhabende Bürger dieses Gebäude errichten und stifteten regelmäßig für ihren Unterhalt. Bis in die 1970er Jahre hinein wurde die große Halle mit den heute noch zu besichtigenden, im 19. Jahrhundert errichteten Kabäuschen mit je etwa 3 Quadratmeter Wohnfläche als Altenheim verwendet. Um die Weihnachtszeit findet hier einer der bekanntesten Weihnachtsmärkte Norddeutschlands statt.

#### Rathaus

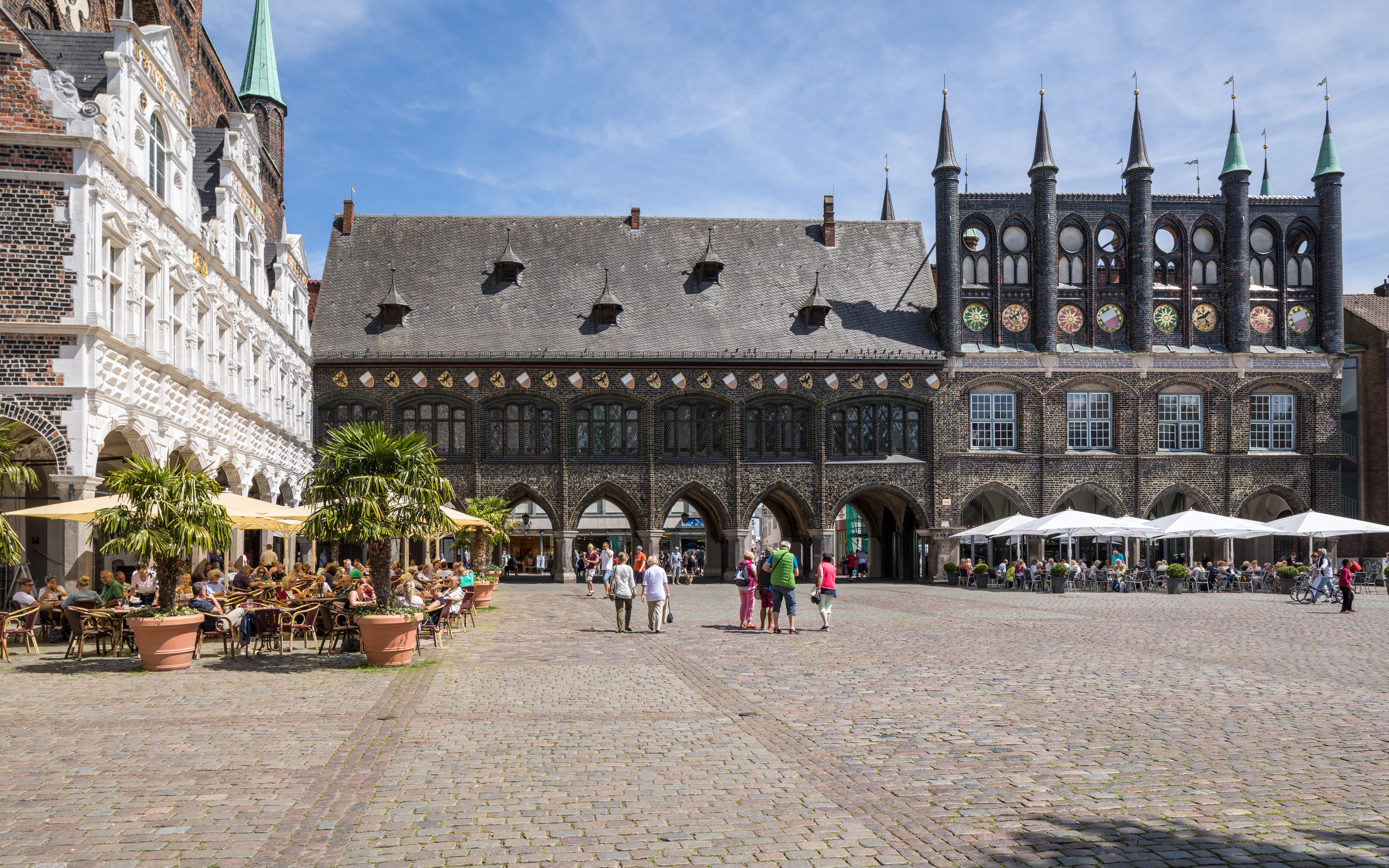
Das Lübecker Rathaus;
rechts die Schaufassade aus der Backsteingotik

Direkt neben der Marienkirche befindet sich von jeher das Herz der Stadt, der Markt mit dem Rathaus. Das Rathaus ist im Unterschied zu anderen bedeutenden Rathäusern nicht in einem Stil erbaut, sondern man sieht auch heute noch deutlich, dass es seit dem 12. Jahrhundert immer wieder ergänzt wurde. Hier finden sich heute Baustile von der Gotik über die Renaissance bis hin zur Moderne der 1950er-Jahre. Dem Rathaus schließt sich entlang der Breiten Straße das von der Backsteinrenaissance überformte Kanzleigebäude an, dessen Arkaden 2005 renoviert und geöffnet wurden, um die Fußgängerzone der Breiten Straße auch durch Geschäfte auf dieser Seite attraktiver zu gestalten. Der Rest des Lübecker Marktes wurde im Zweiten Weltkrieg zerstört. Die Gestaltung des Marktes ist seitdem bis zuletzt immer wieder Punkt lebhafter Diskussionen gewesen. Der Kaak, der mittelalterliche Pranger, dessen Untergeschoss Butterverkaufsstände enthielten, wurde 1952 abgebrochen und 1986/1987 unter Verwendung gotischer Bauteile verändert wiedererrichtet.

#### Stadtmauer und Stadttore

Stadtmodell Lübeck

Die Stadttore Lübecks waren Teil einer mächtigen, sternförmigen Befestigungsmauer, die im 17. Jahrhundert die alte Lübecker Befestigungsanlage ersetzte und bis zum 19. Jahrhundert erhalten blieb. Die Bauanlagen der Stadt Lübeck aus dem 17. Jahrhundert zeigt das Stadtmodell im Museum Holstentor.
Das Holstentor gilt als bekanntestes Wahrzeichen der Stadt. Es wird seit langem vom Verkehr nur noch umfahren und steht auf einem parkähnlichen Platz. Im Inneren befindet sich das Museum Holstentor zur Stadtgeschichte.

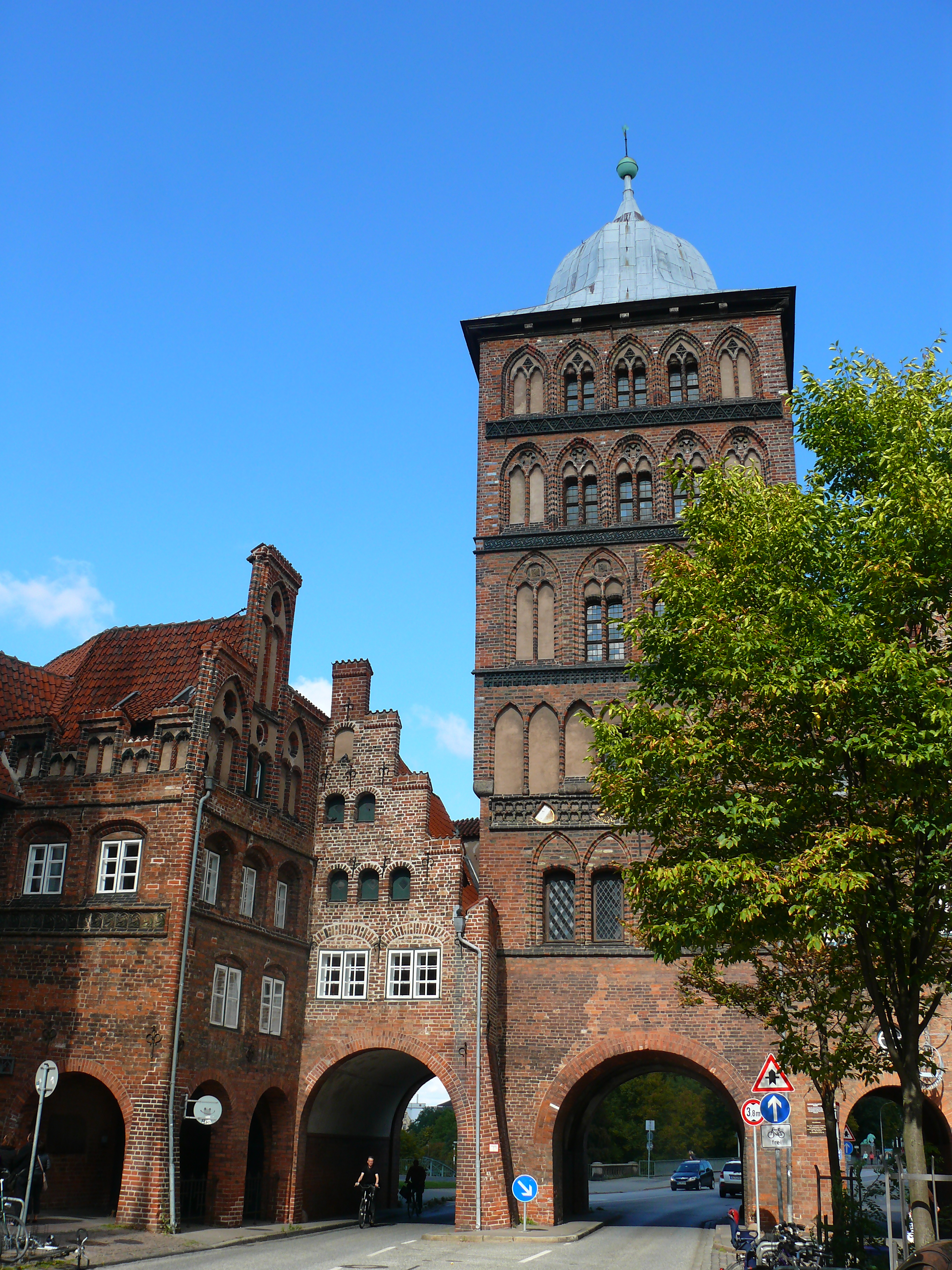
Burgtor Lübeck von der Stadtseite gesehen

Das andere erhaltene Stadttor, das Burgtor, ist in die Überreste der Befestigungsanlagen am nördlichen Stadtrand integriert und geht in den Gebäudekomplex des Burgklosters über. Es wird weiterhin von Norden her als Weg in die Altstadt genutzt.
Das Mühlentor unweit der heutigen Mühlentor-Brücke über den Elbe-Lübeck-Kanal sowie das Hüxtertor am heutigen Hüxterdamm wurden zwischen 1822 und 1861 abgerissen.
Das Kaisertor in den südlichen Wallanlagen wurde in seiner heutigen Form erst 1899 anlässlich des Besuchs Kaiser Wilhelms II. zur Einweihung des Elbe-Lübeck-Kanals geöffnet. Der ursprüngliche Torturm der mittelalterlichen Stadtbefestigung war schon Anfang des 16. Jahrhunderts zugemauert worden.
Die Stadtmauer wurde ansonsten nahezu völlig abgetragen.

#### Museen und Bürgerhäuser

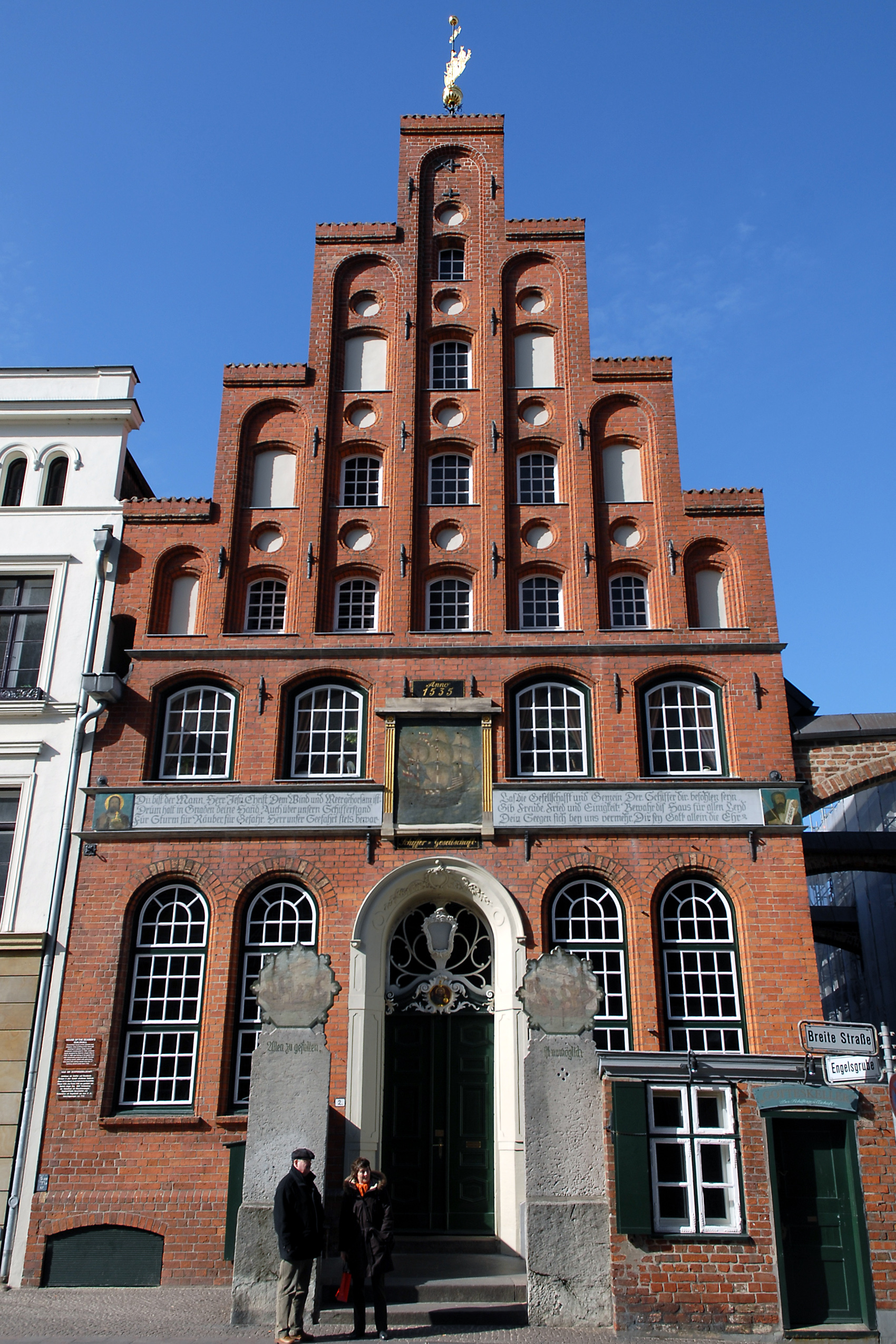
Haus der Schiffergesellschaft mit dem typischen Backstein-Treppengiebel (2007)

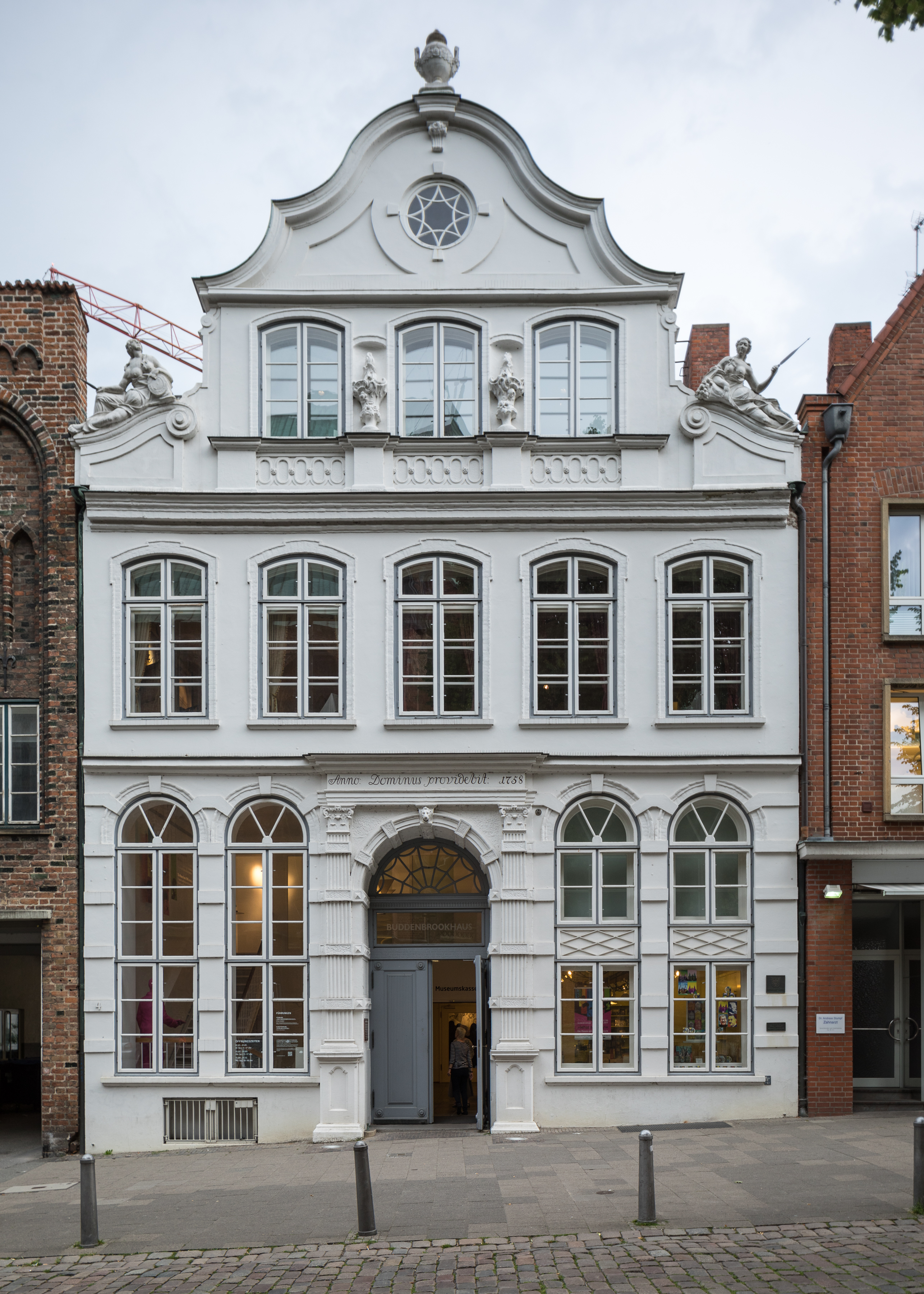
Buddenbrookhaus in der Mengstraße (2017)

Einige bedeutende Bürgerhäuser in der Innenstadt werden heutzutage als Museen verwendet. So bietet das klassizistische Ensemble aus Behnhaus und Drägerhaus in der oberen Königstraße heute Raum für ein Kunstmuseum. Im Buddenbrookhaus befindet sich heute das Heinrich-und-Thomas-Mann-Zentrum. In der Glockengießerstraße findet man seit einigen Jahren schließlich das Günter-Grass-Zentrum.
Die Kaufmannschaft zu Lübeck besitzt im Haus der Kaufmannschaft zwei der schönsten und bedeutsamsten geschnitzten Inneneinrichtungen der Renaissance. Ihr gehört auch das Schabbelhaus in der Mengstraße, das als Restaurant zugänglich ist.
Am Koberg befindet sich neben sehr gut erhaltenen, meist klassizistischen Gebäuden das 1535 errichtete Versammlungshaus der Schiffergesellschaft, dessen Inneneinrichtung original erhalten ist und in dem sich heute ein Restaurant befindet.
Die spätromanische Löwen-Apotheke in der Königstraße gilt als der älteste Profanbau Lübecks.
Am Bahnhofsplatz befindet sich zudem ein unter Denkmalschutz stehendes ehemaliges Kontorhaus, der expressionistische Handelshof aus dem Jahr 1924.

#### Gänge und Höfe

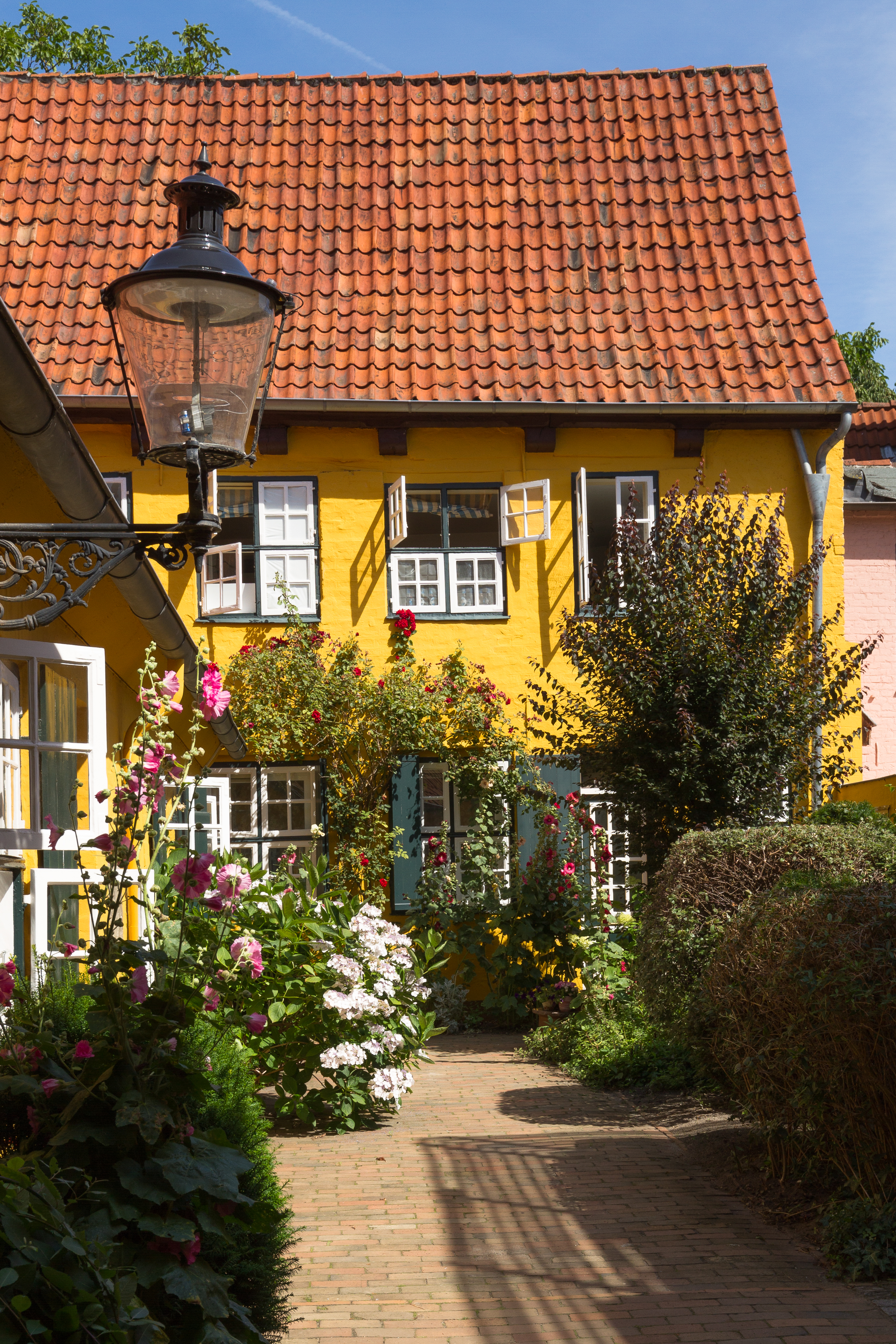
Typischer Lübecker Gang

Die Gänge und Höfe, für die Lübeck bekannt ist, sind eher aus Platznot in den Hinterhöfen der Wohnhäuser entstandene Wohnquartiere, die früher für die ärmsten Stadtbewohner errichtet wurden, heute aber begehrter Wohnraum sind. Die größten und schönsten Höfe sind sicherlich der Füchtingshof und der Glandorpshof in der Glockengießerstraße. Es gibt in der Lübecker Altstadt über 100 solcher Gänge.

#### Vorstädte
Jenseits der idyllischen Wallanlagen finden sich in St. Gertrud und St. Jürgen sehenswerte Villenviertel mit klassizistischen und aus der Gründerzeit stammenden Villen. Besonders hervorstechend sind hier die Eschenburg-Villa in St. Gertrud an der Travemünder Allee und die Lindesche Villa des dänischen Architekten Lillie in St. Jürgen an der Ratzeburger Allee, die heute als Standesamt genutzt wird. Nur wenige Meter von der Linde-Villa befindet sich außerdem die St. Jürgen-Kapelle aus dem 17. Jahrhundert als Zeichen dafür, dass auch schon vor der Industrialisierung außerhalb der Lübecker Stadtmauern gesiedelt wurde. An der Wakenitz in St. Jürgen liegt auch die Lübecker Wasserkunst mit dem neugotischen Wasserturm. In St. Gertrud befindet sich außerdem das Fischerdorf Gothmund am Ufer der Trave, ebenfalls ein beliebtes Ausflugsziel, das durch sein geschlossenes Ensemble von Reetdachhäusern besticht.

#### Travemünde
Rund 17 Kilometer von der Innenstadt entfernt liegt das Ostseebad Travemünde. Die Stadt Travemünde gehörte seit 1329 zum Lübecker Staatsgebiet und ist seit 1913 ein Stadtteil von Lübeck, seit 1802 offizielles Seebad an der Ostsee. Zu den markanten Bauwerken gehören die Kapitänshäuser in der Vorderreihe, die Bäderarchitektur des 19. und 20. Jahrhunderts (Casino Travemünde, Kurhaus) und das in den 1970er Jahren entstandene Maritim-Hotel.
Der Leuchtturm Travemünde ist der älteste Leuchtturm Deutschlands. Er ist nicht mehr in Betrieb, kann aber besichtigt werden.

### Musik
Die Lübecker Altstadt-Kirchen sind mit ihrer Vielfalt an barocken wie modernen Orgeln für Konzerte gut geeignet, sie haben seit der Norddeutschen Orgelschule den Ruf als Musikstadt maßgeblich begründet. Die Abendmusiken sind seit der Zeit Dieterich Buxtehudes legendär. Heutzutage zählen unter anderem der Lübecker Orgelsommer sowie das traditionelle Weihnachtssingen der Lübecker Knabenkantorei zu den regional bekanntesten, alljährlichen Veranstaltungen, die in den Kirchen der Altstadt stattfinden. Im Sommer macht das in Lübeck ansässige Schleswig-Holstein Musik Festival in ganz Schleswig-Holstein auch Dorfkirchen, Gutshäuser und -scheunen zu Konzertsälen. Weitere Konzerthallen und Veranstaltungsräume sind die moderne Musik- und Kongresshalle Lübeck, kurz MuK genannt, das Kolosseum der Gesellschaft zur Beförderung gemeinnütziger Tätigkeit, das treibsand und das VeB, in der Alternative Lübeck, kurz „Walli“ genannt, das Rider’s Café in Buntekuh, der Werkhof und die Schuppen 6 und 9. An der Obertrave befinden sich die Konzertsäle der Musikhochschule Lübeck. An Schleswig-Holsteins einziger Hochschule für Musik finden im Semester täglich bis zu vier Konzerte statt, darunter die des Brahms-Festivals Anfang Mai. Der jährlich in Lübeck stattfindende Wettbewerb Jugend musiziert sowie die zahlreichen Veranstaltungen der Musik- und Kunstschule Lübeck und auch der Lübecker Musikschule der Gemeinnützigen bereichern das musikalische Leben der Stadt.

### Theater

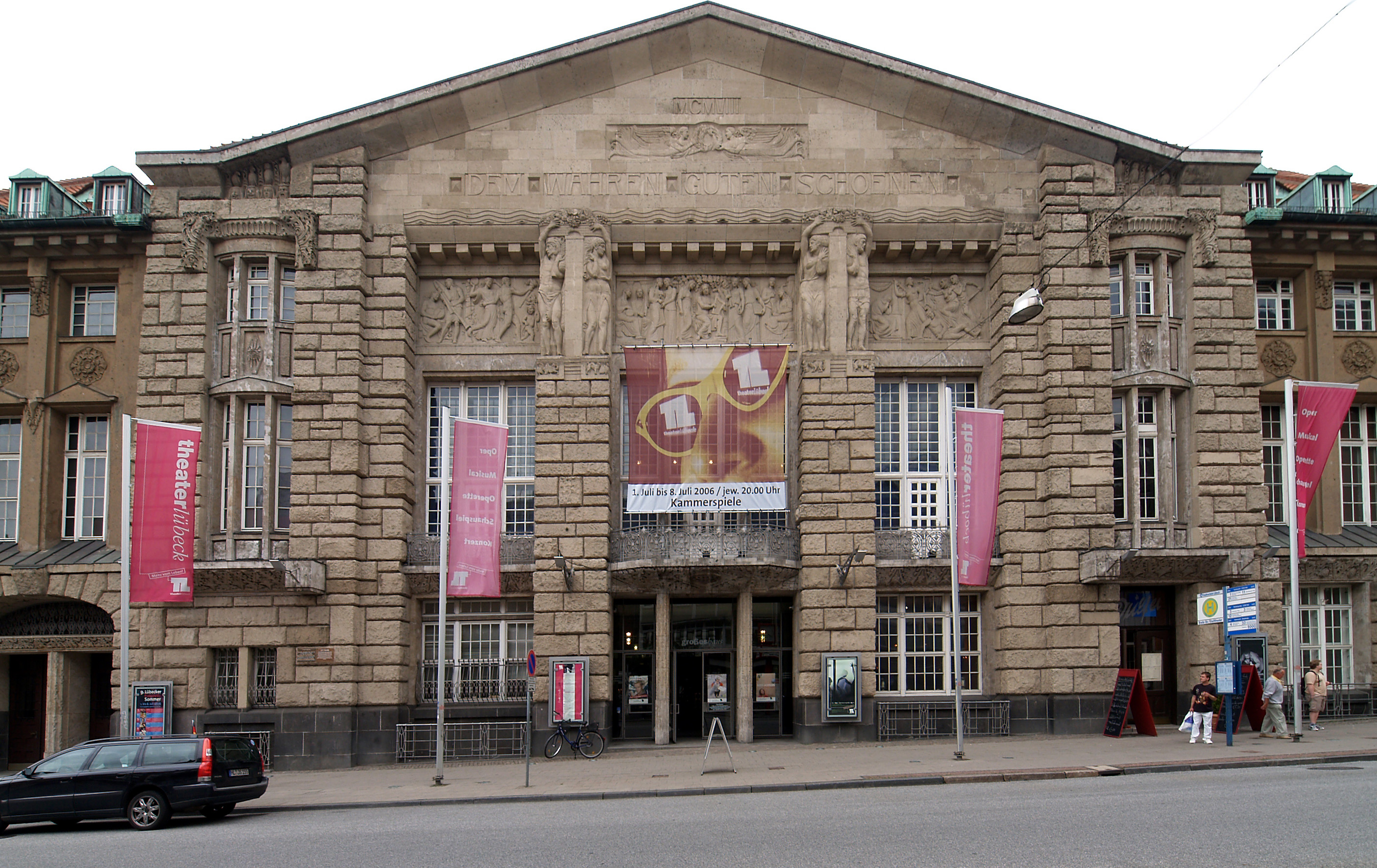
Theaterfassade Dem Wahren Guten Schönen

Das Theater Lübeck ist in einem Jugendstil-Gebäude in der Beckergrube untergebracht und wurde Mitte der 1990er Jahre renoviert. Im Großen Haus finden hauptsächlich Operndarbietungen statt, unterstützt vom Philharmonischen Orchester der Hansestadt Lübeck. Hier haben Hermann Abendroth, Wilhelm Furtwängler und Christoph von Dohnányi den Ausgangspunkt ihrer Karrieren gelegt. In den Kammerspielen werden Dramen und Komödien sämtlicher Stilrichtungen dargeboten. Im Bereich Kinderoper kooperiert das Theater mit der Taschenoper Lübeck.
Weitere Theater sind das Lübecker Figurentheater und Theaterfigurenmuseum KOLK17, das Theater Combinale, die Lübecker Comödie, das THEATER Haus Lübeck, das Theaterschiff Lübeck, das Lübecker Zaubertheater, das Lübecker Unterwassermarionettentheater, das ULKNUDEL e. V. sowie die Lübecker Sommeroperette in der Freilichtbühne Lübeck als jährlich stattfindende Open-Air-Veranstaltungsreihe.

### Kino

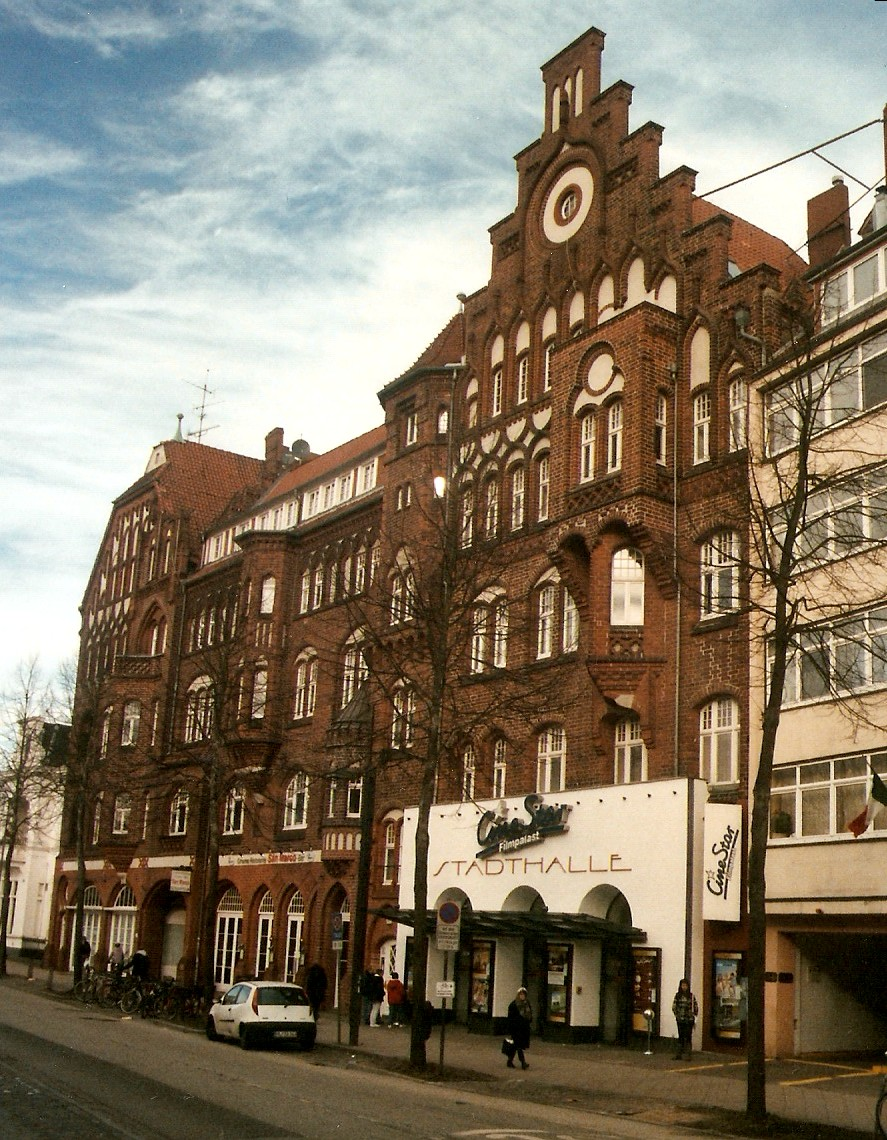
Stadthalle (2011)

Lübeck ist Stammsitz der Cinestar-Kinos, die im Jahr 1949 in der Hüxtertorallee mit den Lichtspielen Hoffnung die Basis ihres Konzerns legten. Dieses traditionsreiche Kino galt seinerzeit als das schönste Lübecks. Nach einem kleinen Brand Ende Dezember 2004 wurde es geschlossen und später zu einem Veranstaltungssaal umgebaut, der im September 2009 eröffnet wurde. Mitte der 1990er Jahre wurde in der Stadthalle nach dem Vorbild der Multiplex-Kinos ein Kinopalast mit sieben Sälen eingerichtet, nachdem Cinestar bereits in einigen ostdeutschen Städten solche Kinos erbauen ließ. Hier laufen vor allem Filme des Mainstream-Kinos. 2005 und 2007 wurde die Stadthalle renoviert und unter anderem neu bestuhlt. Es gibt nur noch ein weiteres kommerzielles Kino, das ebenfalls zur Cinestar-Gruppe gehört: das Filmhaus. Nach einer Renovierung zeigt es hauptsächlich anspruchsvollere Filme, außerdem finden gelegentlich Lesungen, Musikveranstaltungen usw. statt.
Das Kommunale Kino in der Mengstraße, ein kleiner Vorführungsraum mit einem kleinen, ausgewählten Filmangebot, das auch selten Gezeigtes abdeckt und dafür schon mit mehreren Preisen ausgezeichnet wurde, ist das einzige Kino, das nicht der Cinestar-Gruppe gehört. Seit Sommer 2007 führt der Förderkreis Kommunales Kino Lübeck e. V. die Geschäfte des ehemals städtischen Kinos.
Jedes Jahr im Herbst steht Lübeck im Zeichen der Nordischen Filmtage. Auf diesem Filmfestival werden an fünf Tagen Filme aus Skandinavien, dem Baltikum und Schleswig-Holstein gezeigt. Spielort ist vor allem die Stadthalle, während an diesen Tagen das Mainstream-Kino im Filmhaus läuft.

### Museen
Die Leitung der städtischen Museen obliegt seit dem 1. Januar 2006 der Kulturstiftung Hansestadt Lübeck.

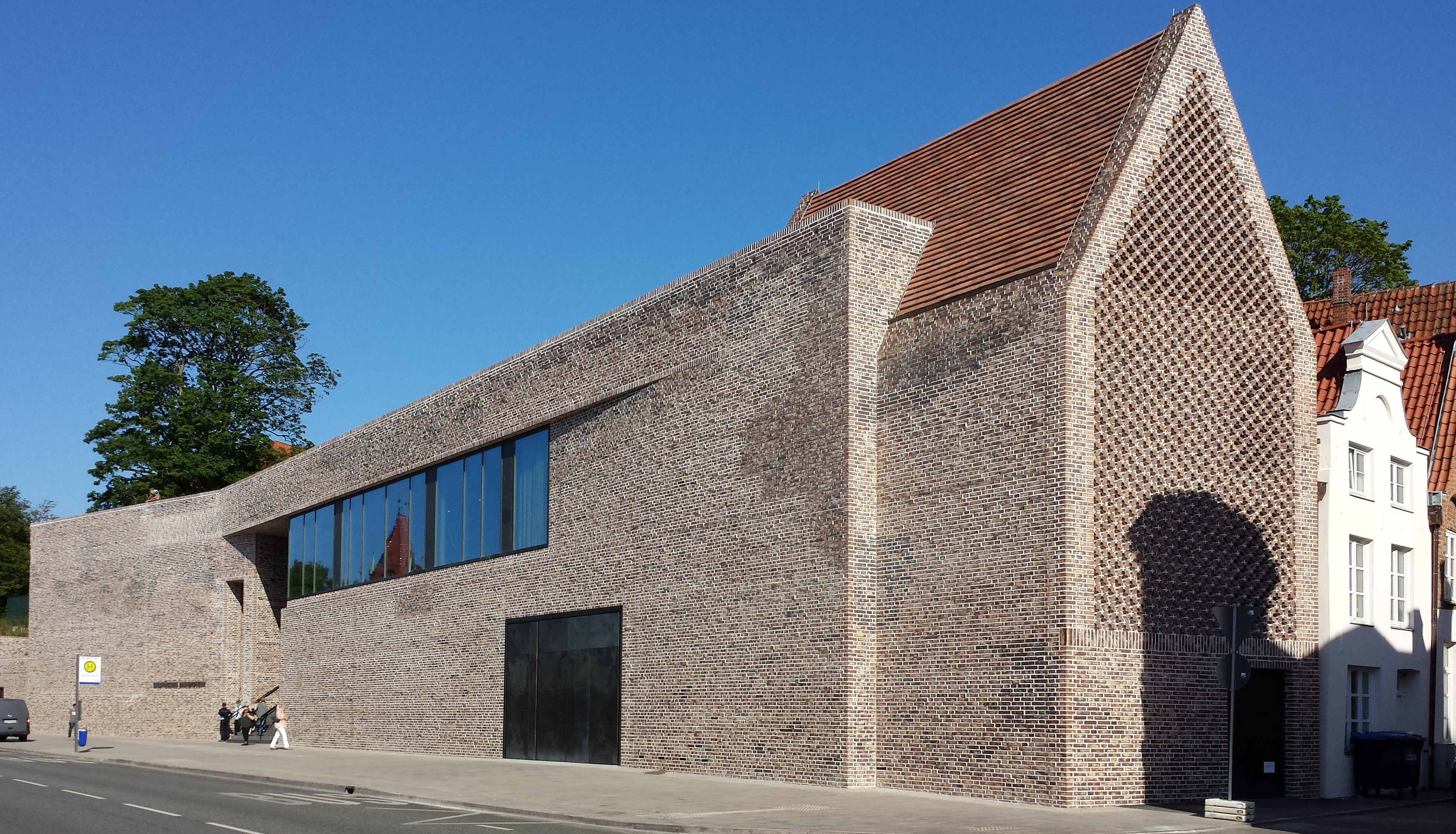
Europäisches Hansemuseum

Die Stadtgeschichte Lübecks wird mit Stadtmodell im Museum Holstentor dargestellt.
Der Museumshafen Lübeck befindet sich im Hansahafen, An der Untertrave.
Das Europäische Hansemuseum ist zu finden in einem Neubau am Burgkloster sowie im Burgkloster, das die Geschichte der Hanse verbunden mit einem Teil der Lübecker Stadtgeschichte und der Geschichte des Lübischen Rechts zeigt.
Im Museums Haus Hansestadt Danzig in der Engelsgrube sind Kultur- und Wirtschaftsgüter der Region Danzig bis Ende des Zweiten Weltkriegs ausgestellt. Drei Glocken aus Wotzlaff und Danzig sind im Hof des Museums als Leihgabe aufgestellt, die aus dem Hamburger Glockenfriedhof gerettet werden konnten. Diese Glocken waren 1942 zum Einschmelzen für die Rüstungsproduktion requiriert worden.
Das Willy-Brandt-Haus Lübeck ist eine Gedenkstätte für den in Lübeck geborenen Friedensnobelpreisträger Willy Brandt und wurde 2007 im Haus der ehemaligen Zirkelgesellschaft in der Königstraße eröffnet. Es zeigt die Lebensstationen Brandts von der Flucht nach Norwegen, als Bürgermeister von Berlin und Bundeskanzler mit der Darstellung der entsprechenden Zeitumstände.
Das Industriemuseum Geschichtswerkstatt Herrenwyk steht im Lübecker Stadtteil Kücknitz.
Die Grenz-Dokumentationsstätte Lübeck-Schlutup befindet sich in einem ehemaligen Zollhaus des bis 1989 nördlichsten Grenzübergangs zur DDR im Stadtteil Schlutup. Sie erinnert an die Geschichte der Stadt während der Teilung Deutschlands. Eine weitere Ausstellung über die ehemalige innerdeutsche Grenze befindet sich in der Bundespolizeiakademie.

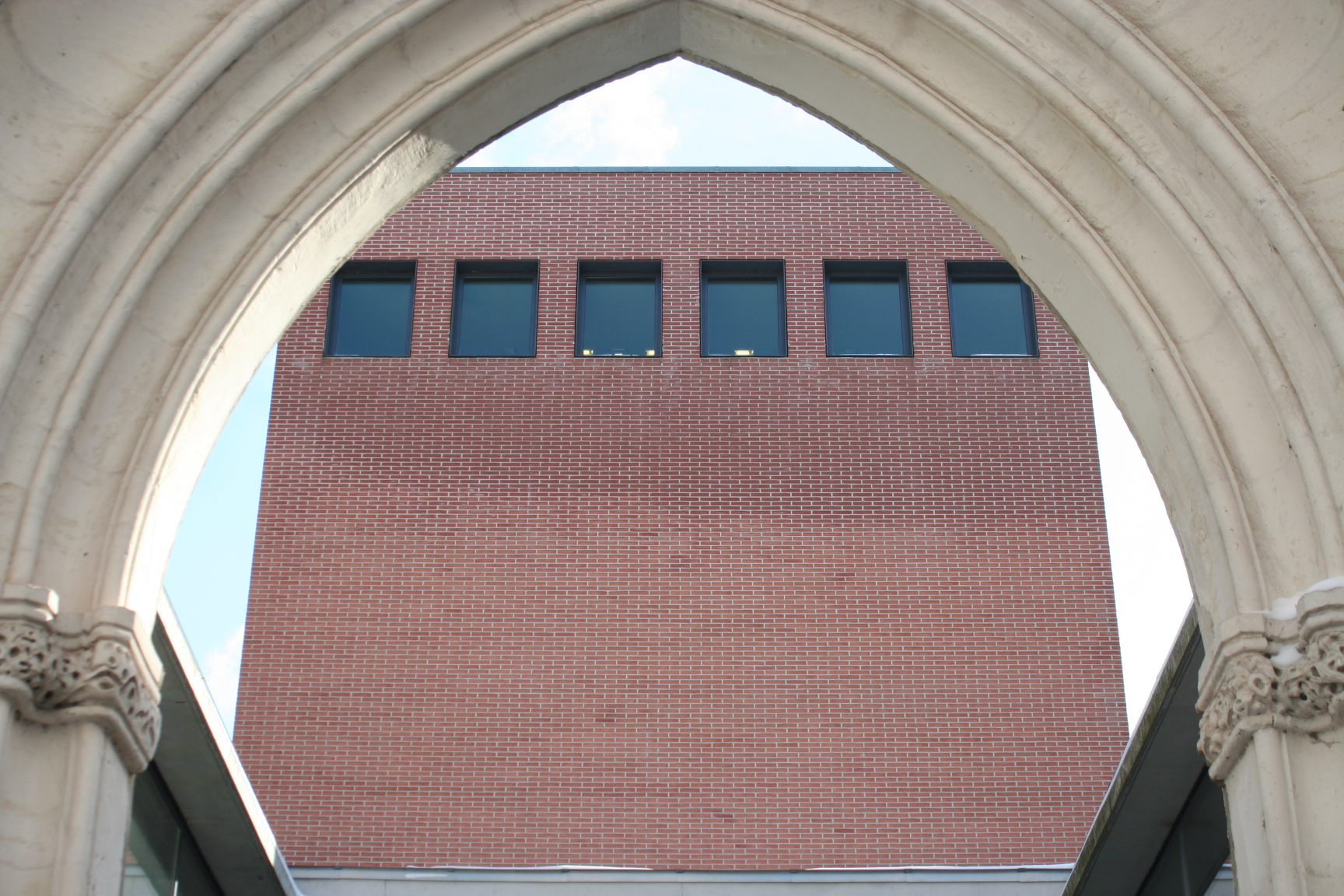
Kunsthalle St. Annen

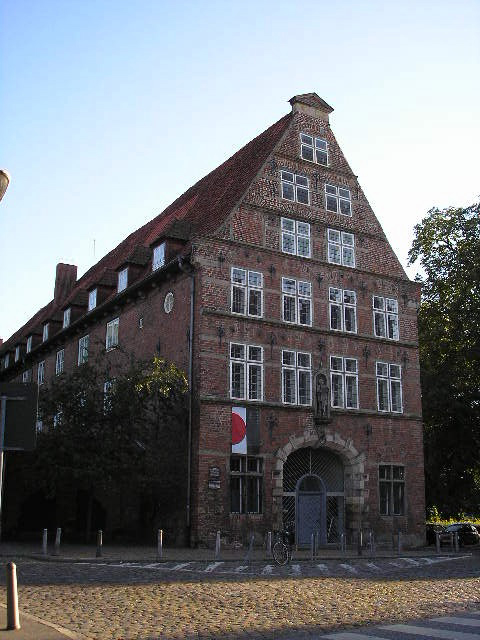
Zeughaus in Lübeck

Im Museumsquartier St. Annen befinden sich das St.-Annen-Museum mit einer umfangreichen Sammlung zur Lübecker Kunst- und Kulturgeschichte, darunter mittelalterliche Sakralkunst sowie die moderne Kunsthalle St. Annen.
Das Museum Behnhaus Drägerhaus zeigt im Ambiente eines der besterhaltenen Lübecker Bürgerhäuser Kunst des 19. Jahrhunderts und der klassischen Moderne. Im Garten des Behnhauses befindet sich seit 1930 der Pavillon der Overbeck-Gesellschaft, in dem der Lübecker Kunstverein zeitgenössische Ausstellungen zeigt.
Das Museum für Natur und Umwelt grenzt an den Kirchhof des Doms. Das Theaterfigurenmuseum Lübeck zeigt seine Exposition in der Altstadt am Kolk.
Das Marzipanmuseum im Café Niederegger in der Breite Straße stellt historische Holzformen für die Herstellung von Marzipanblöcken und einer Gruppe historischer Figuren aus Marzipan zur Schau.
Die bisher im mittelalterlichen Zeughaus gelegene Völkerkundesammlung wurde 2007 nach Etatkürzungen im Kulturbereich geschlossen. Es ist geplant, sie möglicherweise an einem anderen Ort wieder zugänglich zu machen.

### Literatur (Belletristik)

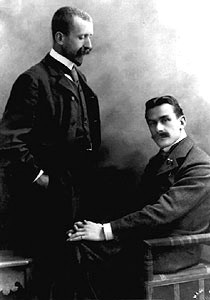
Heinrich und Thomas Mann (Fotografie Atelier Elvira, München um 1902)

### Denkmale und Skulpturen im öffentlichen Raum

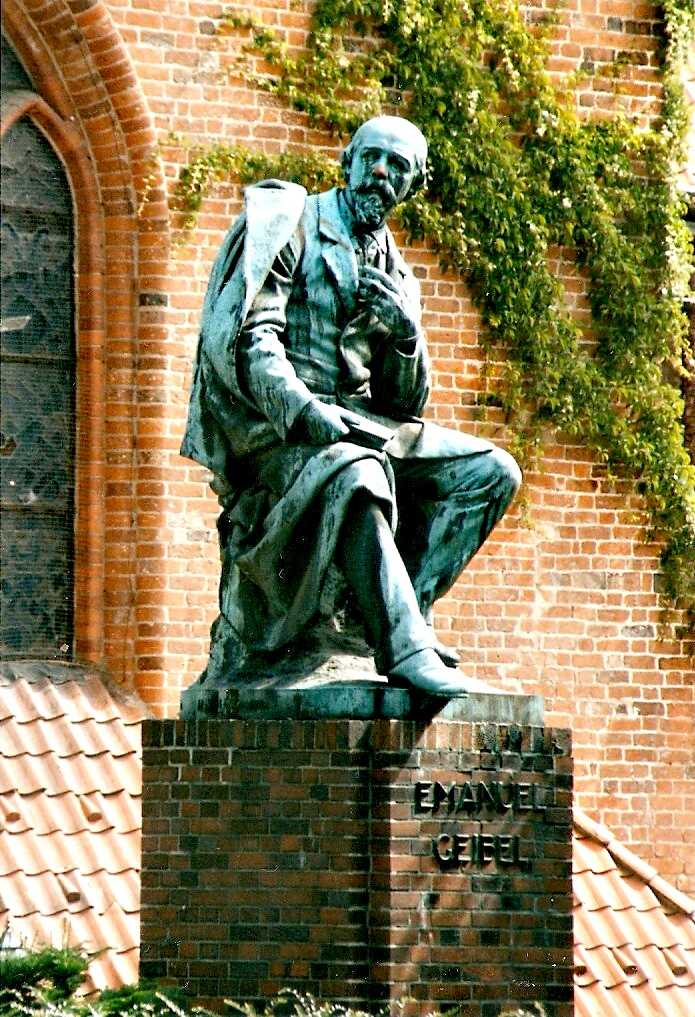
Denkmal für Emanuel Geibel

### Freizeit und Erholung im Stadtgebiet

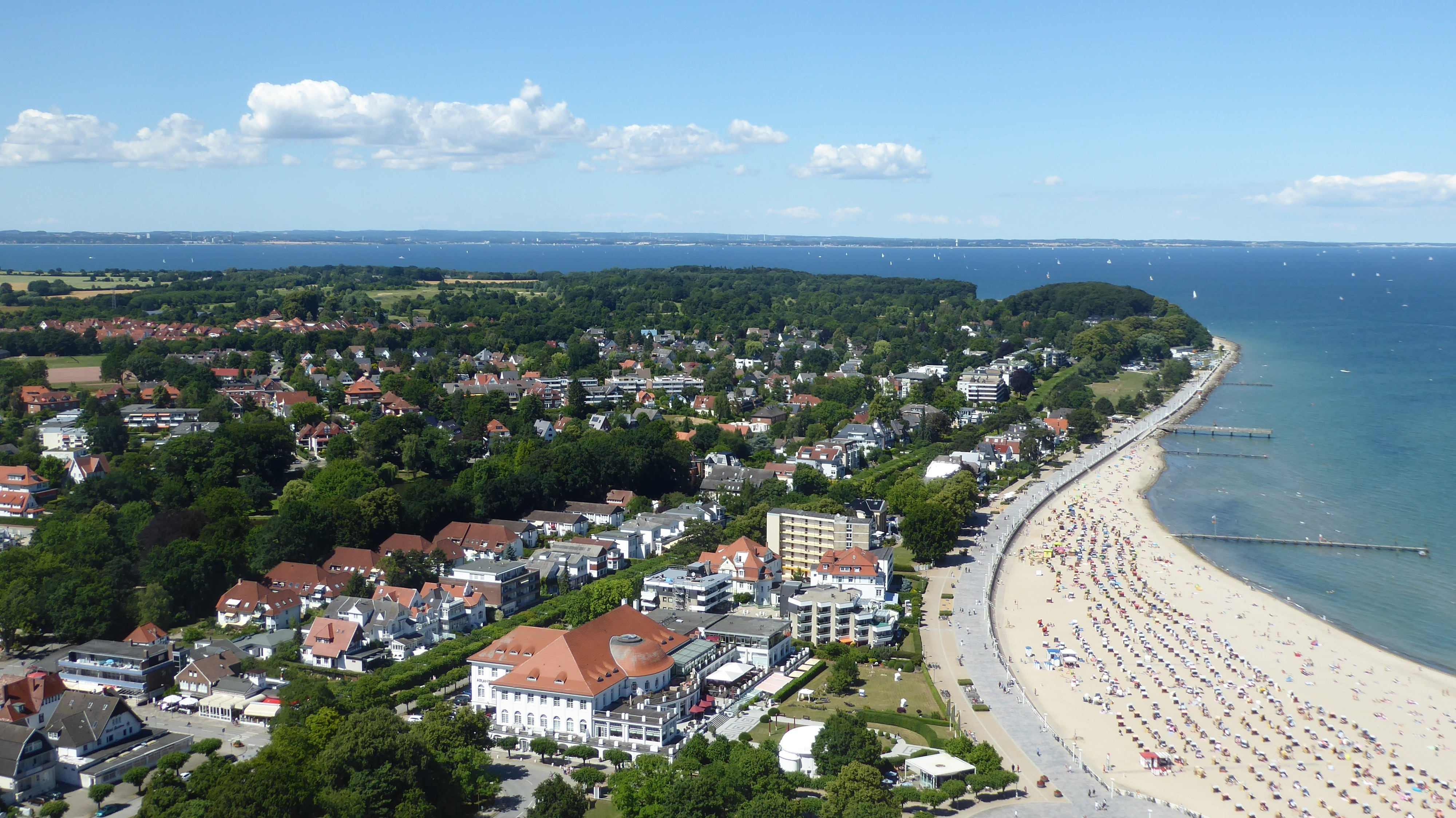
Strandpromenade Travemünde (2018)

#### Kai-Anlagen in und bei Lübeck-Travemünde

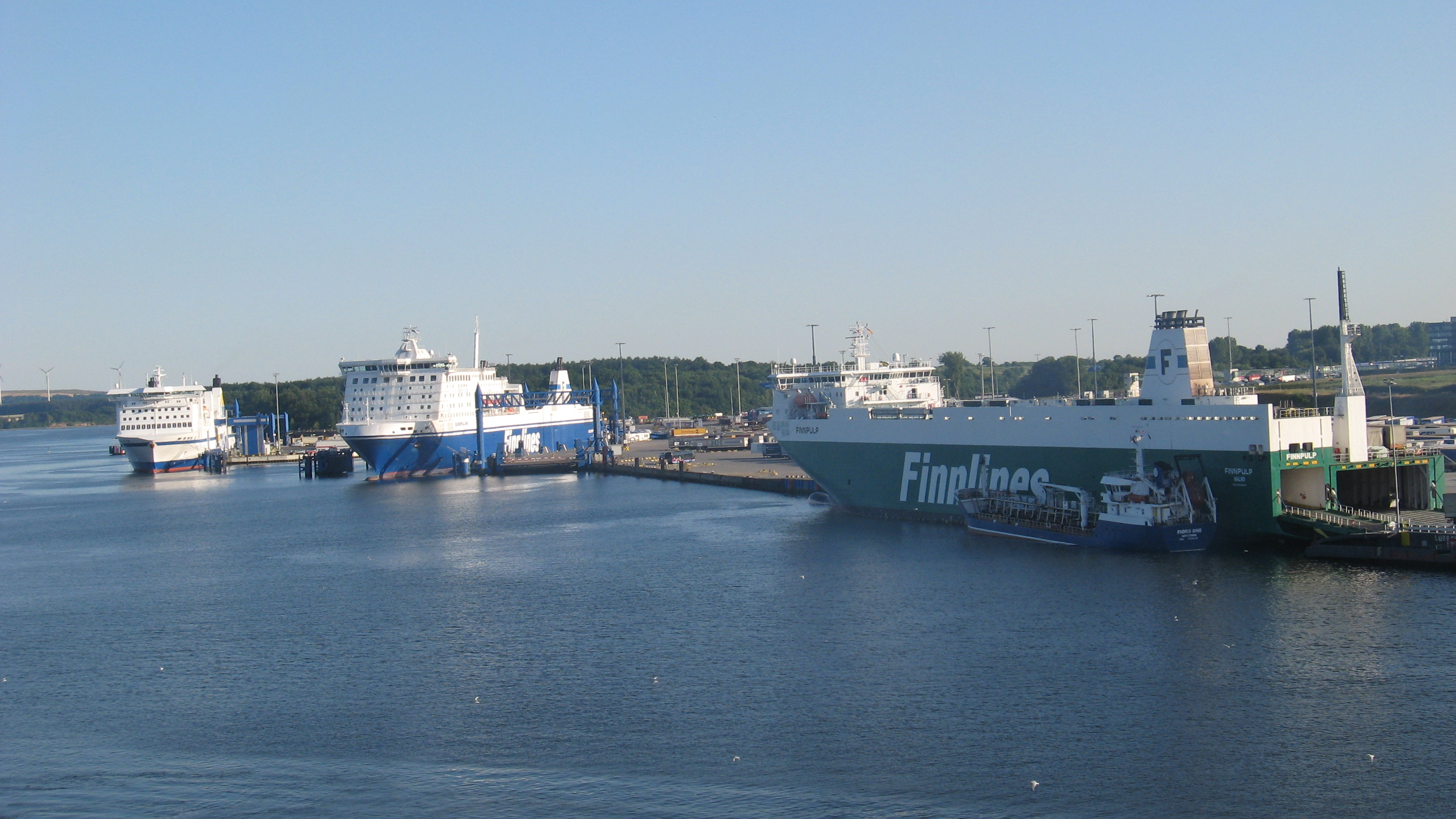
RoRo-Fähren am Skandinavienkai in Lübeck-Travemünde

#### Weitere Kai-Anlagen

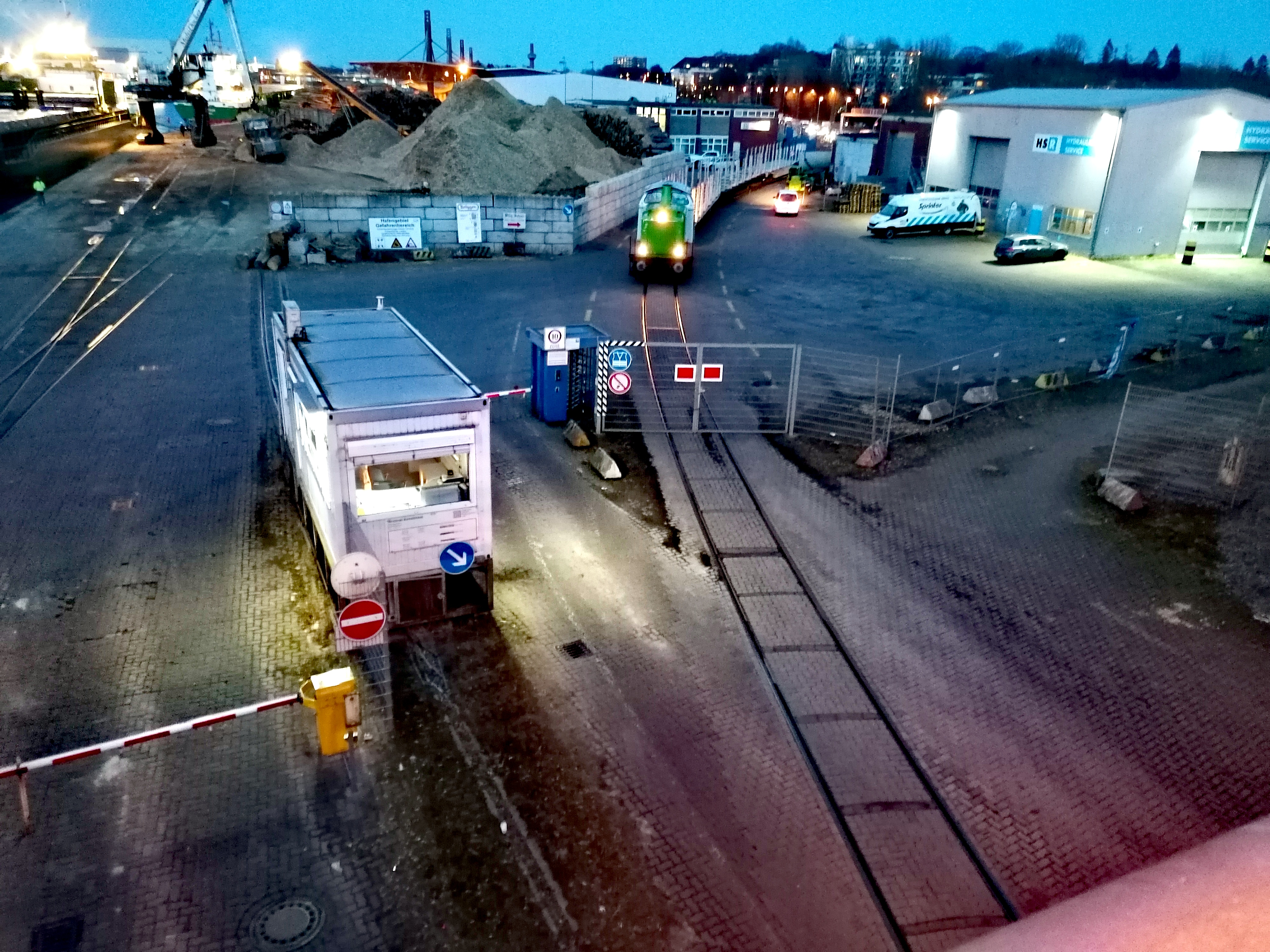
Holzhafen

#### Stadtnahe Kai-Anlagen

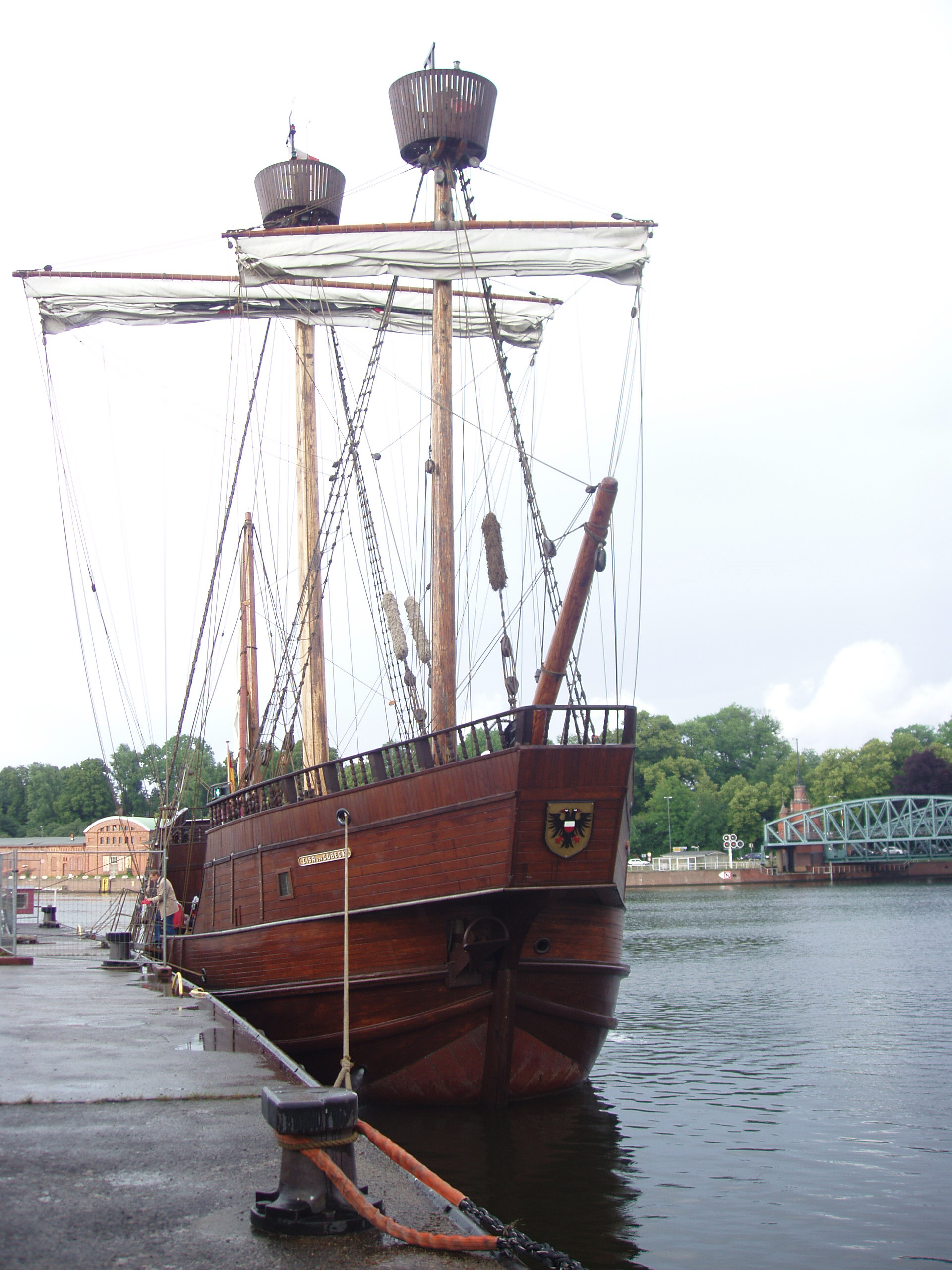
Bug der Lisa von Lübeck im Museumshafen (2007)

### Unternehmen

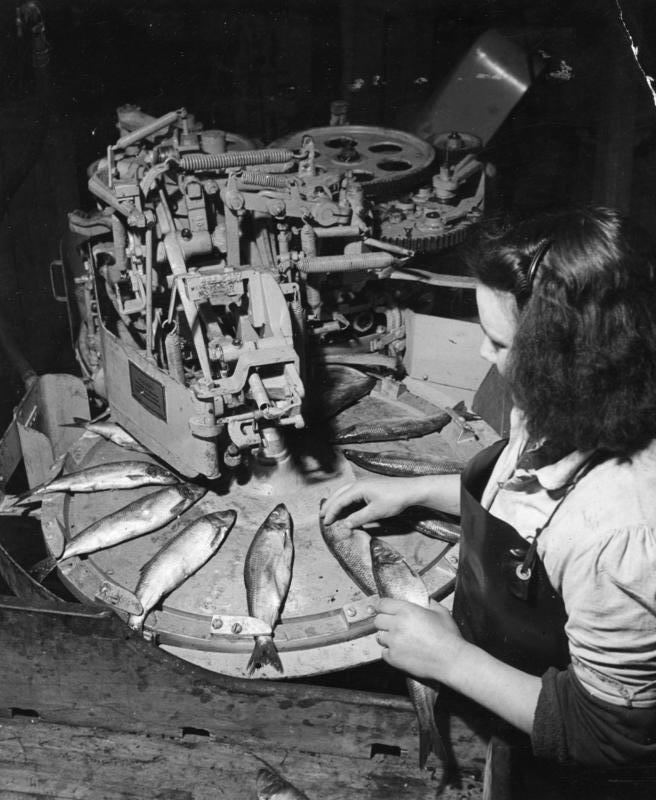
Fischverarbeitungsmaschinen der Firma „Nordischer Maschinenbau Rud. Baader“ (1949)

### Wirtschaftsförderung

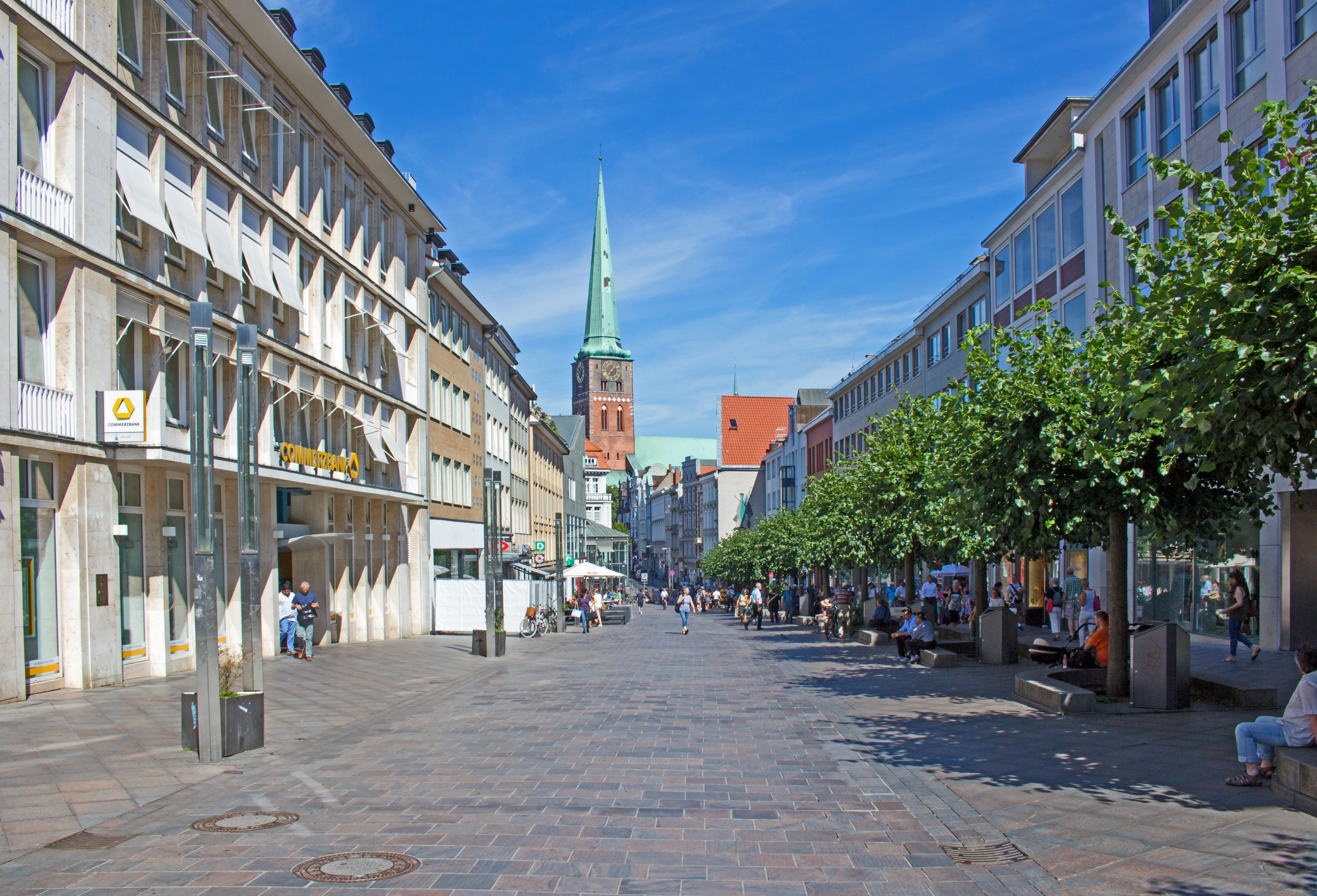
Die Breite Straße ist die Haupteinkaufsmeile der Stadt